# Achelozaur
Achelozaur (Achelousaurus) – rodzaj wymarłego dinozaura rogatego z rodziny ceratopsów. Żył w epoce kredy późnej, około 74,2 miliona lat temu, na terenach dzisiejszej Ameryki Północnej. Achelousaurus znany jest z formacji Two Medicine. Żył na kontynencie wyspowym Laramidii. Pierwsze skamieniałości zebrał w Montanie w 1987 zespół prowadzony przez Jacka Hornera, więcej znalezisk odkryto w 1989. W 1994 Scott Sampson opisał gatunek Achelousaurus horneri, tworząc nazwę rodzajową oznaczającą jaszczura Acheloosa, odnosząc się do postaci z mitologii greckiej, i epitet gatunkowy upamiętniający Hornera. Rodzaj znany jest z kilku okazów składających się głównie z pozostałości czaszki osobników młodocianych i dorosłych.
Średniej wielkości przedstawiciel Centrosaurinae mierzył około 6 m długości i ważył około 3 ton. Jak inne ceratopsy, poruszał się na czterech kończynach, miał krótki ogon i dużą głowę zaopatrzoną w zakrzywiony dziób. Szyję osłaniała kryza wyrastająca z tyłu czaszki, dźwigająca parę długich kolców, zakrzywiających się na zewnątrz. Dorosły osobnik miał nierówne, zaokrąglone guzowatości nad oczami i nad pyskiem, gdzie inne ceratopsy często nosiły rogi. Kości te pokrywała za życia gruba warstwa keratyny, jednak jej kształt pozostaje niepewny. Wedle niektórych badaczy guzowatości służyły do walki, kiedy to zwierzęta przepychały się głowami, lub do pokazów.
Wśród ceratopsów Achelousaurus zalicza się do kladu Pachyrostra (grubopyskich). Zasugerowano, że był bezpośrednim potomkiem podobnego rodzaju einiozaur (posiadającego kolce, ale nie guzowatości) i zarazem bezpośrednim przodkiem pachyrinozaura (o większych jeszcze guzowatościach). Pierwsze dwa z tych rodzajów byłyby czymś w rodzaju form przejściowych, ewoluujących przez anagenezę ze styrakozaura. Hipotezę tę poddano debacie, późniejsze odkrycia pokazały bliskie pokrewieństwo achelozaura i pachyrinozaura w obrębie Pachyrhinosaurini. Jako ceratops Achelousaurus był roślinożercą. Wydaje się, że cechował się wysokim tempem metabolizmu, ustępował jednak w tym względzie współczesnym ssakom i ptakom.

## Historia badań

### Wyprawa Hornera do Landslide Butte

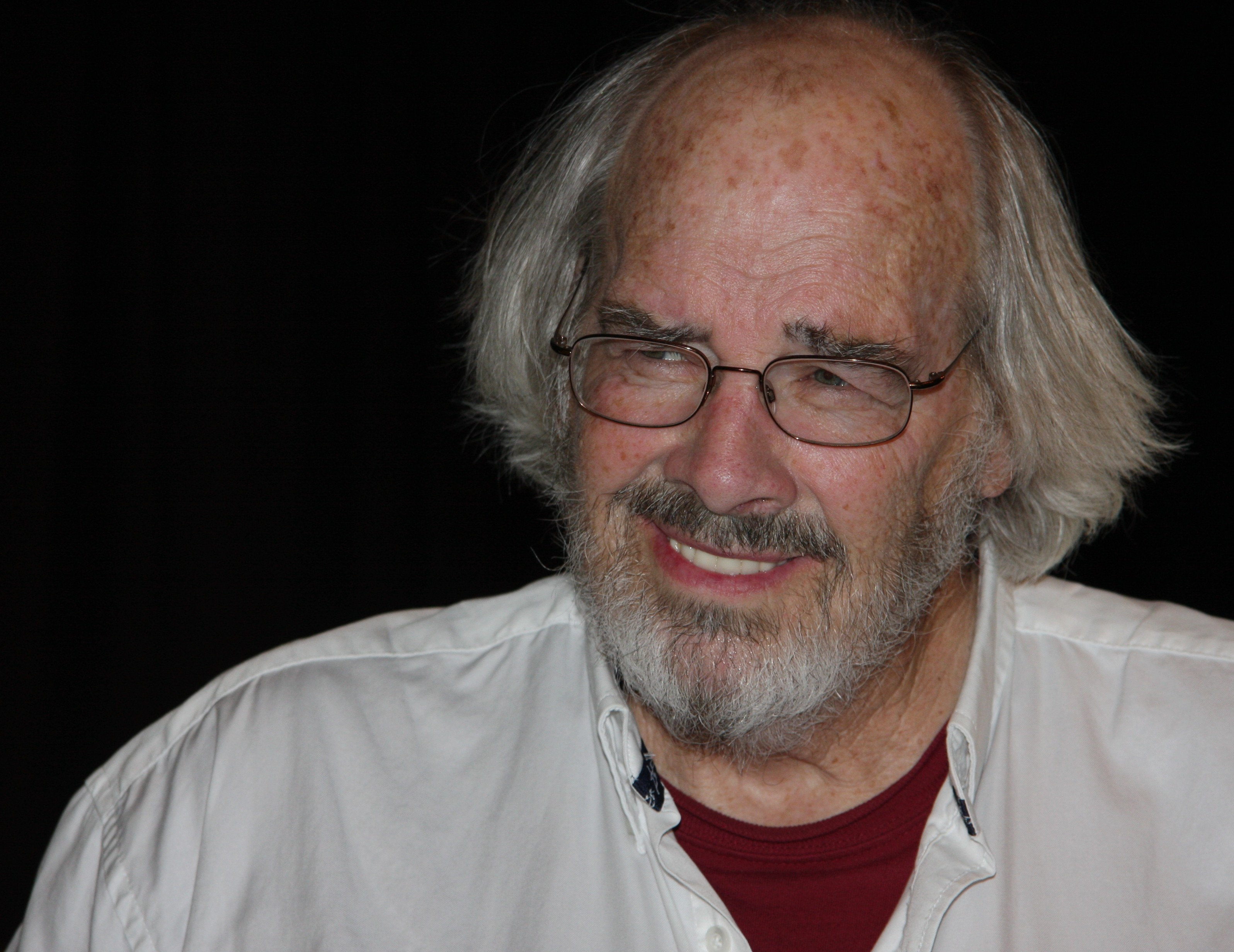
Jack Horner prowadził zespół, który odkrył achelozaura. Honoruje go epitet gatunkowy A. horneri

Wszystkie znane okazy achelozaura pochodzą z formacji Two Medicine w hrabstwie Glacier w Montanie. Znaleziono je podczas ekspedycji zorganizowanej przez Museum of the Rockies, które cały czas jest w posiadaniu okazów. Odkrycia dokonano dzięki serii przypadków. Wiosną 1985 paleontolog Jack Horner dostał informację, że nie będzie mógł dłużej eksploatować stanowiska Willow Creek, gdzie przez 6 lat badał miejsce gniazdowania majazaur. Poczyniwszy rozległe przygotowania do pracy terenowej w następnym sezonie, musiał niespodziewanie szukać alternatywnego miejsca badań. Hornera intrygowały dzienniki z prac terenowych Gilmore'a, który opisywał odkrycia dinozaurzych jaj w Landslide Butte w 1928, czego jednak nigdy nie opublikował. W tym miejscu Gilmore zatrudnił Sternberga do wydobycia szkieletów ceratopsów Brachyceratops i Styracosaurus ovatus. Tego lata Horner uzyskał zgodę Blackfeet Indian Tribal Council na poszukiwania skamieniałości w Landslide Butte, które leży na terenie Blackfeet Indian Reservation i rozpoczął pierwsze badania paleontologiczne na tym terenie od lat 20. XX wieku. W sierpniu 1985 jego współpracownik Bob Makela odkrył bogate w skamieniałości miejsce na ziemi farmera Ricky'ego Reagana, nazywane Dinosaur Ridge Quarry, zawierające pozostałości dinozaurów rogatych. 20 czerwca 1986 Horner i Makela wrócili do Blackfeet Indian Reservation i wznowili prace w Dinosaur Ridge Quarry, gdzie oprócz jaj znaleziono ponad tuzin szkieletów ceratopsa nazwanego później einiozaurem. W sierpniu 1986 w pobliskim Canyon Bone Bed na ziemi Glorii Sundquist, na wschód od Milk River, zespół Hornera odkrył inne cmentarzysko einiozaura. Odkryto tam między innymi czaszkę dinozaura rogatego, okaz MOR 492, który później przypisano do gatunku Styracosaurus ovatus, a w 2010 do odrębnego rodzaju Rubeosaurus.
Podczas kolejnego sezonu, na początku lipca 1987, wolontariusz Sidney M. Hostetter zlokalizował kolejną czaszkę dinozaura rogatego w pobliżu Canyon Bone Bed, okaz MOR 485. Do końca sierpnia została zabezpieczona i przewieziona pojazdem samowyładowczym do Museum of the Rockies w Bozeman. 23 czerwca 1988 odkryto w sąsiedztwie kolejne miejsce – Blacktail Creek North. Latem 1989 dołączył do zespołu student Scott Sampson, pragnący zbadać funkcję pokazową kryzy u ceratopsów. Pod koniec czerwca 1989 Horner, jego syn Jason i ich preparator Carrie Ancell odkryli okaz ceratopsa MOR 591 w pobliżu Blacktail Creek.

### Interpretacja znalezionych skamieniałości

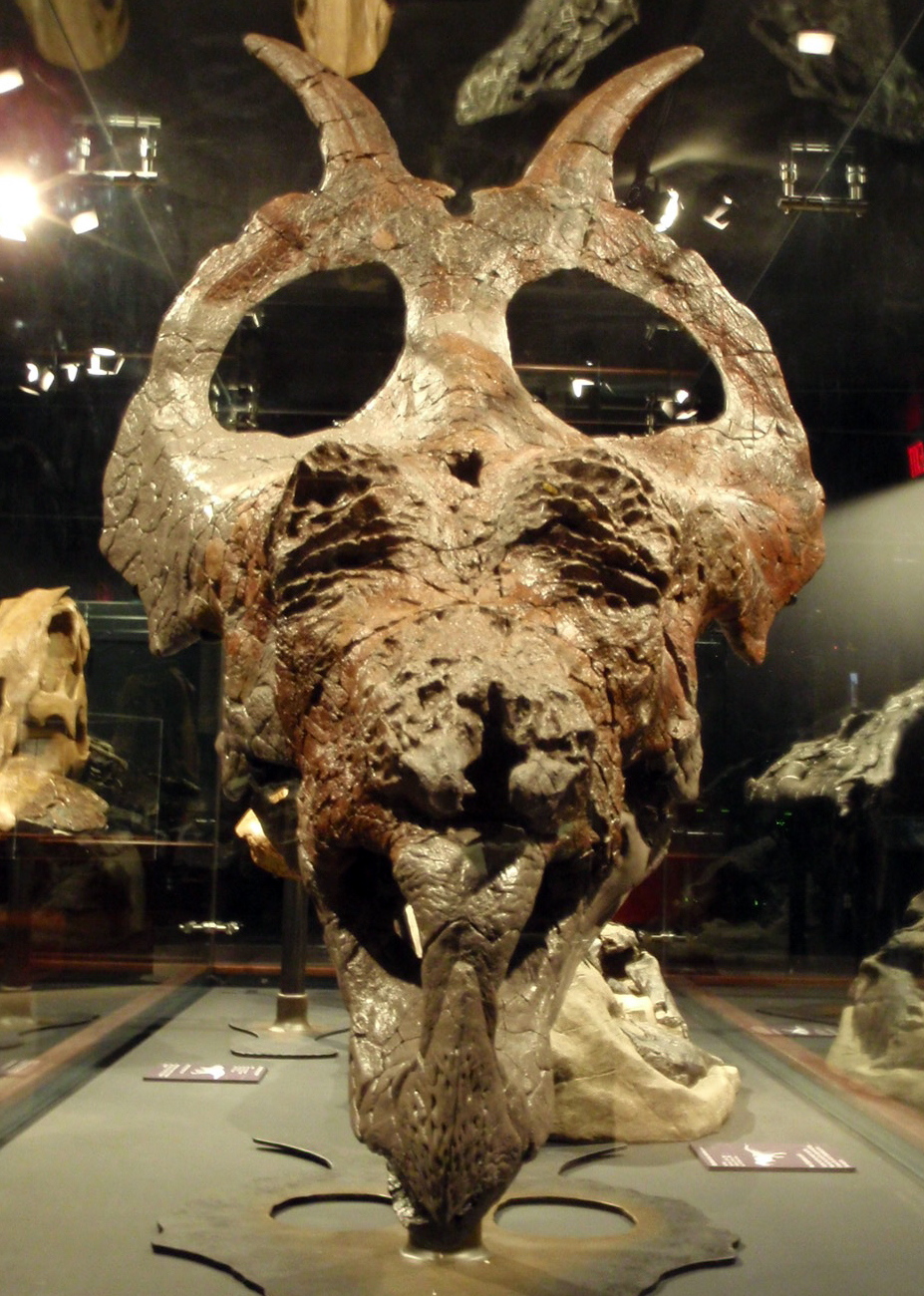
Holotypowa czaszka MOR 485 widziana z przodu

Początkowo przypuszczono, że cały znaleziony materiał ceratopsów przypisać można jednemu gatunkowi styrakozaura, odrębnemu od Styracosaurus albertensis, a skamieniałości reprezentują ograniczony geologicznie okres, który wtedy szacowano na pół miliona lat. Raymond Rogers, studiujący stratygrafię tych cmentarzysk, pisał o nich jako Styracosaurus sp. (nieokreślonego gatunku) w 1989. Styracosaurus ovatus – choć czasami określany jako nomen dubium – został już znaleziony na tym obszarze przez G. F. Sternberga, co czyniło go oczywistym kandydatem. Brano jednak również pod uwagę możliwość reprezentowania przez znaleziska gatunku nieznanego jeszcze nauce. Nieformalnie nazywano go "Styracosaurus makeli", honorując tak Boba Makelę, który zginął w wypadku drogowym niedługo przed odkryciem okazu MOR 485. W 1990 nazwa ta jako nomen nudum pojawiła się na podpisie pod zdjęciem w książce Stephena Czerkasa.
Horner, znawca rodziny hadrozaurydów, mniej interesował się innymi grupami dinozaurów. W 1987 i 1989 specjalista od dinozaurów rogatych Peter Dodson zaproszony został do zbadania nowych znalezisk ceratopsów. W 1990 widział on w materiale potwierdzenie pewności odrębności Styracosaurus ovatus od Styracosaurus albertensis.
W międzyczasie Horner doszedł do bardziej skomplikowanego poglądu na sytuację. Ciągle sądził, że skamieliny należały do pojedynczej populacji, ale doszedł do wniosku, że ewoluowała ona z upływem czasu jako chrogatunek poprzez serię następujących po sobie taksonów. W 1992 Horner David Varricchio i Mark Goodwin opublikował pracę w Nature, opierając się na sześciu latach badań polowych osadów i dinozaurów z Montany. Zaproponowali, że wyprawy odkryły 3 taksony przejściowe wypełniające lukę pomiędzy styrakozaurem a pachyrinozaurem. Nie nazwali jeszcze wtedy tych taksonów. Najstarszy określali mianem "taksonu przejściowego A", który reprezentowała głównie czaszka MOR 492. Następnie był "takson B" – wiele szkieletów z Dinosaur Ridge Quarry i Canyon Bone Bed. Najmłodszy był "takson C", reprezentowany przez czaszkę MOR 485 i skamieliny z Blacktail Creek.

### Sampson tworzy nazwę

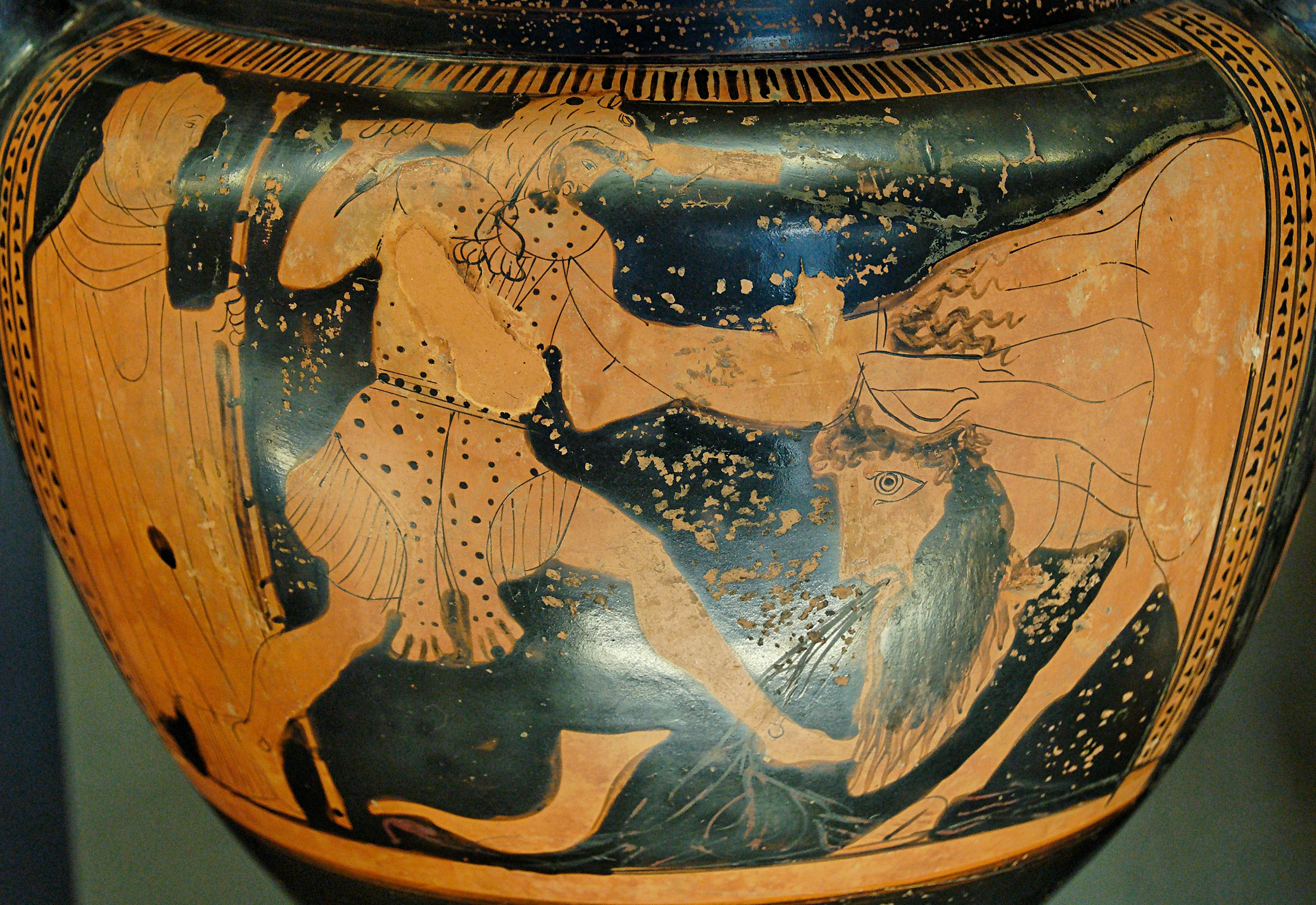
Acheloos traci swój róg, zdobyty przez Heraklesa, krater attycki

Sampson kontynuował badania od 1989. W 1994 w dyskusji na corocznym spotkaniu Society of Vertebrate Paleontology nazwał takson C, tworząc nowe nazwy rodzajową i gatunkową Achelousaurus horneri. Choć abstrakt został opublikowany z wystarczającym opisem, nie zdefiniowano w nim holotypu. W 1995 w kolejnym artykule Sampson wskazał jako holotypowy okaz MOR 485. Nazwa rodzajowa Achelousaurus składa się z dwóch członów. Acheloos (Ἀχελῷος) to imię postaci z mitologii greckiej, bóstwo rzeczne zdolne do zmiany kształtów, potrafiące przekształcić się w cokolwiek. Podczas walki z herosem Heraklesem Acheloos przybrał postać byka, jednak przegrał bitwę po utracie jednego z rogów. Nazwa rodzajowa stanowi aluzję do tej historii z powodu przypuszczalnie przejściowych cech zwierzęcia i charakterystycznej utraty rogów podczas ontogenezy i filogenezy, a więc w rozwoju osobniczym i przemianach ewolucyjnych. Słowo saurus to zlatynizowana forma greckiego wyrazu oznaczającego jaszczura. Dodson w 1996 docenił nazwę rodzajową jako oryginalną i inteligentną. Epitet gatunkowy z kolei upamiętnia Jacka Hornera za jego badania dinozaurów montańskiej formacji Two Medicine. Sampson nazwał również takson B, określając go einiozaurem w tym samym artykule, w którym ochrzcił achelozaura. Stwierdził, że paleontolodzy powinni zachować powściągliwość, kiedy nazywają nowe rodzaje dinozaurów rogatych, albowiem zmienność wewnątrzgatunkowa może zostać mylnie uznana za różnice międzygatunkowe. Do 1995 tylko jeden nowy rodzaj centrozauryna został nazwany, od kiedy to nazwano pachyrinozaura w 1950 – chodzi o awaceratopsa z 1986. Achelousaurus ma wobec tego szczególną wagę jako jeden z pierwszych rodzajów ceratopsydów nazwanych pod koniec XX wieku.
Holotypowy okaz MOR 485 zebrali Hostetter i Ray Rogers z Landslide Butte Field Area jakieś 40 km na północny zachód od Cut Bank. W 1995 Sampson opisał go jako fragmentaryczną czaszkę dorosłego zwierzęcia, obejmującą kość nosową i guzy nadoczodołowe, zaokrąglone wyniosłości odpowiadające rogom innych ceratopsów, jak też kość ciemieniową. Ponadto MOR 485 zawiera pewne kości tyłu i boków czaszki, które w 2009 wyliczył Tracy L. Ford jako prawą i lewą kość łuskową, obie kości szczękowe, obie kości łzowe, obie kości kwadratowe, obie podniebienne, puszkę mózgową i kość potyliczną podstawową. W 2015 Leonardo Maiorino doniósł, że jako część tegoż okazu uznać należy fragmentaryczną żuchwę skatalogowaną jako MOR 485-7-12-87-4. Prawa kość łuskowa innego dorosłego osobnika odkryta została w tym samym miejscu w Canyon Bone Bed i oznaczona MOR 485 (skatalogowana pod tym samym numerem), doniesiono o tym jednak dopiero w 2010. Dwa inne okazy zebrano w Black Tail Creek, 35 km na południe od, do rodzaju Achelousaurus przypisał je Sampson w 1995. Okaz MOR 591 to część czaszki i kompletny w około 60% szkielet prawie dorosłego zwierzęcia, obejmujący kręgosłup, miednicę, kość krzyżową i udową, a ponadto żuchwę skatalogowaną pod oznaczeniem MOR 591-7-15-89-1. Czaszka i żuchwa są prawie kompletne, brakuje tylko puszki mózgowej i okolicy potylicznej. MOR 591 jest mniejszy od holotypu, podstawa czaszki mierzy około 60 cm. Okaz MOR 571 obejmuje część czaszki i żuchwy oraz połączone żebra i kręgosłup dorosłego osobnika. Z czaszki pozostały tylko kości ciemieniowe, z żuchwy tylko tylne kości, nadkątowa i stawowa. Piąty okaz, młodocianego osobnika, oznakowano MOR 456.1. Żadne ze znalezionych zwierząt nie zmarło w zaawansowanym wieku. Wedle Andrew McDonalda i współpracowników znaleziska achelozaura reprezentują pojedyncze osobnika, nie stanowią cmentarzyska.

### Możliwe znaleziska

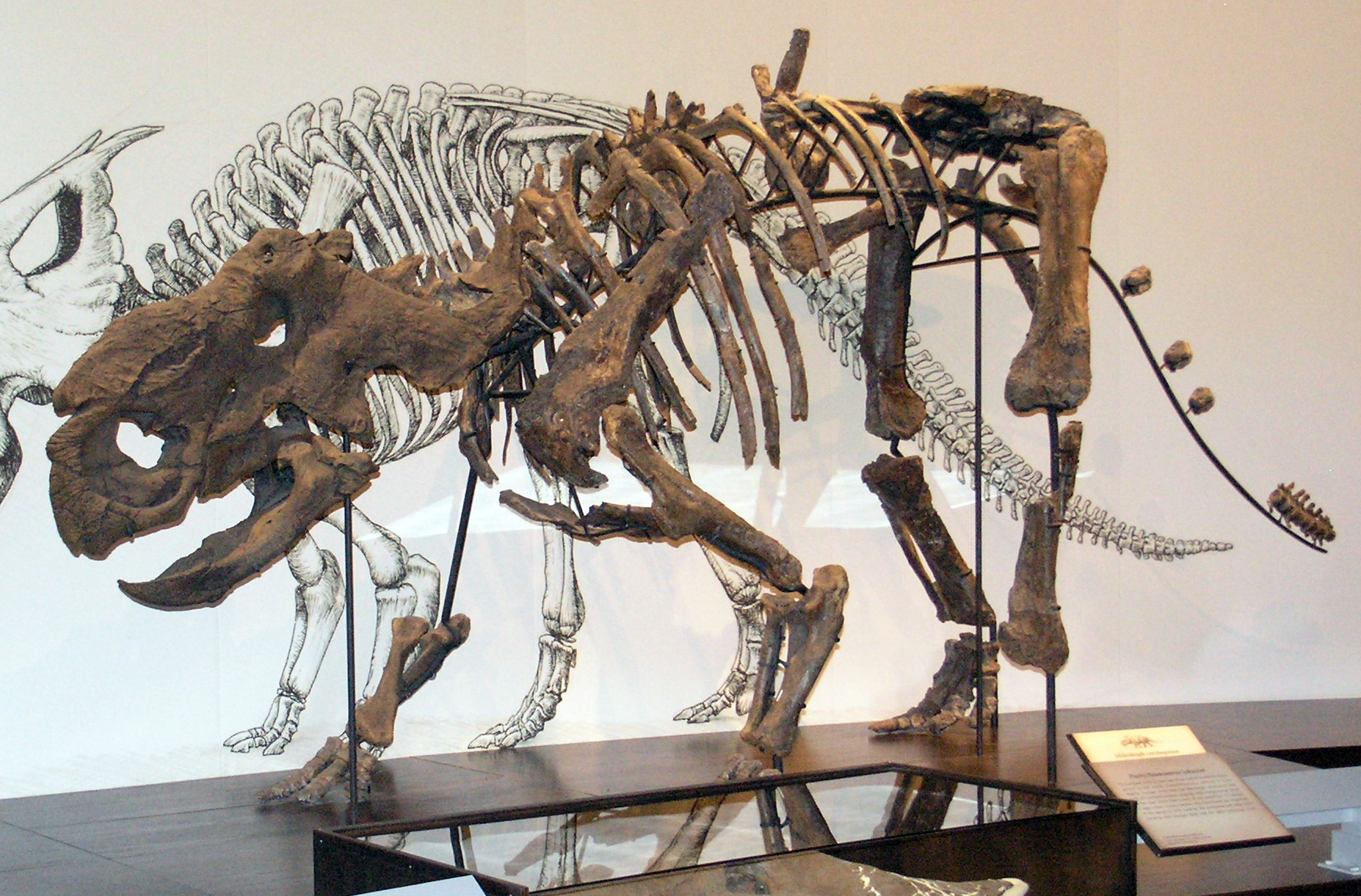
TMP 2002.76.1 z Royal Tyrrell Museum może być okazem achelozaura, pachyrinozaura bądź nowego taksonu

Poza skamieniałościami jednoznacznie przypisanymi achelozaurowi istnieje pewien dodatkowy materiał, który nie został dotąd jednoznacznie zidentyfikowany. Centrozauryn z masami kostnymi z formacji Dinosaur Park (okaz TMP 2002.76.1) znaleziony w 1996 rozważany był jako przedstawiciel nowego taksonu w 2006, ale może też należeć do achelozaura lub pachyrinozaura. Brakuje w nim kości ciemieniowych, istotnych w diagnostyce centrozaurynów, wobec czego nie można z całą pewnością przypisać go do konkretnego rodzaju. W 2006 zaproponowano, że chodzi o Monoclonius lowei, niepewny gatunek oparty na czaszce (okaz CMN 8790) z formacji Dinosaur Park, mógłby być też prawie dorosłym osobnikiem styrakozaura, achelozaura lub einiozaura, którym jest mniej więcej współczesny. Co więcej, pewne nieokreślone okazy z formacji Two Medicine, jak fragmentaryczna czaszka MOR 464 czy pysk MOR 449, mogą należeć do Achelousaurus lub dwóch żyjących w podobnym czasie ceratopsydów Einiosaurus lub Rubeosaurus.

## Budowa

### Budowa ogólna
Długość Achelousaurus szacuje się na 6 m, masę natomiast na 3 tony. Czaszka dorosłego osobnika (holotypowy okaz MOR 485) szacowana jest na 1,62 m. Lokuje to achelozaura w tym samym przedziale wielkości, co innych przedstawicieli centrozaurynów, kampańskiej grupy dinozaurów rogatych. Achelozaur niemal dorównywał rozmiarem swemu bliskiemu krewnemu einiozaurowi, cechował się jednak znacznie cięższą budową. Solidnością budowy Achelousaurus dorównywał jednemu z najciężej zbudowanych dinozaurów rogatych – triceratopsowi.
Jako przedstawiciel rodziny ceratopsów Achelousaurus poruszał się na czterech kończynach zaopatrzonych w okopytkowane palce, miał też skrócony, pochylony do dołu ogon. Jego bardzo duża głowa była podtrzymywana przez prostą szyję, miała hakowaty w górnej części dziób, bardzo duże otwory nosowe i długie rzędy zębów tworzące baterie zębowe zawierające setki skondensowanych w stosy pojedynczych zębów. W zębodołach nowe zęby wyrastały pod starszymi, tworząc kolumny zębów jeden na szczycie kolejnego. Achelousaurus miał od 25 do 28 takich kolumn w każdej kości szczękowej.

### Cechy wyróżniające

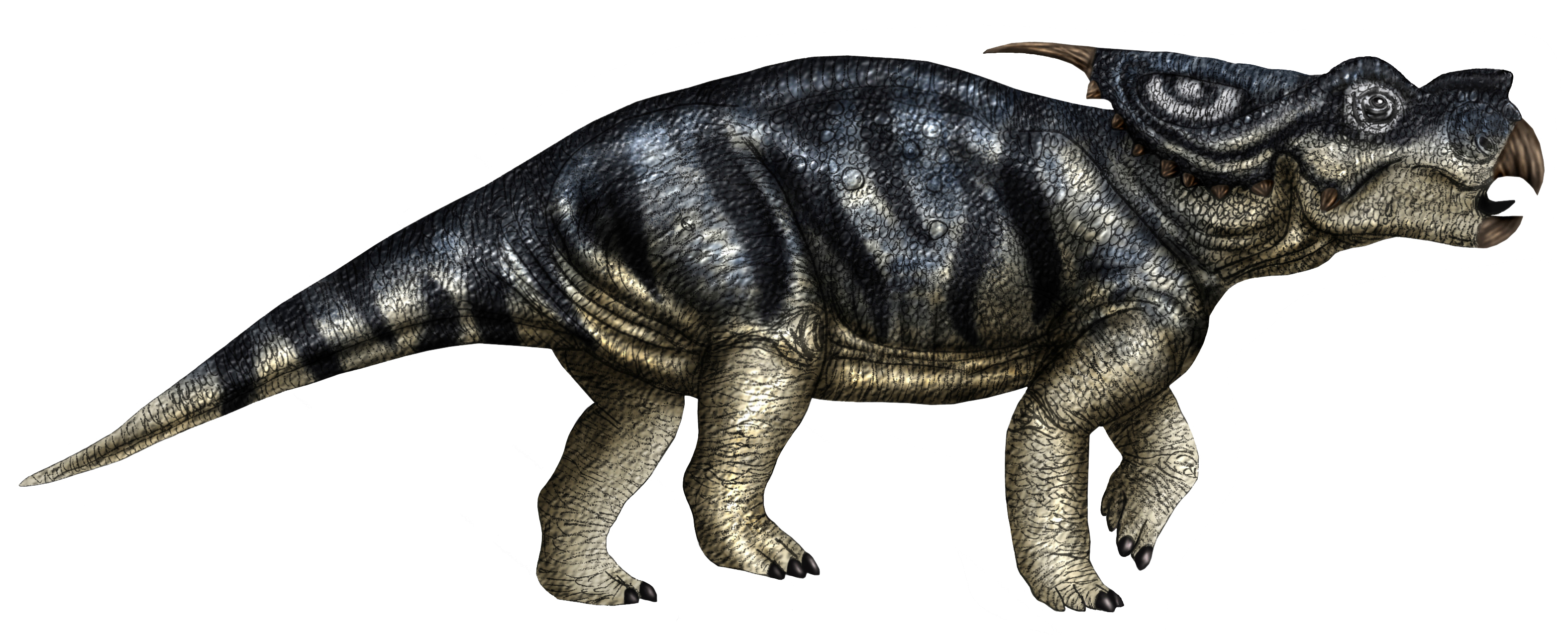
Rekonstrukcja i porównanie wielkości achelozaura i człowieka

W 1995, opisując gatunek, Sampson sporządził formalną listę autapomorfii, cech odróżniających achelozaura od jego centrozaurynowych krewnych. Po pierwsze osobniki dorosłe miały kości nosowe z względnie małym i cienkim guzem na szczycie, z obfitym otworkowaniem. Po drugie dorosłe okazy nie miały właściwych rogów nad oczami, ale względnie duże guzy kostne z wysokim łukiem kostnym. Po trzecie niewyrośnięte jeszcze w pełni lub prawie dorosłe osobniki miały właściwe kostne rdzenie rogów nad oczami z wewnętrzną powierzchnią wklęsłą. Po czwarte kości ciemieniowe nad szyją tworzyły pojedynczą parę zakrzywionych kolców, wychodzących z tylnego brzegu zań i na zewnątrz.
Poza tymi unikalnymi cechami Sampson zwrócił uwagę na różnice między dwoma blisko spokrewnionymi formami. Kolce kryzy achelozaura rozcapierzają się bardziej na zewnątrz, niż kolce einiozaura, zakrzywione bardziej dośrodkowo. Kolce Achelousaurus są jednak w mniejszym stopniu skierowane na zewnątrz, niż u pachyrinozaura. Achelousaurus różni się od Pachyrhinosaurus także mniejszym guzem na nosie, nie osiągającym z tyłu kości czołowych. Poza czaszką nie ma żadnych cech, które odróżniałyby achelozaura od innych Centrosaurinae.

### Czaszka

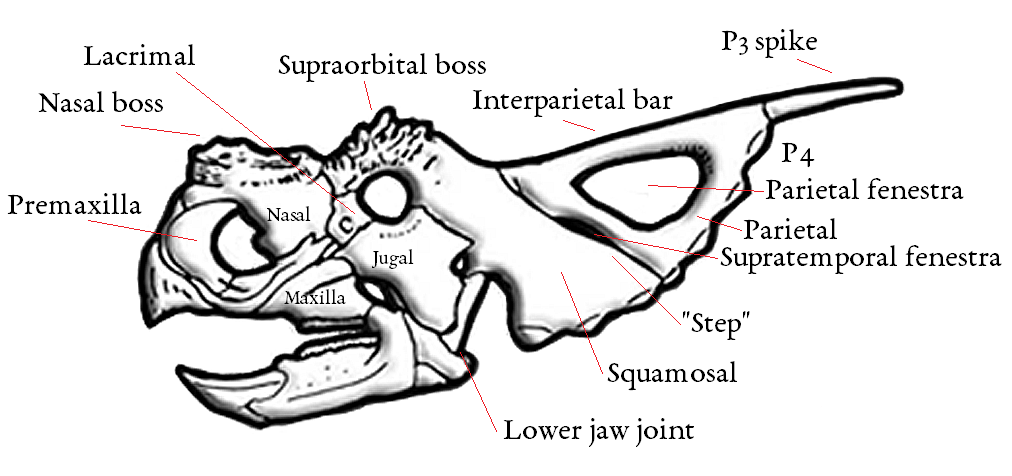
Czaszka achelozaura

Dinozaury rogate różnią się między sobą głównie rogami, umiejscawiającymi się na pysku lub nad oczyma, jak też dużą kryzą kostną osłaniającą jak tarcza szyję zwierzęcia. Achelousaurus cechował się budową zaawansowanego ewolucyjnie centrozauryna, z krótkimi rogami brwiowymi bądź guzami w powiązaniu z wyrafinowanymi kolcami na kryzie. Ogólne proporcje kryzy są typowe dla centrozaurynów z szeroką, zaokrągloną kością łuskową po boku, rozpościerającą się do tyłu czaszki. Także i zakrzywiony kształt kryzy jest typowy z górną powierzchnią wypukłą z boku na bok i wklęsłą z przodu na tył.
Dorosły Achelousaurus miał nierówną czaszkę o ciężkich, podziurawionych guzach na pysku lub w okolicy nosowej, tam, gdzie wiele innych ceratopsów nosiło róg. Taki guz nazywany jest często pachyostotycznym, co oznacza, że buduje go pogrubiona kość. Jednak ograniczenie się do opisu tej struktury jako grubego guza prowadzi do błędu: w rzeczywistości tworzy on szeroką depresję z cienkim podłożem kostnym i nieregularne wydrążenia, jednak zagłębienie ustępuje obserwowanemu u pachyrinozaura. Guz nosowy pokrywa jakieś dwie trzecie szczytowej powierzchni kości nosowej. Podobny guz występuje u pachyrinozaura, jednak jest węższy, krótszy i niższy. Mierzył 27% całkowitej długości czaszki, będąc o 30% dłuższym od odległości nozdrze-oko i jakieś dwa razy dłuższy od oczodołu. Jego tylna krawędź nie sięgała oczodołu. Rozciągał się natomiast do przodu, gdzie łączył się z kośćmi nosową i przedszczękową na przedzie pyska, mimo że sama kość nosowa nie łączyła się z przedszczękową. Guz okazu MOR 485 miał ponadto zagłębienie czy też jamę na jego przednim końcu. Kostny rdzeń budujący guz mógł rozwijać się, najpierw zakrzywiając się do przodu podczas wzrostu, jak róg blisko spokrewnionego einiozaura, nim połączył się z kością nosową, bądź z prostego, wyprostowanego rogu, który później poszerzał swą podstawę ponad pyskiem, jak u pachyrinozaura. Kość nosowa tworzyła szczyt dużego nozdrza kostnego. Z tylnej krawędzi nozdrza ku przodowi odchodził ostry wyrostek. Pysk był – w porównaniu z einiozaurzym – względnie szeroki na poziomie tylnego brzegu nozdrzy. Kość łzowa, na przedzie oczodołu, była pogrubiona, głównie na powierzchni wewnętrznej, podczas gdy powierzchnia zewnętrzna nie wyróżniała się niczym prócz kraterowatego zagłębienia.

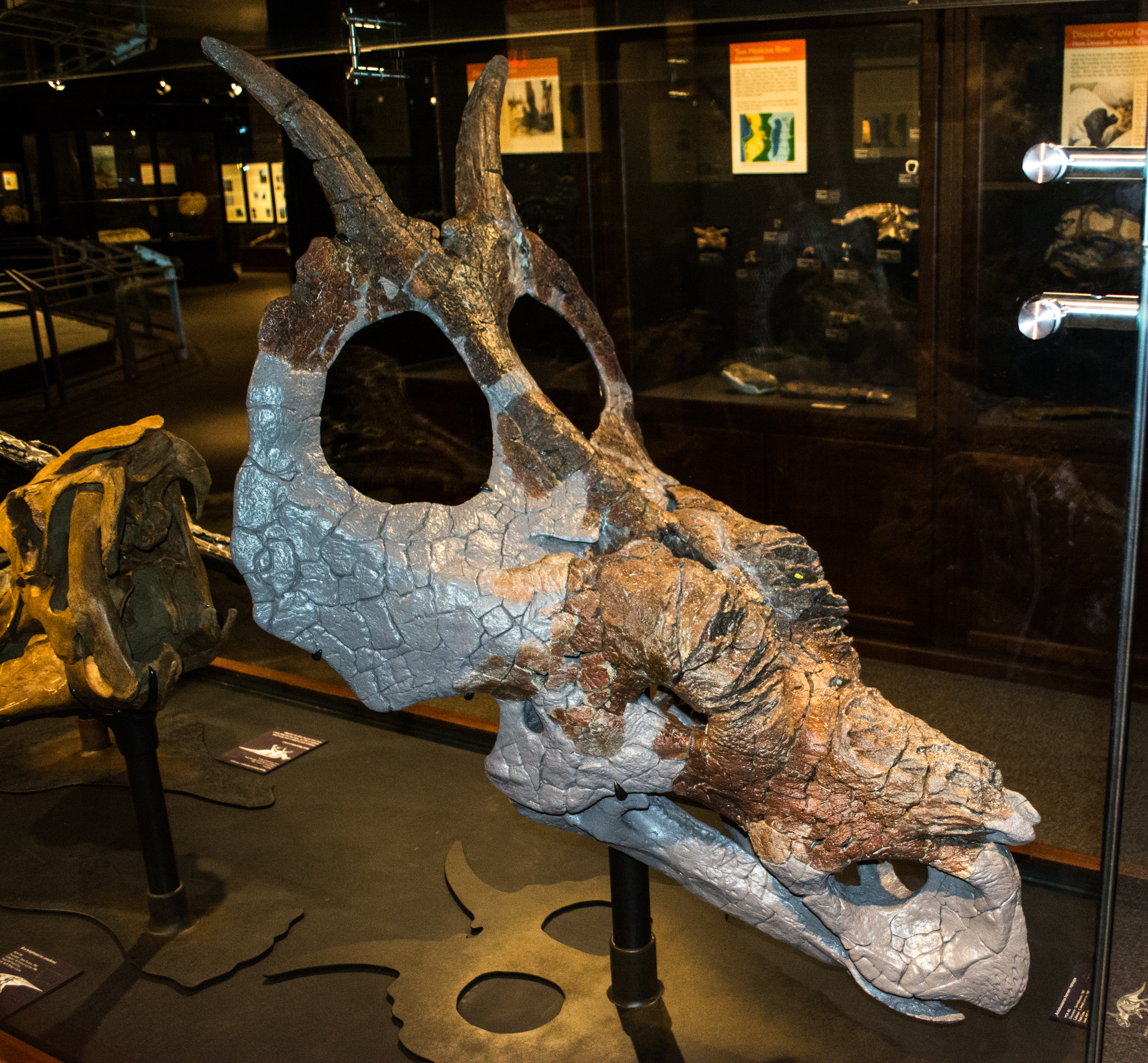
Holotypowa czaszka z prawej

Czaszka dorosłego zauropsyda nosiła także duże, nierówne, owalne guzy kostne w okolicy nadoczodołowej, w miejscu, gdzie inne ceratopsy często nosiły rogi. Guzy nadoczodołowe rozciągały się z kości zaoczodołowej do przodu, obejmując kość powiekową i przedczołową, z dużymi poprzecznymi grzbietami wokół środka, grubymi u podstawy i cienkimi u szczytu. Kości powiekowe silnie wyróżniały się, tworząc przyporę przedoczodołową. Połączone kości przedczołowe nie sięgały guza nosowego, tworząc zwracający uwagę poprzeczny siodłowaty rów oddzielający guz nosowy od guzów nadoczodołowych. Rozciągał się on w tył, oddzielając guzy nadoczodołowe. Widziany z góry, przybierał kształt litery T. Rzeczone guzy przypominały spotykane u pachyrinozaura, miały jednak wyższe granie i lepiej wyrażone pofałdowania. Długie i niskie rdzenie rogów brwiowych prawie dorosłego okazu MOR 591 przypominały spotykane u prawie dorosłych einiozaurów lub pachyrinozaurów. Miały wklęsłą powierzchnię wewnętrzną, jak u pachyrinozaura, grzbiety kości zaoczodołowych były obecne, co może wskazywać na początek procesu przejścia w guzy.
Sklepienie czaszki achelozaura miało jamę w płaszczyźnie pośrodkowej, z otworem na szczycie zwanym ciemiączkiem czołowym. Cecha ta występowała u wszystkich ceratopsydów. Miały one podwójne zadaszenie czaszki tworzone przez kości czołowe tworzące zachodzące na siebie fałdy pomiędzy podstawami rogów brwiowych. Leżała tam jama tworząca zatoki kostne, rozciągające się poniżej kości guzów nadoczodołowych, w związku z ich obecnością względnie cienkich do wewnątrz, o grubości 25 mm od zewnątrz do grzbietu jamy. Przestrzeń ta mogła się częściowo zamykać z wiekiem zwierzęcia. U dorosłego okazu MOR 485. otwarta pozostała tylko tylna część ciemiączka.

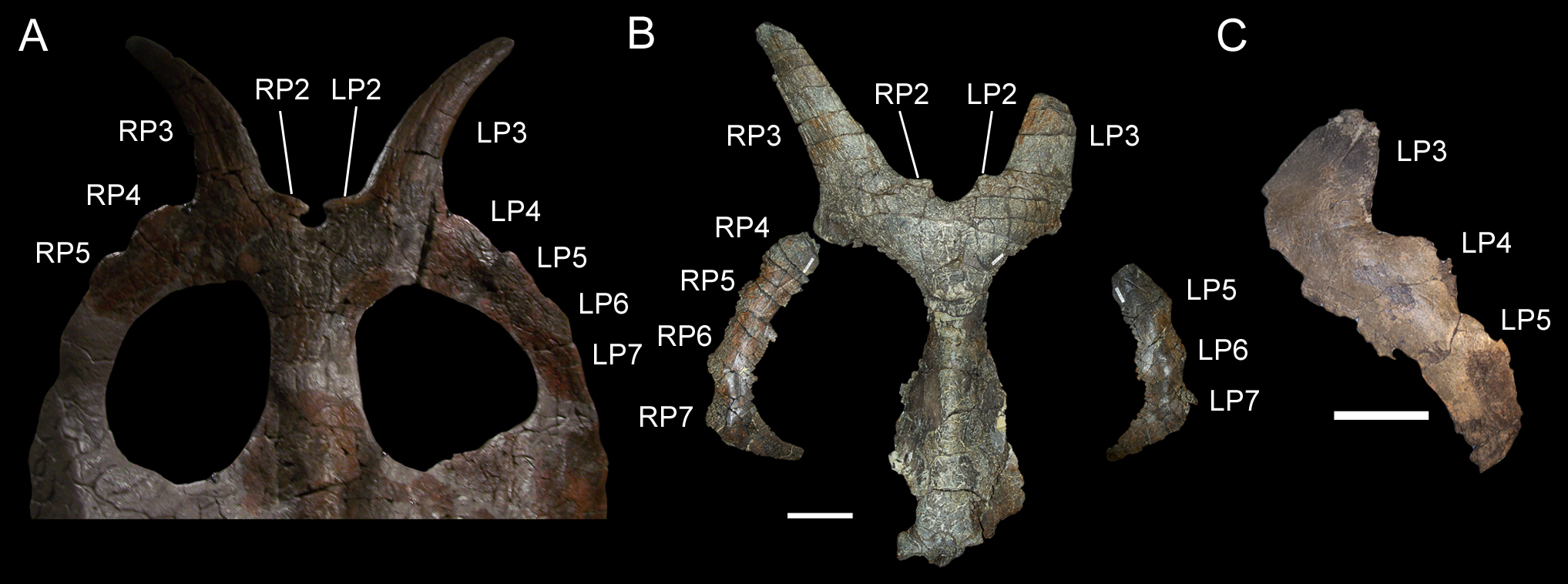
Kryza z kości ciemieniowych i łuskowych trzech czaszek: MOR 485, 571 i 591

Jak u wszystkich innych Ceratopsidae, czaszka achelozaura nosiła kryzę kostną ciemieniowo-łuskową – budowaną przez kości ciemieniowe z tyłu i łuskowe bocznie. Kość ciemieniowa należy do najważniejszych używanych do rozróżniania taksonów centrozaurynów i ustalania wiążących je pokrewieństw. Natomiast kość łuskowa nie przedstawia istotnych różnic pomiędzy taksonami. U Achelousaurus kość łuskowa była znacznie krótsza od ciemieniowej. Od wewnętrznego brzegu jej tylna część tworzyła stopień z częścią przednią, między kością łuskową i ciemieniową biegł szew kostny zginający się na poziomie tylnego otworu nadskroniowego, co stanowi cechę typową dla Centrosaurinae. Kości łuskowa i jarzmowa stykały się ze sobą, wyłączając kość kwadratowo-jarzmową z obramowania okna skroniowego leżącego na tyle boku czaszki.
Kryza achelozaura nosiła dwa rzucając się w oczy duże kolce skierowane w tył i zakrzywione na boki, jeden od drugiego. W ostatniej dekadzie XX wieku coraz lepiej rozumiano, że takie kolce kości ciemieniowych nie były losowym wzrostem, ale cechą gatunkową, którą można wykorzystać do ustalenia ewolucji ceratopsów, jeśli tylko da się przeanalizować odpowiedniości pomiędzy różnymi gatunkami. Sampson w pracy opisującej rodzaj w 1995 wprowadził ogólny system numeracji wyrostków ciemieniowych. Liczył je poczynając od płaszczyzny pośrodkowej do boku kryzy. System zastosowano do centrozaurynów w ogólności w 1997. Duże kolce achelozaura odpowiadają wyrostkom 3 innych Centrosaurinae. Przypominają te należące do Einiosaurus, choć bardziej zakrzywiają się do boków, podobnie jak u pachyrinozaura. Były krótsze i cieńsze, niż odpowiednie kolce styrakozaura. Pomiędzy tymi kolcami, po obu stronach środkowego wcięcia kryzy, leżały dwa niewielkie wyrostki 2, skierowane przyśrodkowo. Najwewnętrzniejszy wyrostek 1, obecny u centrozaura, nie istniał u achelozaura. W kryzie obecne były też dwa duże parzyste otwory, okna ciemieniowe, pomiędzy którymi przebiegała pośrodkowa belka kostna. Linijny rząd zaokrąglonych zgrubień bieg wzdłuż szczytu belki ciemieniowej. Być może chodzi tu o strukturę homologiczną do kolców i rogów obserwowanych w tym miejscu u niektórych okazów pachyrinozaura. Rząd względnie małych wyrostków przebiegał wzdłuż brzegu ciemieniowej części kryzy od wyrostka 3 na zewnątrz. Te małe wyrostki wydają się kończyć kośćmi epokcypitalnymi, wieńczącymi kryzy Ceratopsidae. U achelozaura powstawały one jako oddzielne jądra kostnienia w skórze bądź osteodermy, łączyły się następnie z leżącą głębiej kością kryzy, tworząc takim sposobem kolce, przynajmniej w pozycji 3.

#### Keratynowe pochewki

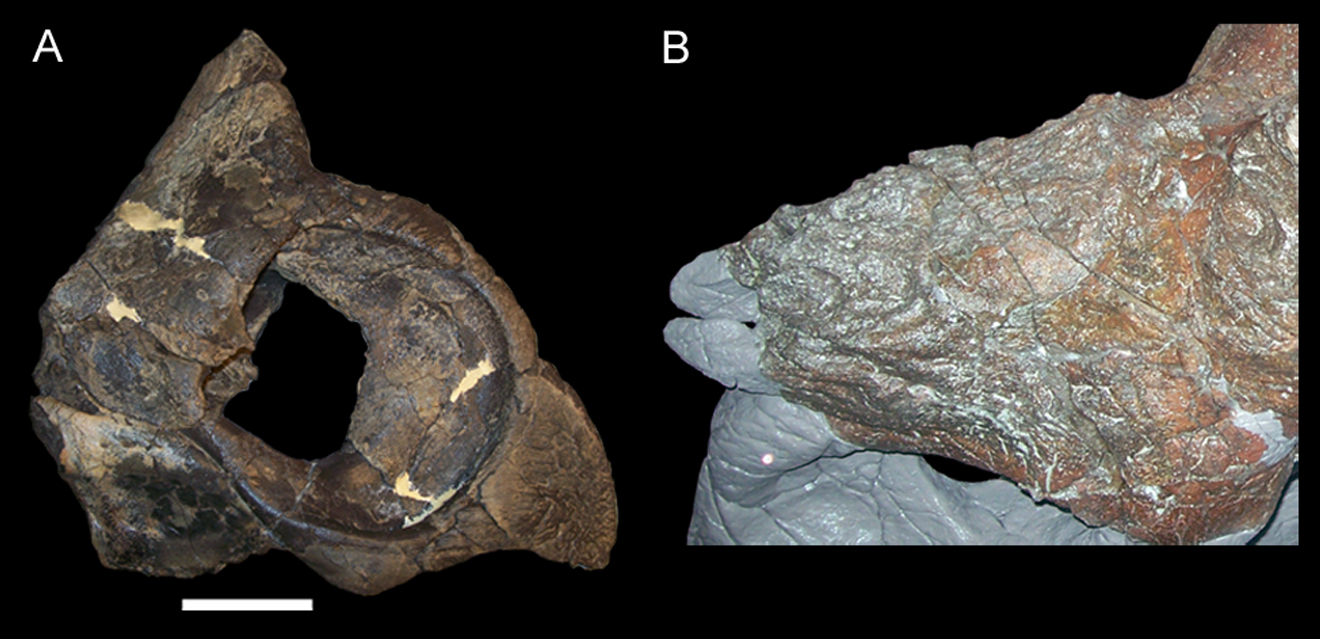
Okolica pyska okazów MOR 591 i 485

Guzy czaszki achelozaura mogła za życia pokrywać keratynowa pochewka, jednak jej kształt u żyjącego zwierzęcia pozostaje niepewny. W 2009 paleontolog Tobin L. Hieronymus i współpracownicy zbadali związki pomiędzy budową czaszki, rogami i cechami skóry współczesnych zwierząt rogatych, szukając jakichś korelacji. Zaproponowali dzięki temu, że nierówne guzy kostne achelozaura i pachyrinozaura pokrywały grube poduszki zrogowaciałej skóry, podobne do guzów dzisiejszego piżmowołu arktycznego. Rdzeń kostny rogu nosowego dorosłego Achelousaurus przechylał się do góry i jego górna powierzchnia wiązała się z grubym naskórkiem, tworzącym poduszkę przechodzącą w towarzyszące zrogowaciałe struktury po bokach. Keratynowa poduszka mogła wyrastać z V-kształtnego dziurkowanego karbu na szczycie nosowego rdzenia kostnego. Kierunek wzrostu poduszki nosowej byłby ku przodowi. Guzy nadoczodołowe mogły również posiadać grube poduszki naskórka, rosnącego na boli pod kątem podobnym do zakrzywionych rdzeni rogów Coronosaurus, na co wskazuje zorientowanie żebrowanie guzów. Guzy nadoczodołowe nie miały szczeliny ani jamy u podstawy, co wskazuje, że poduszki zatrzymywały się na pomarszczonych brzegach guzów. Dziurkowanie może wskazywać na bardziej miękką warstwę rosnącą i przyłączającą się do twardej wewnętrznej kości pokrytej twardą rogową pochewką. W dodatku odkryto połączenia dla łuski dziobowej na przedzie guzów nosowych i rzędów łusek w płaszczyźnie pośrodkowej w okolicy ciemieniowej i w okolicy nadczodołowo-łuskowej.

## Ewolucja

### Hipoteza anagenezy Hornera

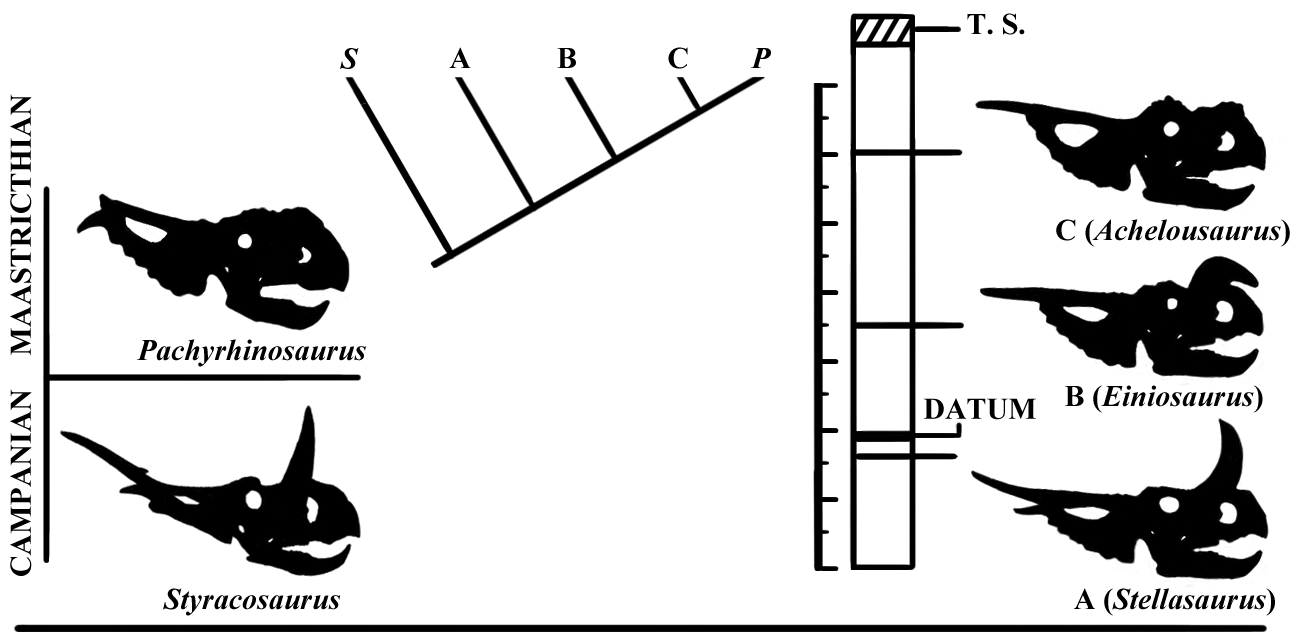
Diagram ukazujący linię ewolucyjną zaproponowaną przez Hornera et al., 1992

W 1992 Horner et al. starali się wyjaśnić fakt występowania w ograniczonym geologicznym okresie około pół miliona lat szybkiej sukcesji zbiorowisk zwierzęcych w górnej formacji Two Medicine. Zazwyczaj interpretuje się taki zapis jako serię inwazji – nowe zwierzęta przybywają, zastępując starsze. Horner zauważył jednak, że nowsze formy wykazują silne podobieństwo do już uprzednio istniejących. Zasugerowało to mu, że odkrył rzadki dowód właśnie zachodzącej ewolucji: późniejsza fauna była wcześniejszą na bardziej zaawansowanym etapie przemian ewolucyjnych. Różne formy nie były zupełnie odrębnymi gatunkami, ale raczej formami przejściowymi w obrębie zachodzącej anagenezy. Pasowało to do przypuszczenia, powszechnego w owym czasie, że gatunek trwać powinien 2-3 miliony lat. Dalsze wskazówki, wedle Hornera, to niemożność identyfikacji prawdziwych autapomorfii – unikalnych cech dowodzących, że dany takson jest odrębnym gatunkiem. Skamieniałości zamiast tego wykazywały stopniowe przechodzenie od cech pierwotnych do bardziej ewolucyjnie zaawansowanych.

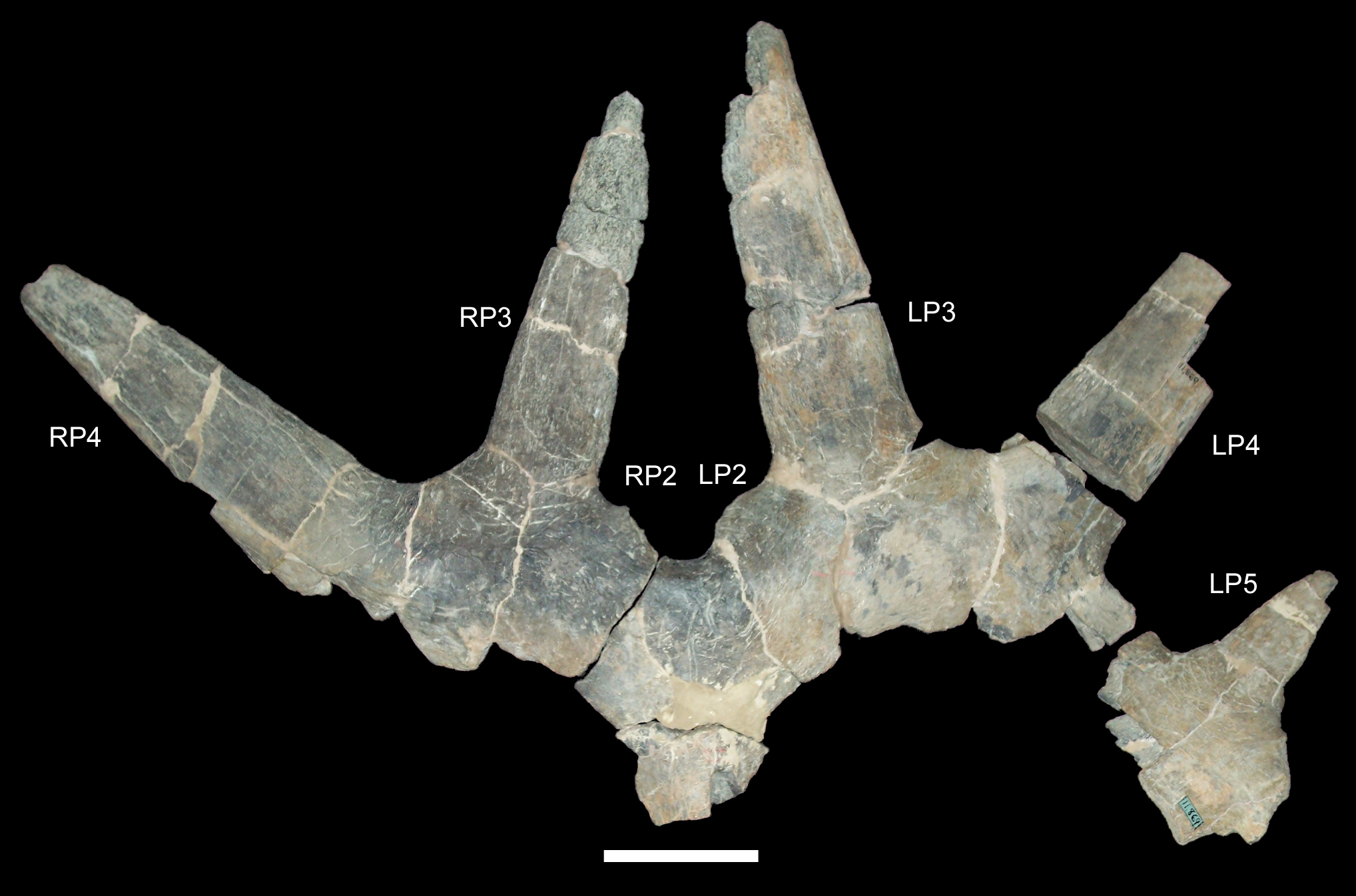
Kryza taksonu przejściowego A, nazwanego później Rubeosaurus

Dinozaury rogate odkryte przez Horner ukazują to właśnie zjawisko. W najniższych warstwach formacji Two Medicine, 60 m poniżej zachodzącej na nią formacji Bearpaw, obecny jest takson przejściowy A. Wydaje się on identyczny ze Styracosaurus albertensis, różniąc się jedynie pojedynczą parą kolców ciemieniowych. Środkowa warstwa, odłożona 45 m poniżej formacji Bearpaw, zawiera takson przejściowy B, który również ma pojedynczą parę kolców, ale o innej budowie rogu nosowego, zakrzywionego ku przodowi na przednimi częściami kości nosowych. W górnej warstwie, 20 m pod formacją Bearpaw, znaleziono takson przejściowy C. Również ma on parę kolców, ale u niego róg nosowy połączył się z przednimi fragmentami kości nosowych. Górna powierzchnia rogu była uniesiona i bardzo nierówna. Rogi brwiowe nosiły chropowate grzbiety. Obecnie takson A określa się mianem Rubeosaurus, takson B – Einiosaurus, takson C zaś – Achelousaurus. W 1992 Horner et al. nie nazwali tych taksonów z powodów wyrażonych wyżej – bo cała sekwencja ewolucyjna stanowiła grad ceratopsów przejściowych pomiędzy Styracosaurus albertensis, znanym z formacji Judith River, i zaawansowanym ewolucyjnie, bezrogim Pachyrhinosaurus z formacji Horseshoe Canyon, o parze kolców i guzami na nosie i nad oczami, jak też o dodatkowych zdobieniach kryzy. W 1997 Horner odnosił się do tych trzech taksonów wyrażeniami "centrosaurine 1.", "centrosaurine 2." i "centrosaurine 3."
Horner sądził, że znalazł mechanizm wywołujący tę ewolucję, dopracowując pomysły, na które wpadł już wcześniej, nim zbadał Landslide Butte. Omawiane zwierzęta zamieszkiwały wąski skrawek wschodniego wybrzeża Laramidii, zamknięty od wschodu Morzem Środkowego Zachodu i od zachodu wysokimi na 3-4 km górami (proto-Rocky Mountains). Podczas transgresji związanej z formacją Bearpaw podniósł się poziom morza, systematycznie redukując szerokość przybrzeżnych siedlisk z około 300 do 30 km. Doprowadziło to do silniejszej presji selekcyjnej, najsilniejszej w przypadku achelozaura, żyjącego w czasach najwęższych siedlisk przybrzeżnych. Niższa liczba osobników w mniejszych siedlisku mogła podtrzymywać efekt wąskiego gardła, umożliwiając szybką ewolucję. Zwiększony dobór płciowy wpływał na zmiany zdobień takich, jak kolce, rogi i guzy. Redukcja stresu środowiskowego związana z obniżeniem się poziomu morza pozwoliłaby następnie na radiację adaptacyjną. Dobór płciowy został rzeczywiście potwierdzony jako główny mechanizm zachodzących zmian, jako że osobniki młode wszystkich trzech populacji były bardzo podobne: wszystkie miały po 2 kolce na kryzie, niewielki róg nosowy zaostrzający się do przodu oraz rogi brwiowe w formie nieznacznie podniesionych guzków. Różniły się jedynie osobniki dorosłe. Wedle Hornera ukazuje to także, jak blisko były ze sobą związane rzeczone populacje.

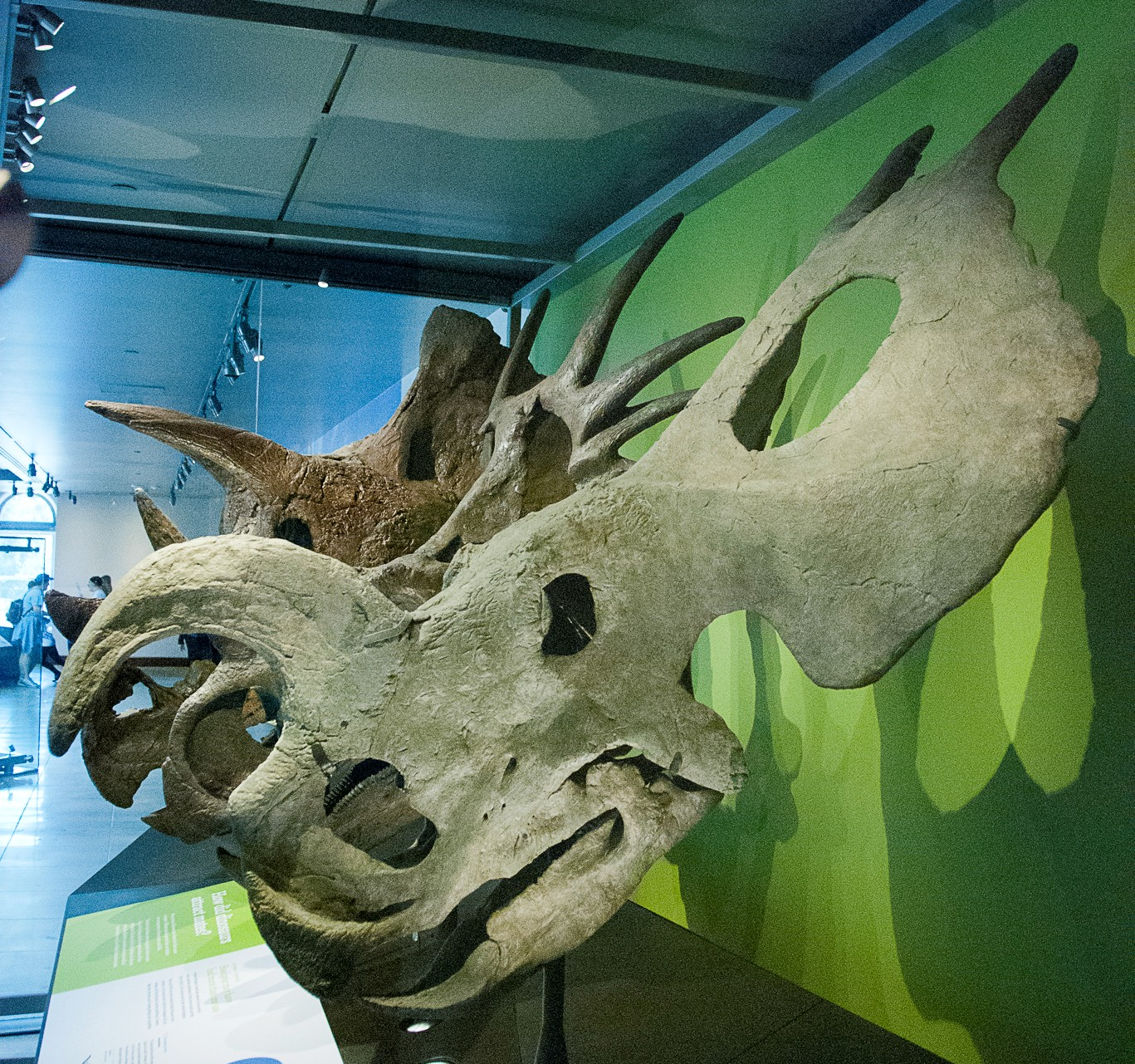
Rekonstrukcja czaszki einiozaura, bezpośredniego przodka achelozaura według Horner, Natural History Museum of Los Angeles

Horner nie wykonał analizy kladystycznej, ustalając pokrewieństwo między rzeczonymi trzema populacjami. Analiza taka umożliwiłaby wyliczenie, które z drzew ewolucyjnych zakłada najmniejszą liczbę zmian ewolucyjnych i które w związku z tym jest najbardziej prawdopodobne. Badacz przyjął, że otrzymałby drzewo, w którym populacje te sukcesywnie oddzielałyby się. Takie drzewo nie mogłoby – w rezultacie zastosowanej metody – ukazać bezpośredniej relacji przodek-potomek. Wielu naukowców wierzyło, że takiej zależności nie da się wykazać. Horner nie zgodził się z nimi: dostrzegał w powolnych zmianach morfologicznych jasny dowód na obserwowane bezpośrednio zachodzenie w przypadku ewolucji od jednego taksonu do drugiego, bez podziału populacji. Ewolucjoniści ogólnie wahali się co do uznania tego sądu. Takie przejście nazywa się anagenezą. Badacz posunął się do sugestii, aby, kiedy nie można udowodnić przeciwnej sytuacji, kladogenezy, uznawać, że ewolucja zachodzi w procesie anagenezy.

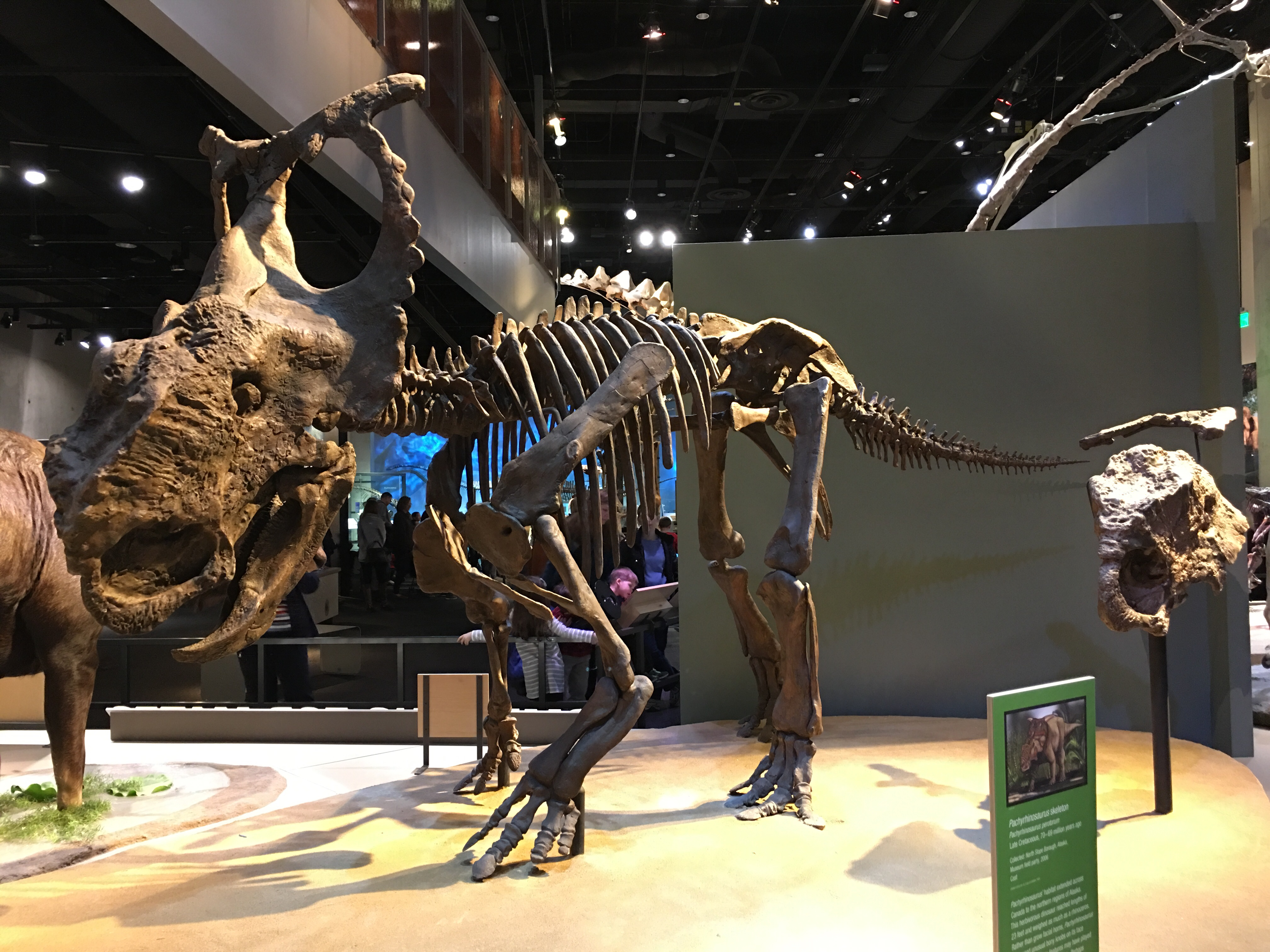
Rekonstrukcja szkieletu pachyrinozaura, potomka achelozaura wedle Hornera, Perot Museum

Bazując na rewidowanych danych, Sampson w 1995 oszacował, że badane warstwy reprezentowały jednak dłuższy okres, niż początkowo zakładane 500000 lat. Po odłożeniu się gilmorowskiego kamieniołomu z Brachyceratops musiało minąć 860000 lat, a po osadach z Einiosaurus 640000 lat, nim transgresja Bearpaw osiągnęła swój maksymalny zasięg. Badacz nie przyjął hornerowskiej hipotezy anagenezy, przyjął natomiast zachodzenie specjacji i podziału populacji. Przedziały czasowe cały czas są jednak krótkie, co wskazuje na bardzo szybkie tempo specjacji, które mogło charakteryzować wszystkie centrozauryny późnego kampanu.
W 1996 zgłosił dwie obiekcje co do hipotezy Hornera. Po pierwsze posiadanie zaledwie jednej pary głównych kolców wydaje się znacznie pierwotniejsze od obecności trzech par, obserwowanych u Styracosaurus albertensis. Sugeruje to, że linia Einiosaurus-Achelousaurus stanowiła oddzielną gałąź Centrosaurinae. Po wtóre badacz potraktował Einiosaurus i Achelousaurus jako przypadek dymorfizmu płciowego. Jeden miałby być samcem, a drugi samicą. Wskazywałby na to krótki odstęp czasu między znajdowanymi skamieniałościami, który naukowiec oszacował na jakieś 250 tys. lat. Jeśliby jednak hipoteza okazała się poprawna, byłby to najlepszy przykład szybkiej ewolucji dinozaurów.
W 2010 Horner przyznał, że okaz TMP 2002.76.1 wydaje się wskazywać, iż Achelousaurus nie pochodził od einiozaura, jako że znalezisko było starsze od obydwu, a posiadało już guz nosowy. Naukowiec podkreślił jednak, że nawet jeśli doszło do rozejścia się linii, ich przodek mógł przypominać Einiosaurus. Co więcej, cały czas pozostaje możliwe, że Einiosaurus jest bezpośrednim potomkiem Rubeosaurus. W opinii uczonego także proces szybkich zastąpień i wyginięć gatunków można wyjaśnić zgrabnie ekspansją morza Bearpaw.
Proces anagenezy potwierdzili John Wilson i Jack Scannella w 2016, przestudiowawszy zmiany ontogenetyczne dinozaurów rogatych. Porównywali niewielki okaz einiozaura MOR 456 8-8-87-1 z okazem Achelousaurus MOR 591. Zdawały się one bardzo podobne, główne różnice to dłuższa twarz MOR 456 8-8-87-1 i ostrzejszy rdzeń rogu brwiowego u MOR 591. Badacze doszli do wniosku, że Achelousaurus był prawdopodobnie bezpośrednim potomkiem Einiosaurus. Bardziej dojrzałe okazy einiozaura zbliżały się morfologią do achelozaurzej. Różnice między tymi dwoma taksonami wynikałyby więc z heterochronii – zróżnicowanych zmian w szybkości rozwoju różnych cech w trakcie ontogenezy.

### Systematyka
W 1995 Sampson zaliczył formalnie acheloaura do rodziny Ceratopsidae i dokładniej do centrozaurynów. W każdej analizie Einiosaurus i Achelousaurus wchodzą w skład kladu Pachyrhinosaurini. Z definicji Achelousaurus jest członkiem kladu Pachyrostra ("grubopyskich"), w którym łączy się z pachyrinozaurem. W 2010 Gregory Paul przypisał A. horneri do rodzaju centrozaur jako Centrosaurus horneri. Pomysł ten nie znalazł akceptacji wśród innych badaczy. Kolejne przetasowania taksonomiczne niezmienne utrzymywały nazwę rodzajową Achelousaurus.

### Filogeneza

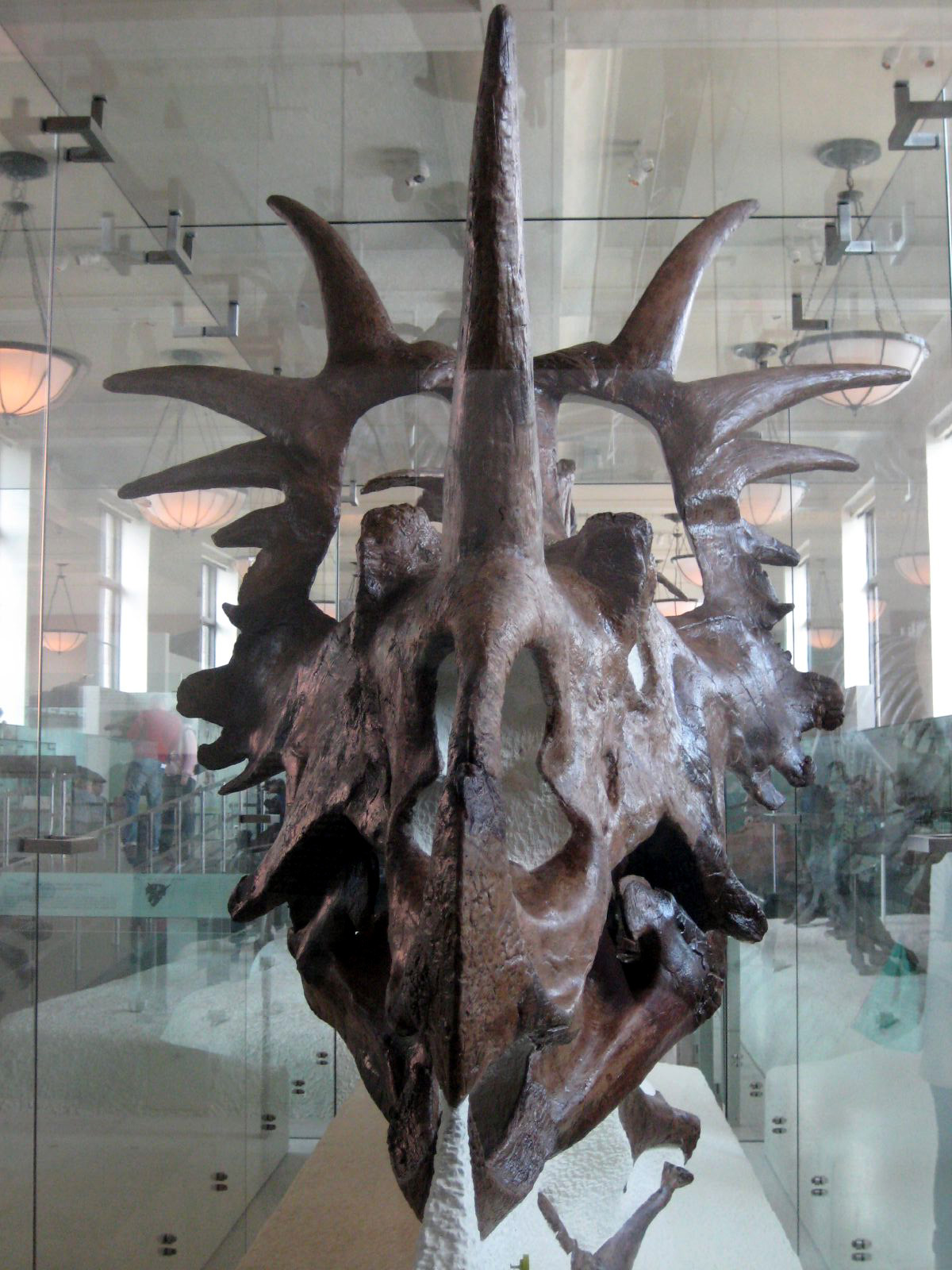
Analizy filogenetyczne różniły się co do bliskości związku między achelozaurem i styrakozaurem, którego czaszkę z American Museum of Natural History przedstawiono wyżej

Sampson uznał w 1995, że nie ma dowodów na stwierdzenie, iż achelozaur jest bezpośrednim potomkiem einiozaura. Inaczej niż Horner, zdecydował się przeprowadzić analizę kladystyczną, by określić filogenezę. Pokazała ona drzewo ewolucyjne, na którym Achelousaurus oddziela się pomiędzy gałęziami Einiosaurus i Pachyrhinosaurus, jak przewidywał Horner. Jednak w przeciwieństwie do jego twierdzenia Styracosaurus albertensis nie mógł być ich bezpośrednim przodkiem, jako że okazał się grupą siostrzaną centrozaura.
Kolejne badania starały się ustalić dokładne powiązania w tej części drzewa ewolucji, dostarczając sprzecznych odpowiedzi na pytanie, czy Styracosaurus albertensis, Rubeosaurus, czy Einiosaurus mógł zapoczątkować bezpośrednią linię wiodącą ku achelozaurowi. W 2005 analiza Michaela Ryana i Anthony'ego Russella uznała styrakozaura za bliżej spokrewnionego z Achelousaurus niż z Centrosaurus. Potwierdziła to analiza Ryana z 2007, Nicholasa Longricha z 2010, i Xu et al. z 2010. Ale w tym samym roku Horner i Andrew T. McDonald przenieśli Styracosaurus ovatus do odrębnego rodzaju Rubeosaurus, widząc w nim gatunek siostrzany einiozaura, podczas gdy Styracosaurus albertensis pozostał w gałęzi centrozaura. W 2011 kolejne badanie opublikował Andrew T. McDonald, powtarzając w nim wynik poprzedniego, podobnie jak publikacja Andre Farke'a et al.. W 2017 J.P. Wilson i Ryan skomplikowali tę kwestię swym wnioskiem, że MOR 492 (takson A) nie jest wcale Rubeosaurus. Ogłosili, że należy nazwać dlań nowy rodzaj.
Przed opisem achelozaura Pachyrhinosaurus canadensis uznawano za samotnego odmieńca wśród cantrozaurynów, odrębnego od innych ich przedstawicieli przez swoje niezwykłe guzy. Achelousaurus przydał kontekstu ewolucyjnego temu kanadyjskiemu gatunkowi, rozciągając czasowy i geograficzny zasięg pachyrinozaurów. W każdej z analiz achelozaur i pachyrinozaur stanowią grupy siostrzane. W 2008 nadano nazwę innemu bliskiemu gatunkowi Pachyrhinosaurus lakustai. W badaniu tym nazwy "Pachyrhinosaurs" (pachyrinozaury) użyto do określenia kladu składającego się z Achelousaurus i Pachyrhinosaurus. Kiedy w 2012 opisano Pachyrhinosaurus perotorum, ukuto nazwę Pachyrostra dla kolejnego kladu, łączącego te dwa rodzaje. Achelozaur jest najpierwotniejszym jego członkiem. Synapomorfie tejże grupy to powiększone ornamentacje nosowe oraz zmiana rogów nosowego i brwiowych w guzy. Wydaje się, że pod koniec kampanu zaszedł trend zastępowaniem przez Pachyrostra innych centrozaurynów. Także w 2012 nadano nazwę kladowi Pachyrhinosaurini, obejmującemu gatunki bliżej spokrewnione z Pachyrhinosaurus lub Achelousaurus, niż z Centrosaurus. Prócz Einiosaurus i Rubeosaurus zaliczają się doń Sinoceratops i Xenoceratops, zgodnie z pracą z 2013.
Analizy kladystyczne rozwijały się stopniowo, odzwierciedlając nowe odkrycia i poglądy. Ich wyniki można ukazać w kladogramie. Ten poniższy, sytuujący Xenoceratops i Sinoceratops poza pachyrinozaurami, ukazuje pozycję filogenetyczną achelozaura wedle Ryana et al., 2016:

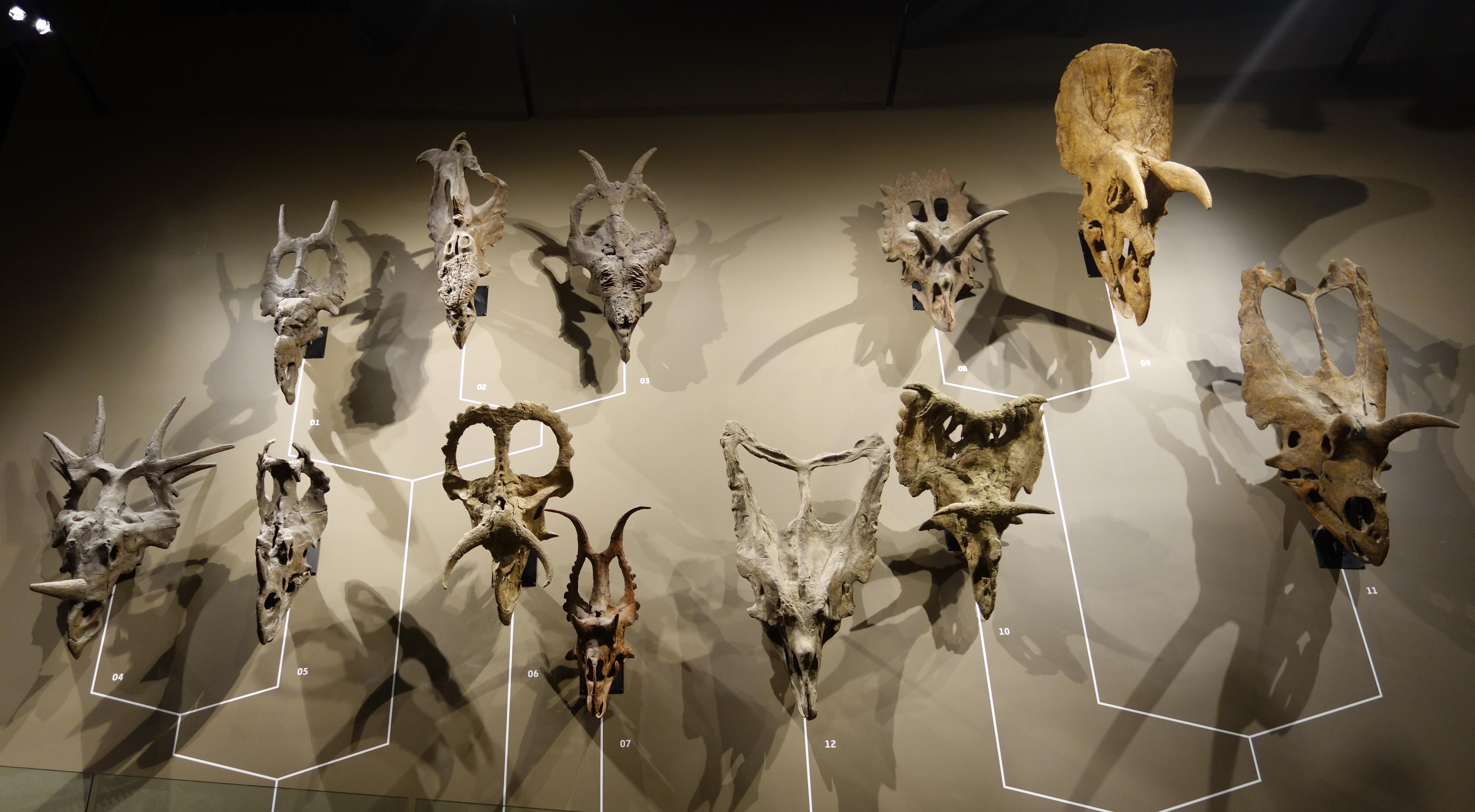
Odlewy czaszek Ceratopsidae ułożone na kształt drzewa ich filogenezy Natural History Museum of Utah, Achelousaurus (odlew MOR 485) oznaczony numerem 03

|  | Avaceratops lammersi (ANSP 15800) |
|  |                                   |
|  | MOR 692                           |
|  |                                   |
|  | CMN 8804                          |
|  |                                   |
|  | Nasutoceratops titusi             |
|  |                                   |

|  | Sinoceratops zhuchengensis |
|  |                            |
|  | Wendiceratops pinhornensis |
|  |                            |

|  | Rubeosaurus ovatus        |
|  |                           |
|  | Styracosaurus albertensis |
|  |                           |

|  | Coronosaurus brinkmani                                                         |
|  |                                                                                |
|  | \| \| Spinops sternbergorum \| \| \| \| \| \| Centrosaurus apertus \| \| \| \| |
|  |                                                                                |
|  | Spinops sternbergorum                                                          |
|  |                                                                                |
|  | Centrosaurus apertus                                                           |
|  |                                                                                |

|  | Spinops sternbergorum |
|  |                       |
|  | Centrosaurus apertus  |
|  |                       |

|  | Rubeosaurus ovatus        |
|  |                           |
|  | Styracosaurus albertensis |
|  |                           |

|  | Coronosaurus brinkmani                                                         |
|  |                                                                                |
|  | \| \| Spinops sternbergorum \| \| \| \| \| \| Centrosaurus apertus \| \| \| \| |
|  |                                                                                |
|  | Spinops sternbergorum                                                          |
|  |                                                                                |
|  | Centrosaurus apertus                                                           |
|  |                                                                                |

|  | Spinops sternbergorum |
|  |                       |
|  | Centrosaurus apertus  |
|  |                       |

|  | Pachyrhinosaurus canadensis                                                              |
|  |                                                                                          |
|  | \| \| Pachyrhinosaurus lakustai \| \| \| \| \| \| Pachyrhinosaurus perotorum \| \| \| \| |
|  |                                                                                          |
|  | Pachyrhinosaurus lakustai                                                                |
|  |                                                                                          |
|  | Pachyrhinosaurus perotorum                                                               |
|  |                                                                                          |

|  | Pachyrhinosaurus lakustai  |
|  |                            |
|  | Pachyrhinosaurus perotorum |
|  |                            |

|  | Pachyrhinosaurus canadensis                                                              |
|  |                                                                                          |
|  | \| \| Pachyrhinosaurus lakustai \| \| \| \| \| \| Pachyrhinosaurus perotorum \| \| \| \| |
|  |                                                                                          |
|  | Pachyrhinosaurus lakustai                                                                |
|  |                                                                                          |
|  | Pachyrhinosaurus perotorum                                                               |
|  |                                                                                          |

|  | Pachyrhinosaurus lakustai  |
|  |                            |
|  | Pachyrhinosaurus perotorum |
|  |                            |

|  | Pachyrhinosaurus canadensis                                                              |
|  |                                                                                          |
|  | \| \| Pachyrhinosaurus lakustai \| \| \| \| \| \| Pachyrhinosaurus perotorum \| \| \| \| |
|  |                                                                                          |
|  | Pachyrhinosaurus lakustai                                                                |
|  |                                                                                          |
|  | Pachyrhinosaurus perotorum                                                               |
|  |                                                                                          |

|  | Pachyrhinosaurus lakustai  |
|  |                            |
|  | Pachyrhinosaurus perotorum |
|  |                            |

|  | Pachyrhinosaurus canadensis                                                              |
|  |                                                                                          |
|  | \| \| Pachyrhinosaurus lakustai \| \| \| \| \| \| Pachyrhinosaurus perotorum \| \| \| \| |
|  |                                                                                          |
|  | Pachyrhinosaurus lakustai                                                                |
|  |                                                                                          |
|  | Pachyrhinosaurus perotorum                                                               |
|  |                                                                                          |

|  | Pachyrhinosaurus lakustai  |
|  |                            |
|  | Pachyrhinosaurus perotorum |
|  |                            |

|  | Rubeosaurus ovatus        |
|  |                           |
|  | Styracosaurus albertensis |
|  |                           |

|  | Coronosaurus brinkmani                                                         |
|  |                                                                                |
|  | \| \| Spinops sternbergorum \| \| \| \| \| \| Centrosaurus apertus \| \| \| \| |
|  |                                                                                |
|  | Spinops sternbergorum                                                          |
|  |                                                                                |
|  | Centrosaurus apertus                                                           |
|  |                                                                                |

|  | Spinops sternbergorum |
|  |                       |
|  | Centrosaurus apertus  |
|  |                       |

|  | Rubeosaurus ovatus        |
|  |                           |
|  | Styracosaurus albertensis |
|  |                           |

|  | Coronosaurus brinkmani                                                         |
|  |                                                                                |
|  | \| \| Spinops sternbergorum \| \| \| \| \| \| Centrosaurus apertus \| \| \| \| |
|  |                                                                                |
|  | Spinops sternbergorum                                                          |
|  |                                                                                |
|  | Centrosaurus apertus                                                           |
|  |                                                                                |

|  | Spinops sternbergorum |
|  |                       |
|  | Centrosaurus apertus  |
|  |                       |

|  | Pachyrhinosaurus canadensis                                                              |
|  |                                                                                          |
|  | \| \| Pachyrhinosaurus lakustai \| \| \| \| \| \| Pachyrhinosaurus perotorum \| \| \| \| |
|  |                                                                                          |
|  | Pachyrhinosaurus lakustai                                                                |
|  |                                                                                          |
|  | Pachyrhinosaurus perotorum                                                               |
|  |                                                                                          |

|  | Pachyrhinosaurus lakustai  |
|  |                            |
|  | Pachyrhinosaurus perotorum |
|  |                            |

|  | Pachyrhinosaurus canadensis                                                              |
|  |                                                                                          |
|  | \| \| Pachyrhinosaurus lakustai \| \| \| \| \| \| Pachyrhinosaurus perotorum \| \| \| \| |
|  |                                                                                          |
|  | Pachyrhinosaurus lakustai                                                                |
|  |                                                                                          |
|  | Pachyrhinosaurus perotorum                                                               |
|  |                                                                                          |

|  | Pachyrhinosaurus lakustai  |
|  |                            |
|  | Pachyrhinosaurus perotorum |
|  |                            |

|  | Pachyrhinosaurus canadensis                                                              |
|  |                                                                                          |
|  | \| \| Pachyrhinosaurus lakustai \| \| \| \| \| \| Pachyrhinosaurus perotorum \| \| \| \| |
|  |                                                                                          |
|  | Pachyrhinosaurus lakustai                                                                |
|  |                                                                                          |
|  | Pachyrhinosaurus perotorum                                                               |
|  |                                                                                          |

|  | Pachyrhinosaurus lakustai  |
|  |                            |
|  | Pachyrhinosaurus perotorum |
|  |                            |

|  | Pachyrhinosaurus canadensis                                                              |
|  |                                                                                          |
|  | \| \| Pachyrhinosaurus lakustai \| \| \| \| \| \| Pachyrhinosaurus perotorum \| \| \| \| |
|  |                                                                                          |
|  | Pachyrhinosaurus lakustai                                                                |
|  |                                                                                          |
|  | Pachyrhinosaurus perotorum                                                               |
|  |                                                                                          |

|  | Pachyrhinosaurus lakustai  |
|  |                            |
|  | Pachyrhinosaurus perotorum |
|  |                            |

|  | Sinoceratops zhuchengensis |
|  |                            |
|  | Wendiceratops pinhornensis |
|  |                            |

|  | Rubeosaurus ovatus        |
|  |                           |
|  | Styracosaurus albertensis |
|  |                           |

|  | Coronosaurus brinkmani                                                         |
|  |                                                                                |
|  | \| \| Spinops sternbergorum \| \| \| \| \| \| Centrosaurus apertus \| \| \| \| |
|  |                                                                                |
|  | Spinops sternbergorum                                                          |
|  |                                                                                |
|  | Centrosaurus apertus                                                           |
|  |                                                                                |

|  | Spinops sternbergorum |
|  |                       |
|  | Centrosaurus apertus  |
|  |                       |

|  | Rubeosaurus ovatus        |
|  |                           |
|  | Styracosaurus albertensis |
|  |                           |

|  | Coronosaurus brinkmani                                                         |
|  |                                                                                |
|  | \| \| Spinops sternbergorum \| \| \| \| \| \| Centrosaurus apertus \| \| \| \| |
|  |                                                                                |
|  | Spinops sternbergorum                                                          |
|  |                                                                                |
|  | Centrosaurus apertus                                                           |
|  |                                                                                |

|  | Spinops sternbergorum |
|  |                       |
|  | Centrosaurus apertus  |
|  |                       |

|  | Pachyrhinosaurus canadensis                                                              |
|  |                                                                                          |
|  | \| \| Pachyrhinosaurus lakustai \| \| \| \| \| \| Pachyrhinosaurus perotorum \| \| \| \| |
|  |                                                                                          |
|  | Pachyrhinosaurus lakustai                                                                |
|  |                                                                                          |
|  | Pachyrhinosaurus perotorum                                                               |
|  |                                                                                          |

|  | Pachyrhinosaurus lakustai  |
|  |                            |
|  | Pachyrhinosaurus perotorum |
|  |                            |

|  | Pachyrhinosaurus canadensis                                                              |
|  |                                                                                          |
|  | \| \| Pachyrhinosaurus lakustai \| \| \| \| \| \| Pachyrhinosaurus perotorum \| \| \| \| |
|  |                                                                                          |
|  | Pachyrhinosaurus lakustai                                                                |
|  |                                                                                          |
|  | Pachyrhinosaurus perotorum                                                               |
|  |                                                                                          |

|  | Pachyrhinosaurus lakustai  |
|  |                            |
|  | Pachyrhinosaurus perotorum |
|  |                            |

|  | Pachyrhinosaurus canadensis                                                              |
|  |                                                                                          |
|  | \| \| Pachyrhinosaurus lakustai \| \| \| \| \| \| Pachyrhinosaurus perotorum \| \| \| \| |
|  |                                                                                          |
|  | Pachyrhinosaurus lakustai                                                                |
|  |                                                                                          |
|  | Pachyrhinosaurus perotorum                                                               |
|  |                                                                                          |

|  | Pachyrhinosaurus lakustai  |
|  |                            |
|  | Pachyrhinosaurus perotorum |
|  |                            |

|  | Pachyrhinosaurus canadensis                                                              |
|  |                                                                                          |
|  | \| \| Pachyrhinosaurus lakustai \| \| \| \| \| \| Pachyrhinosaurus perotorum \| \| \| \| |
|  |                                                                                          |
|  | Pachyrhinosaurus lakustai                                                                |
|  |                                                                                          |
|  | Pachyrhinosaurus perotorum                                                               |
|  |                                                                                          |

|  | Pachyrhinosaurus lakustai  |
|  |                            |
|  | Pachyrhinosaurus perotorum |
|  |                            |

|  | Rubeosaurus ovatus        |
|  |                           |
|  | Styracosaurus albertensis |
|  |                           |

|  | Coronosaurus brinkmani                                                         |
|  |                                                                                |
|  | \| \| Spinops sternbergorum \| \| \| \| \| \| Centrosaurus apertus \| \| \| \| |
|  |                                                                                |
|  | Spinops sternbergorum                                                          |
|  |                                                                                |
|  | Centrosaurus apertus                                                           |
|  |                                                                                |

|  | Spinops sternbergorum |
|  |                       |
|  | Centrosaurus apertus  |
|  |                       |

|  | Rubeosaurus ovatus        |
|  |                           |
|  | Styracosaurus albertensis |
|  |                           |

|  | Coronosaurus brinkmani                                                         |
|  |                                                                                |
|  | \| \| Spinops sternbergorum \| \| \| \| \| \| Centrosaurus apertus \| \| \| \| |
|  |                                                                                |
|  | Spinops sternbergorum                                                          |
|  |                                                                                |
|  | Centrosaurus apertus                                                           |
|  |                                                                                |

|  | Spinops sternbergorum |
|  |                       |
|  | Centrosaurus apertus  |
|  |                       |

|  | Pachyrhinosaurus canadensis                                                              |
|  |                                                                                          |
|  | \| \| Pachyrhinosaurus lakustai \| \| \| \| \| \| Pachyrhinosaurus perotorum \| \| \| \| |
|  |                                                                                          |
|  | Pachyrhinosaurus lakustai                                                                |
|  |                                                                                          |
|  | Pachyrhinosaurus perotorum                                                               |
|  |                                                                                          |

|  | Pachyrhinosaurus lakustai  |
|  |                            |
|  | Pachyrhinosaurus perotorum |
|  |                            |

|  | Pachyrhinosaurus canadensis                                                              |
|  |                                                                                          |
|  | \| \| Pachyrhinosaurus lakustai \| \| \| \| \| \| Pachyrhinosaurus perotorum \| \| \| \| |
|  |                                                                                          |
|  | Pachyrhinosaurus lakustai                                                                |
|  |                                                                                          |
|  | Pachyrhinosaurus perotorum                                                               |
|  |                                                                                          |

|  | Pachyrhinosaurus lakustai  |
|  |                            |
|  | Pachyrhinosaurus perotorum |
|  |                            |

|  | Pachyrhinosaurus canadensis                                                              |
|  |                                                                                          |
|  | \| \| Pachyrhinosaurus lakustai \| \| \| \| \| \| Pachyrhinosaurus perotorum \| \| \| \| |
|  |                                                                                          |
|  | Pachyrhinosaurus lakustai                                                                |
|  |                                                                                          |
|  | Pachyrhinosaurus perotorum                                                               |
|  |                                                                                          |

|  | Pachyrhinosaurus lakustai  |
|  |                            |
|  | Pachyrhinosaurus perotorum |
|  |                            |

|  | Pachyrhinosaurus canadensis                                                              |
|  |                                                                                          |
|  | \| \| Pachyrhinosaurus lakustai \| \| \| \| \| \| Pachyrhinosaurus perotorum \| \| \| \| |
|  |                                                                                          |
|  | Pachyrhinosaurus lakustai                                                                |
|  |                                                                                          |
|  | Pachyrhinosaurus perotorum                                                               |
|  |                                                                                          |

|  | Pachyrhinosaurus lakustai  |
|  |                            |
|  | Pachyrhinosaurus perotorum |
|  |                            |

|  | Sinoceratops zhuchengensis |
|  |                            |
|  | Wendiceratops pinhornensis |
|  |                            |

|  | Rubeosaurus ovatus        |
|  |                           |
|  | Styracosaurus albertensis |
|  |                           |

|  | Coronosaurus brinkmani                                                         |
|  |                                                                                |
|  | \| \| Spinops sternbergorum \| \| \| \| \| \| Centrosaurus apertus \| \| \| \| |
|  |                                                                                |
|  | Spinops sternbergorum                                                          |
|  |                                                                                |
|  | Centrosaurus apertus                                                           |
|  |                                                                                |

|  | Spinops sternbergorum |
|  |                       |
|  | Centrosaurus apertus  |
|  |                       |

|  | Rubeosaurus ovatus        |
|  |                           |
|  | Styracosaurus albertensis |
|  |                           |

|  | Coronosaurus brinkmani                                                         |
|  |                                                                                |
|  | \| \| Spinops sternbergorum \| \| \| \| \| \| Centrosaurus apertus \| \| \| \| |
|  |                                                                                |
|  | Spinops sternbergorum                                                          |
|  |                                                                                |
|  | Centrosaurus apertus                                                           |
|  |                                                                                |

|  | Spinops sternbergorum |
|  |                       |
|  | Centrosaurus apertus  |
|  |                       |

|  | Pachyrhinosaurus canadensis                                                              |
|  |                                                                                          |
|  | \| \| Pachyrhinosaurus lakustai \| \| \| \| \| \| Pachyrhinosaurus perotorum \| \| \| \| |
|  |                                                                                          |
|  | Pachyrhinosaurus lakustai                                                                |
|  |                                                                                          |
|  | Pachyrhinosaurus perotorum                                                               |
|  |                                                                                          |

|  | Pachyrhinosaurus lakustai  |
|  |                            |
|  | Pachyrhinosaurus perotorum |
|  |                            |

|  | Pachyrhinosaurus canadensis                                                              |
|  |                                                                                          |
|  | \| \| Pachyrhinosaurus lakustai \| \| \| \| \| \| Pachyrhinosaurus perotorum \| \| \| \| |
|  |                                                                                          |
|  | Pachyrhinosaurus lakustai                                                                |
|  |                                                                                          |
|  | Pachyrhinosaurus perotorum                                                               |
|  |                                                                                          |

|  | Pachyrhinosaurus lakustai  |
|  |                            |
|  | Pachyrhinosaurus perotorum |
|  |                            |

|  | Pachyrhinosaurus canadensis                                                              |
|  |                                                                                          |
|  | \| \| Pachyrhinosaurus lakustai \| \| \| \| \| \| Pachyrhinosaurus perotorum \| \| \| \| |
|  |                                                                                          |
|  | Pachyrhinosaurus lakustai                                                                |
|  |                                                                                          |
|  | Pachyrhinosaurus perotorum                                                               |
|  |                                                                                          |

|  | Pachyrhinosaurus lakustai  |
|  |                            |
|  | Pachyrhinosaurus perotorum |
|  |                            |

|  | Pachyrhinosaurus canadensis                                                              |
|  |                                                                                          |
|  | \| \| Pachyrhinosaurus lakustai \| \| \| \| \| \| Pachyrhinosaurus perotorum \| \| \| \| |
|  |                                                                                          |
|  | Pachyrhinosaurus lakustai                                                                |
|  |                                                                                          |
|  | Pachyrhinosaurus perotorum                                                               |
|  |                                                                                          |

|  | Pachyrhinosaurus lakustai  |
|  |                            |
|  | Pachyrhinosaurus perotorum |
|  |                            |

|  | Rubeosaurus ovatus        |
|  |                           |
|  | Styracosaurus albertensis |
|  |                           |

|  | Coronosaurus brinkmani                                                         |
|  |                                                                                |
|  | \| \| Spinops sternbergorum \| \| \| \| \| \| Centrosaurus apertus \| \| \| \| |
|  |                                                                                |
|  | Spinops sternbergorum                                                          |
|  |                                                                                |
|  | Centrosaurus apertus                                                           |
|  |                                                                                |

|  | Spinops sternbergorum |
|  |                       |
|  | Centrosaurus apertus  |
|  |                       |

|  | Rubeosaurus ovatus        |
|  |                           |
|  | Styracosaurus albertensis |
|  |                           |

|  | Coronosaurus brinkmani                                                         |
|  |                                                                                |
|  | \| \| Spinops sternbergorum \| \| \| \| \| \| Centrosaurus apertus \| \| \| \| |
|  |                                                                                |
|  | Spinops sternbergorum                                                          |
|  |                                                                                |
|  | Centrosaurus apertus                                                           |
|  |                                                                                |

|  | Spinops sternbergorum |
|  |                       |
|  | Centrosaurus apertus  |
|  |                       |

|  | Pachyrhinosaurus canadensis                                                              |
|  |                                                                                          |
|  | \| \| Pachyrhinosaurus lakustai \| \| \| \| \| \| Pachyrhinosaurus perotorum \| \| \| \| |
|  |                                                                                          |
|  | Pachyrhinosaurus lakustai                                                                |
|  |                                                                                          |
|  | Pachyrhinosaurus perotorum                                                               |
|  |                                                                                          |

|  | Pachyrhinosaurus lakustai  |
|  |                            |
|  | Pachyrhinosaurus perotorum |
|  |                            |

|  | Pachyrhinosaurus canadensis                                                              |
|  |                                                                                          |
|  | \| \| Pachyrhinosaurus lakustai \| \| \| \| \| \| Pachyrhinosaurus perotorum \| \| \| \| |
|  |                                                                                          |
|  | Pachyrhinosaurus lakustai                                                                |
|  |                                                                                          |
|  | Pachyrhinosaurus perotorum                                                               |
|  |                                                                                          |

|  | Pachyrhinosaurus lakustai  |
|  |                            |
|  | Pachyrhinosaurus perotorum |
|  |                            |

|  | Pachyrhinosaurus canadensis                                                              |
|  |                                                                                          |
|  | \| \| Pachyrhinosaurus lakustai \| \| \| \| \| \| Pachyrhinosaurus perotorum \| \| \| \| |
|  |                                                                                          |
|  | Pachyrhinosaurus lakustai                                                                |
|  |                                                                                          |
|  | Pachyrhinosaurus perotorum                                                               |
|  |                                                                                          |

|  | Pachyrhinosaurus lakustai  |
|  |                            |
|  | Pachyrhinosaurus perotorum |
|  |                            |

|  | Pachyrhinosaurus canadensis                                                              |
|  |                                                                                          |
|  | \| \| Pachyrhinosaurus lakustai \| \| \| \| \| \| Pachyrhinosaurus perotorum \| \| \| \| |
|  |                                                                                          |
|  | Pachyrhinosaurus lakustai                                                                |
|  |                                                                                          |
|  | Pachyrhinosaurus perotorum                                                               |
|  |                                                                                          |

|  | Pachyrhinosaurus lakustai  |
|  |                            |
|  | Pachyrhinosaurus perotorum |
|  |                            |

|  | Sinoceratops zhuchengensis |
|  |                            |
|  | Wendiceratops pinhornensis |
|  |                            |

|  | Rubeosaurus ovatus        |
|  |                           |
|  | Styracosaurus albertensis |
|  |                           |

|  | Coronosaurus brinkmani                                                         |
|  |                                                                                |
|  | \| \| Spinops sternbergorum \| \| \| \| \| \| Centrosaurus apertus \| \| \| \| |
|  |                                                                                |
|  | Spinops sternbergorum                                                          |
|  |                                                                                |
|  | Centrosaurus apertus                                                           |
|  |                                                                                |

|  | Spinops sternbergorum |
|  |                       |
|  | Centrosaurus apertus  |
|  |                       |

|  | Rubeosaurus ovatus        |
|  |                           |
|  | Styracosaurus albertensis |
|  |                           |

|  | Coronosaurus brinkmani                                                         |
|  |                                                                                |
|  | \| \| Spinops sternbergorum \| \| \| \| \| \| Centrosaurus apertus \| \| \| \| |
|  |                                                                                |
|  | Spinops sternbergorum                                                          |
|  |                                                                                |
|  | Centrosaurus apertus                                                           |
|  |                                                                                |

|  | Spinops sternbergorum |
|  |                       |
|  | Centrosaurus apertus  |
|  |                       |

|  | Pachyrhinosaurus canadensis                                                              |
|  |                                                                                          |
|  | \| \| Pachyrhinosaurus lakustai \| \| \| \| \| \| Pachyrhinosaurus perotorum \| \| \| \| |
|  |                                                                                          |
|  | Pachyrhinosaurus lakustai                                                                |
|  |                                                                                          |
|  | Pachyrhinosaurus perotorum                                                               |
|  |                                                                                          |

|  | Pachyrhinosaurus lakustai  |
|  |                            |
|  | Pachyrhinosaurus perotorum |
|  |                            |

|  | Pachyrhinosaurus canadensis                                                              |
|  |                                                                                          |
|  | \| \| Pachyrhinosaurus lakustai \| \| \| \| \| \| Pachyrhinosaurus perotorum \| \| \| \| |
|  |                                                                                          |
|  | Pachyrhinosaurus lakustai                                                                |
|  |                                                                                          |
|  | Pachyrhinosaurus perotorum                                                               |
|  |                                                                                          |

|  | Pachyrhinosaurus lakustai  |
|  |                            |
|  | Pachyrhinosaurus perotorum |
|  |                            |

|  | Pachyrhinosaurus canadensis                                                              |
|  |                                                                                          |
|  | \| \| Pachyrhinosaurus lakustai \| \| \| \| \| \| Pachyrhinosaurus perotorum \| \| \| \| |
|  |                                                                                          |
|  | Pachyrhinosaurus lakustai                                                                |
|  |                                                                                          |
|  | Pachyrhinosaurus perotorum                                                               |
|  |                                                                                          |

|  | Pachyrhinosaurus lakustai  |
|  |                            |
|  | Pachyrhinosaurus perotorum |
|  |                            |

|  | Pachyrhinosaurus canadensis                                                              |
|  |                                                                                          |
|  | \| \| Pachyrhinosaurus lakustai \| \| \| \| \| \| Pachyrhinosaurus perotorum \| \| \| \| |
|  |                                                                                          |
|  | Pachyrhinosaurus lakustai                                                                |
|  |                                                                                          |
|  | Pachyrhinosaurus perotorum                                                               |
|  |                                                                                          |

|  | Pachyrhinosaurus lakustai  |
|  |                            |
|  | Pachyrhinosaurus perotorum |
|  |                            |

|  | Rubeosaurus ovatus        |
|  |                           |
|  | Styracosaurus albertensis |
|  |                           |

|  | Coronosaurus brinkmani                                                         |
|  |                                                                                |
|  | \| \| Spinops sternbergorum \| \| \| \| \| \| Centrosaurus apertus \| \| \| \| |
|  |                                                                                |
|  | Spinops sternbergorum                                                          |
|  |                                                                                |
|  | Centrosaurus apertus                                                           |
|  |                                                                                |

|  | Spinops sternbergorum |
|  |                       |
|  | Centrosaurus apertus  |
|  |                       |

|  | Rubeosaurus ovatus        |
|  |                           |
|  | Styracosaurus albertensis |
|  |                           |

|  | Coronosaurus brinkmani                                                         |
|  |                                                                                |
|  | \| \| Spinops sternbergorum \| \| \| \| \| \| Centrosaurus apertus \| \| \| \| |
|  |                                                                                |
|  | Spinops sternbergorum                                                          |
|  |                                                                                |
|  | Centrosaurus apertus                                                           |
|  |                                                                                |

|  | Spinops sternbergorum |
|  |                       |
|  | Centrosaurus apertus  |
|  |                       |

|  | Pachyrhinosaurus canadensis                                                              |
|  |                                                                                          |
|  | \| \| Pachyrhinosaurus lakustai \| \| \| \| \| \| Pachyrhinosaurus perotorum \| \| \| \| |
|  |                                                                                          |
|  | Pachyrhinosaurus lakustai                                                                |
|  |                                                                                          |
|  | Pachyrhinosaurus perotorum                                                               |
|  |                                                                                          |

|  | Pachyrhinosaurus lakustai  |
|  |                            |
|  | Pachyrhinosaurus perotorum |
|  |                            |

|  | Pachyrhinosaurus canadensis                                                              |
|  |                                                                                          |
|  | \| \| Pachyrhinosaurus lakustai \| \| \| \| \| \| Pachyrhinosaurus perotorum \| \| \| \| |
|  |                                                                                          |
|  | Pachyrhinosaurus lakustai                                                                |
|  |                                                                                          |
|  | Pachyrhinosaurus perotorum                                                               |
|  |                                                                                          |

|  | Pachyrhinosaurus lakustai  |
|  |                            |
|  | Pachyrhinosaurus perotorum |
|  |                            |

|  | Pachyrhinosaurus canadensis                                                              |
|  |                                                                                          |
|  | \| \| Pachyrhinosaurus lakustai \| \| \| \| \| \| Pachyrhinosaurus perotorum \| \| \| \| |
|  |                                                                                          |
|  | Pachyrhinosaurus lakustai                                                                |
|  |                                                                                          |
|  | Pachyrhinosaurus perotorum                                                               |
|  |                                                                                          |

|  | Pachyrhinosaurus lakustai  |
|  |                            |
|  | Pachyrhinosaurus perotorum |
|  |                            |

|  | Pachyrhinosaurus canadensis                                                              |
|  |                                                                                          |
|  | \| \| Pachyrhinosaurus lakustai \| \| \| \| \| \| Pachyrhinosaurus perotorum \| \| \| \| |
|  |                                                                                          |
|  | Pachyrhinosaurus lakustai                                                                |
|  |                                                                                          |
|  | Pachyrhinosaurus perotorum                                                               |
|  |                                                                                          |

|  | Pachyrhinosaurus lakustai  |
|  |                            |
|  | Pachyrhinosaurus perotorum |
|  |                            |

|  | Avaceratops lammersi (ANSP 15800) |
|  |                                   |
|  | MOR 692                           |
|  |                                   |
|  | CMN 8804                          |
|  |                                   |
|  | Nasutoceratops titusi             |
|  |                                   |

|  | Sinoceratops zhuchengensis |
|  |                            |
|  | Wendiceratops pinhornensis |
|  |                            |

|  | Rubeosaurus ovatus        |
|  |                           |
|  | Styracosaurus albertensis |
|  |                           |

|  | Coronosaurus brinkmani                                                         |
|  |                                                                                |
|  | \| \| Spinops sternbergorum \| \| \| \| \| \| Centrosaurus apertus \| \| \| \| |
|  |                                                                                |
|  | Spinops sternbergorum                                                          |
|  |                                                                                |
|  | Centrosaurus apertus                                                           |
|  |                                                                                |

|  | Spinops sternbergorum |
|  |                       |
|  | Centrosaurus apertus  |
|  |                       |

|  | Rubeosaurus ovatus        |
|  |                           |
|  | Styracosaurus albertensis |
|  |                           |

|  | Coronosaurus brinkmani                                                         |
|  |                                                                                |
|  | \| \| Spinops sternbergorum \| \| \| \| \| \| Centrosaurus apertus \| \| \| \| |
|  |                                                                                |
|  | Spinops sternbergorum                                                          |
|  |                                                                                |
|  | Centrosaurus apertus                                                           |
|  |                                                                                |

|  | Spinops sternbergorum |
|  |                       |
|  | Centrosaurus apertus  |
|  |                       |

|  | Pachyrhinosaurus canadensis                                                              |
|  |                                                                                          |
|  | \| \| Pachyrhinosaurus lakustai \| \| \| \| \| \| Pachyrhinosaurus perotorum \| \| \| \| |
|  |                                                                                          |
|  | Pachyrhinosaurus lakustai                                                                |
|  |                                                                                          |
|  | Pachyrhinosaurus perotorum                                                               |
|  |                                                                                          |

|  | Pachyrhinosaurus lakustai  |
|  |                            |
|  | Pachyrhinosaurus perotorum |
|  |                            |

|  | Pachyrhinosaurus canadensis                                                              |
|  |                                                                                          |
|  | \| \| Pachyrhinosaurus lakustai \| \| \| \| \| \| Pachyrhinosaurus perotorum \| \| \| \| |
|  |                                                                                          |
|  | Pachyrhinosaurus lakustai                                                                |
|  |                                                                                          |
|  | Pachyrhinosaurus perotorum                                                               |
|  |                                                                                          |

|  | Pachyrhinosaurus lakustai  |
|  |                            |
|  | Pachyrhinosaurus perotorum |
|  |                            |

|  | Pachyrhinosaurus canadensis                                                              |
|  |                                                                                          |
|  | \| \| Pachyrhinosaurus lakustai \| \| \| \| \| \| Pachyrhinosaurus perotorum \| \| \| \| |
|  |                                                                                          |
|  | Pachyrhinosaurus lakustai                                                                |
|  |                                                                                          |
|  | Pachyrhinosaurus perotorum                                                               |
|  |                                                                                          |

|  | Pachyrhinosaurus lakustai  |
|  |                            |
|  | Pachyrhinosaurus perotorum |
|  |                            |

|  | Pachyrhinosaurus canadensis                                                              |
|  |                                                                                          |
|  | \| \| Pachyrhinosaurus lakustai \| \| \| \| \| \| Pachyrhinosaurus perotorum \| \| \| \| |
|  |                                                                                          |
|  | Pachyrhinosaurus lakustai                                                                |
|  |                                                                                          |
|  | Pachyrhinosaurus perotorum                                                               |
|  |                                                                                          |

|  | Pachyrhinosaurus lakustai  |
|  |                            |
|  | Pachyrhinosaurus perotorum |
|  |                            |

|  | Rubeosaurus ovatus        |
|  |                           |
|  | Styracosaurus albertensis |
|  |                           |

|  | Coronosaurus brinkmani                                                         |
|  |                                                                                |
|  | \| \| Spinops sternbergorum \| \| \| \| \| \| Centrosaurus apertus \| \| \| \| |
|  |                                                                                |
|  | Spinops sternbergorum                                                          |
|  |                                                                                |
|  | Centrosaurus apertus                                                           |
|  |                                                                                |

|  | Spinops sternbergorum |
|  |                       |
|  | Centrosaurus apertus  |
|  |                       |

|  | Rubeosaurus ovatus        |
|  |                           |
|  | Styracosaurus albertensis |
|  |                           |

|  | Coronosaurus brinkmani                                                         |
|  |                                                                                |
|  | \| \| Spinops sternbergorum \| \| \| \| \| \| Centrosaurus apertus \| \| \| \| |
|  |                                                                                |
|  | Spinops sternbergorum                                                          |
|  |                                                                                |
|  | Centrosaurus apertus                                                           |
|  |                                                                                |

|  | Spinops sternbergorum |
|  |                       |
|  | Centrosaurus apertus  |
|  |                       |

|  | Pachyrhinosaurus canadensis                                                              |
|  |                                                                                          |
|  | \| \| Pachyrhinosaurus lakustai \| \| \| \| \| \| Pachyrhinosaurus perotorum \| \| \| \| |
|  |                                                                                          |
|  | Pachyrhinosaurus lakustai                                                                |
|  |                                                                                          |
|  | Pachyrhinosaurus perotorum                                                               |
|  |                                                                                          |

|  | Pachyrhinosaurus lakustai  |
|  |                            |
|  | Pachyrhinosaurus perotorum |
|  |                            |

|  | Pachyrhinosaurus canadensis                                                              |
|  |                                                                                          |
|  | \| \| Pachyrhinosaurus lakustai \| \| \| \| \| \| Pachyrhinosaurus perotorum \| \| \| \| |
|  |                                                                                          |
|  | Pachyrhinosaurus lakustai                                                                |
|  |                                                                                          |
|  | Pachyrhinosaurus perotorum                                                               |
|  |                                                                                          |

|  | Pachyrhinosaurus lakustai  |
|  |                            |
|  | Pachyrhinosaurus perotorum |
|  |                            |

|  | Pachyrhinosaurus canadensis                                                              |
|  |                                                                                          |
|  | \| \| Pachyrhinosaurus lakustai \| \| \| \| \| \| Pachyrhinosaurus perotorum \| \| \| \| |
|  |                                                                                          |
|  | Pachyrhinosaurus lakustai                                                                |
|  |                                                                                          |
|  | Pachyrhinosaurus perotorum                                                               |
|  |                                                                                          |

|  | Pachyrhinosaurus lakustai  |
|  |                            |
|  | Pachyrhinosaurus perotorum |
|  |                            |

|  | Pachyrhinosaurus canadensis                                                              |
|  |                                                                                          |
|  | \| \| Pachyrhinosaurus lakustai \| \| \| \| \| \| Pachyrhinosaurus perotorum \| \| \| \| |
|  |                                                                                          |
|  | Pachyrhinosaurus lakustai                                                                |
|  |                                                                                          |
|  | Pachyrhinosaurus perotorum                                                               |
|  |                                                                                          |

|  | Pachyrhinosaurus lakustai  |
|  |                            |
|  | Pachyrhinosaurus perotorum |
|  |                            |

|  | Sinoceratops zhuchengensis |
|  |                            |
|  | Wendiceratops pinhornensis |
|  |                            |

|  | Rubeosaurus ovatus        |
|  |                           |
|  | Styracosaurus albertensis |
|  |                           |

|  | Coronosaurus brinkmani                                                         |
|  |                                                                                |
|  | \| \| Spinops sternbergorum \| \| \| \| \| \| Centrosaurus apertus \| \| \| \| |
|  |                                                                                |
|  | Spinops sternbergorum                                                          |
|  |                                                                                |
|  | Centrosaurus apertus                                                           |
|  |                                                                                |

|  | Spinops sternbergorum |
|  |                       |
|  | Centrosaurus apertus  |
|  |                       |

|  | Rubeosaurus ovatus        |
|  |                           |
|  | Styracosaurus albertensis |
|  |                           |

|  | Coronosaurus brinkmani                                                         |
|  |                                                                                |
|  | \| \| Spinops sternbergorum \| \| \| \| \| \| Centrosaurus apertus \| \| \| \| |
|  |                                                                                |
|  | Spinops sternbergorum                                                          |
|  |                                                                                |
|  | Centrosaurus apertus                                                           |
|  |                                                                                |

|  | Spinops sternbergorum |
|  |                       |
|  | Centrosaurus apertus  |
|  |                       |

|  | Pachyrhinosaurus canadensis                                                              |
|  |                                                                                          |
|  | \| \| Pachyrhinosaurus lakustai \| \| \| \| \| \| Pachyrhinosaurus perotorum \| \| \| \| |
|  |                                                                                          |
|  | Pachyrhinosaurus lakustai                                                                |
|  |                                                                                          |
|  | Pachyrhinosaurus perotorum                                                               |
|  |                                                                                          |

|  | Pachyrhinosaurus lakustai  |
|  |                            |
|  | Pachyrhinosaurus perotorum |
|  |                            |

|  | Pachyrhinosaurus canadensis                                                              |
|  |                                                                                          |
|  | \| \| Pachyrhinosaurus lakustai \| \| \| \| \| \| Pachyrhinosaurus perotorum \| \| \| \| |
|  |                                                                                          |
|  | Pachyrhinosaurus lakustai                                                                |
|  |                                                                                          |
|  | Pachyrhinosaurus perotorum                                                               |
|  |                                                                                          |

|  | Pachyrhinosaurus lakustai  |
|  |                            |
|  | Pachyrhinosaurus perotorum |
|  |                            |

|  | Pachyrhinosaurus canadensis                                                              |
|  |                                                                                          |
|  | \| \| Pachyrhinosaurus lakustai \| \| \| \| \| \| Pachyrhinosaurus perotorum \| \| \| \| |
|  |                                                                                          |
|  | Pachyrhinosaurus lakustai                                                                |
|  |                                                                                          |
|  | Pachyrhinosaurus perotorum                                                               |
|  |                                                                                          |

|  | Pachyrhinosaurus lakustai  |
|  |                            |
|  | Pachyrhinosaurus perotorum |
|  |                            |

|  | Pachyrhinosaurus canadensis                                                              |
|  |                                                                                          |
|  | \| \| Pachyrhinosaurus lakustai \| \| \| \| \| \| Pachyrhinosaurus perotorum \| \| \| \| |
|  |                                                                                          |
|  | Pachyrhinosaurus lakustai                                                                |
|  |                                                                                          |
|  | Pachyrhinosaurus perotorum                                                               |
|  |                                                                                          |

|  | Pachyrhinosaurus lakustai  |
|  |                            |
|  | Pachyrhinosaurus perotorum |
|  |                            |

|  | Rubeosaurus ovatus        |
|  |                           |
|  | Styracosaurus albertensis |
|  |                           |

|  | Coronosaurus brinkmani                                                         |
|  |                                                                                |
|  | \| \| Spinops sternbergorum \| \| \| \| \| \| Centrosaurus apertus \| \| \| \| |
|  |                                                                                |
|  | Spinops sternbergorum                                                          |
|  |                                                                                |
|  | Centrosaurus apertus                                                           |
|  |                                                                                |

|  | Spinops sternbergorum |
|  |                       |
|  | Centrosaurus apertus  |
|  |                       |

|  | Rubeosaurus ovatus        |
|  |                           |
|  | Styracosaurus albertensis |
|  |                           |

|  | Coronosaurus brinkmani                                                         |
|  |                                                                                |
|  | \| \| Spinops sternbergorum \| \| \| \| \| \| Centrosaurus apertus \| \| \| \| |
|  |                                                                                |
|  | Spinops sternbergorum                                                          |
|  |                                                                                |
|  | Centrosaurus apertus                                                           |
|  |                                                                                |

|  | Spinops sternbergorum |
|  |                       |
|  | Centrosaurus apertus  |
|  |                       |

|  | Pachyrhinosaurus canadensis                                                              |
|  |                                                                                          |
|  | \| \| Pachyrhinosaurus lakustai \| \| \| \| \| \| Pachyrhinosaurus perotorum \| \| \| \| |
|  |                                                                                          |
|  | Pachyrhinosaurus lakustai                                                                |
|  |                                                                                          |
|  | Pachyrhinosaurus perotorum                                                               |
|  |                                                                                          |

|  | Pachyrhinosaurus lakustai  |
|  |                            |
|  | Pachyrhinosaurus perotorum |
|  |                            |

|  | Pachyrhinosaurus canadensis                                                              |
|  |                                                                                          |
|  | \| \| Pachyrhinosaurus lakustai \| \| \| \| \| \| Pachyrhinosaurus perotorum \| \| \| \| |
|  |                                                                                          |
|  | Pachyrhinosaurus lakustai                                                                |
|  |                                                                                          |
|  | Pachyrhinosaurus perotorum                                                               |
|  |                                                                                          |

|  | Pachyrhinosaurus lakustai  |
|  |                            |
|  | Pachyrhinosaurus perotorum |
|  |                            |

|  | Pachyrhinosaurus canadensis                                                              |
|  |                                                                                          |
|  | \| \| Pachyrhinosaurus lakustai \| \| \| \| \| \| Pachyrhinosaurus perotorum \| \| \| \| |
|  |                                                                                          |
|  | Pachyrhinosaurus lakustai                                                                |
|  |                                                                                          |
|  | Pachyrhinosaurus perotorum                                                               |
|  |                                                                                          |

|  | Pachyrhinosaurus lakustai  |
|  |                            |
|  | Pachyrhinosaurus perotorum |
|  |                            |

|  | Pachyrhinosaurus canadensis                                                              |
|  |                                                                                          |
|  | \| \| Pachyrhinosaurus lakustai \| \| \| \| \| \| Pachyrhinosaurus perotorum \| \| \| \| |
|  |                                                                                          |
|  | Pachyrhinosaurus lakustai                                                                |
|  |                                                                                          |
|  | Pachyrhinosaurus perotorum                                                               |
|  |                                                                                          |

|  | Pachyrhinosaurus lakustai  |
|  |                            |
|  | Pachyrhinosaurus perotorum |
|  |                            |

|  | Sinoceratops zhuchengensis |
|  |                            |
|  | Wendiceratops pinhornensis |
|  |                            |

|  | Rubeosaurus ovatus        |
|  |                           |
|  | Styracosaurus albertensis |
|  |                           |

|  | Coronosaurus brinkmani                                                         |
|  |                                                                                |
|  | \| \| Spinops sternbergorum \| \| \| \| \| \| Centrosaurus apertus \| \| \| \| |
|  |                                                                                |
|  | Spinops sternbergorum                                                          |
|  |                                                                                |
|  | Centrosaurus apertus                                                           |
|  |                                                                                |

|  | Spinops sternbergorum |
|  |                       |
|  | Centrosaurus apertus  |
|  |                       |

|  | Rubeosaurus ovatus        |
|  |                           |
|  | Styracosaurus albertensis |
|  |                           |

|  | Coronosaurus brinkmani                                                         |
|  |                                                                                |
|  | \| \| Spinops sternbergorum \| \| \| \| \| \| Centrosaurus apertus \| \| \| \| |
|  |                                                                                |
|  | Spinops sternbergorum                                                          |
|  |                                                                                |
|  | Centrosaurus apertus                                                           |
|  |                                                                                |

|  | Spinops sternbergorum |
|  |                       |
|  | Centrosaurus apertus  |
|  |                       |

|  | Pachyrhinosaurus canadensis                                                              |
|  |                                                                                          |
|  | \| \| Pachyrhinosaurus lakustai \| \| \| \| \| \| Pachyrhinosaurus perotorum \| \| \| \| |
|  |                                                                                          |
|  | Pachyrhinosaurus lakustai                                                                |
|  |                                                                                          |
|  | Pachyrhinosaurus perotorum                                                               |
|  |                                                                                          |

|  | Pachyrhinosaurus lakustai  |
|  |                            |
|  | Pachyrhinosaurus perotorum |
|  |                            |

|  | Pachyrhinosaurus canadensis                                                              |
|  |                                                                                          |
|  | \| \| Pachyrhinosaurus lakustai \| \| \| \| \| \| Pachyrhinosaurus perotorum \| \| \| \| |
|  |                                                                                          |
|  | Pachyrhinosaurus lakustai                                                                |
|  |                                                                                          |
|  | Pachyrhinosaurus perotorum                                                               |
|  |                                                                                          |

|  | Pachyrhinosaurus lakustai  |
|  |                            |
|  | Pachyrhinosaurus perotorum |
|  |                            |

|  | Pachyrhinosaurus canadensis                                                              |
|  |                                                                                          |
|  | \| \| Pachyrhinosaurus lakustai \| \| \| \| \| \| Pachyrhinosaurus perotorum \| \| \| \| |
|  |                                                                                          |
|  | Pachyrhinosaurus lakustai                                                                |
|  |                                                                                          |
|  | Pachyrhinosaurus perotorum                                                               |
|  |                                                                                          |

|  | Pachyrhinosaurus lakustai  |
|  |                            |
|  | Pachyrhinosaurus perotorum |
|  |                            |

|  | Pachyrhinosaurus canadensis                                                              |
|  |                                                                                          |
|  | \| \| Pachyrhinosaurus lakustai \| \| \| \| \| \| Pachyrhinosaurus perotorum \| \| \| \| |
|  |                                                                                          |
|  | Pachyrhinosaurus lakustai                                                                |
|  |                                                                                          |
|  | Pachyrhinosaurus perotorum                                                               |
|  |                                                                                          |

|  | Pachyrhinosaurus lakustai  |
|  |                            |
|  | Pachyrhinosaurus perotorum |
|  |                            |

|  | Rubeosaurus ovatus        |
|  |                           |
|  | Styracosaurus albertensis |
|  |                           |

|  | Coronosaurus brinkmani                                                         |
|  |                                                                                |
|  | \| \| Spinops sternbergorum \| \| \| \| \| \| Centrosaurus apertus \| \| \| \| |
|  |                                                                                |
|  | Spinops sternbergorum                                                          |
|  |                                                                                |
|  | Centrosaurus apertus                                                           |
|  |                                                                                |

|  | Spinops sternbergorum |
|  |                       |
|  | Centrosaurus apertus  |
|  |                       |

|  | Rubeosaurus ovatus        |
|  |                           |
|  | Styracosaurus albertensis |
|  |                           |

|  | Coronosaurus brinkmani                                                         |
|  |                                                                                |
|  | \| \| Spinops sternbergorum \| \| \| \| \| \| Centrosaurus apertus \| \| \| \| |
|  |                                                                                |
|  | Spinops sternbergorum                                                          |
|  |                                                                                |
|  | Centrosaurus apertus                                                           |
|  |                                                                                |

|  | Spinops sternbergorum |
|  |                       |
|  | Centrosaurus apertus  |
|  |                       |

|  | Pachyrhinosaurus canadensis                                                              |
|  |                                                                                          |
|  | \| \| Pachyrhinosaurus lakustai \| \| \| \| \| \| Pachyrhinosaurus perotorum \| \| \| \| |
|  |                                                                                          |
|  | Pachyrhinosaurus lakustai                                                                |
|  |                                                                                          |
|  | Pachyrhinosaurus perotorum                                                               |
|  |                                                                                          |

|  | Pachyrhinosaurus lakustai  |
|  |                            |
|  | Pachyrhinosaurus perotorum |
|  |                            |

|  | Pachyrhinosaurus canadensis                                                              |
|  |                                                                                          |
|  | \| \| Pachyrhinosaurus lakustai \| \| \| \| \| \| Pachyrhinosaurus perotorum \| \| \| \| |
|  |                                                                                          |
|  | Pachyrhinosaurus lakustai                                                                |
|  |                                                                                          |
|  | Pachyrhinosaurus perotorum                                                               |
|  |                                                                                          |

|  | Pachyrhinosaurus lakustai  |
|  |                            |
|  | Pachyrhinosaurus perotorum |
|  |                            |

|  | Pachyrhinosaurus canadensis                                                              |
|  |                                                                                          |
|  | \| \| Pachyrhinosaurus lakustai \| \| \| \| \| \| Pachyrhinosaurus perotorum \| \| \| \| |
|  |                                                                                          |
|  | Pachyrhinosaurus lakustai                                                                |
|  |                                                                                          |
|  | Pachyrhinosaurus perotorum                                                               |
|  |                                                                                          |

|  | Pachyrhinosaurus lakustai  |
|  |                            |
|  | Pachyrhinosaurus perotorum |
|  |                            |

|  | Pachyrhinosaurus canadensis                                                              |
|  |                                                                                          |
|  | \| \| Pachyrhinosaurus lakustai \| \| \| \| \| \| Pachyrhinosaurus perotorum \| \| \| \| |
|  |                                                                                          |
|  | Pachyrhinosaurus lakustai                                                                |
|  |                                                                                          |
|  | Pachyrhinosaurus perotorum                                                               |
|  |                                                                                          |

|  | Pachyrhinosaurus lakustai  |
|  |                            |
|  | Pachyrhinosaurus perotorum |
|  |                            |

|  | Sinoceratops zhuchengensis |
|  |                            |
|  | Wendiceratops pinhornensis |
|  |                            |

|  | Rubeosaurus ovatus        |
|  |                           |
|  | Styracosaurus albertensis |
|  |                           |

|  | Coronosaurus brinkmani                                                         |
|  |                                                                                |
|  | \| \| Spinops sternbergorum \| \| \| \| \| \| Centrosaurus apertus \| \| \| \| |
|  |                                                                                |
|  | Spinops sternbergorum                                                          |
|  |                                                                                |
|  | Centrosaurus apertus                                                           |
|  |                                                                                |

|  | Spinops sternbergorum |
|  |                       |
|  | Centrosaurus apertus  |
|  |                       |

|  | Rubeosaurus ovatus        |
|  |                           |
|  | Styracosaurus albertensis |
|  |                           |

|  | Coronosaurus brinkmani                                                         |
|  |                                                                                |
|  | \| \| Spinops sternbergorum \| \| \| \| \| \| Centrosaurus apertus \| \| \| \| |
|  |                                                                                |
|  | Spinops sternbergorum                                                          |
|  |                                                                                |
|  | Centrosaurus apertus                                                           |
|  |                                                                                |

|  | Spinops sternbergorum |
|  |                       |
|  | Centrosaurus apertus  |
|  |                       |

|  | Pachyrhinosaurus canadensis                                                              |
|  |                                                                                          |
|  | \| \| Pachyrhinosaurus lakustai \| \| \| \| \| \| Pachyrhinosaurus perotorum \| \| \| \| |
|  |                                                                                          |
|  | Pachyrhinosaurus lakustai                                                                |
|  |                                                                                          |
|  | Pachyrhinosaurus perotorum                                                               |
|  |                                                                                          |

|  | Pachyrhinosaurus lakustai  |
|  |                            |
|  | Pachyrhinosaurus perotorum |
|  |                            |

|  | Pachyrhinosaurus canadensis                                                              |
|  |                                                                                          |
|  | \| \| Pachyrhinosaurus lakustai \| \| \| \| \| \| Pachyrhinosaurus perotorum \| \| \| \| |
|  |                                                                                          |
|  | Pachyrhinosaurus lakustai                                                                |
|  |                                                                                          |
|  | Pachyrhinosaurus perotorum                                                               |
|  |                                                                                          |

|  | Pachyrhinosaurus lakustai  |
|  |                            |
|  | Pachyrhinosaurus perotorum |
|  |                            |

|  | Pachyrhinosaurus canadensis                                                              |
|  |                                                                                          |
|  | \| \| Pachyrhinosaurus lakustai \| \| \| \| \| \| Pachyrhinosaurus perotorum \| \| \| \| |
|  |                                                                                          |
|  | Pachyrhinosaurus lakustai                                                                |
|  |                                                                                          |
|  | Pachyrhinosaurus perotorum                                                               |
|  |                                                                                          |

|  | Pachyrhinosaurus lakustai  |
|  |                            |
|  | Pachyrhinosaurus perotorum |
|  |                            |

|  | Pachyrhinosaurus canadensis                                                              |
|  |                                                                                          |
|  | \| \| Pachyrhinosaurus lakustai \| \| \| \| \| \| Pachyrhinosaurus perotorum \| \| \| \| |
|  |                                                                                          |
|  | Pachyrhinosaurus lakustai                                                                |
|  |                                                                                          |
|  | Pachyrhinosaurus perotorum                                                               |
|  |                                                                                          |

|  | Pachyrhinosaurus lakustai  |
|  |                            |
|  | Pachyrhinosaurus perotorum |
|  |                            |

|  | Rubeosaurus ovatus        |
|  |                           |
|  | Styracosaurus albertensis |
|  |                           |

|  | Coronosaurus brinkmani                                                         |
|  |                                                                                |
|  | \| \| Spinops sternbergorum \| \| \| \| \| \| Centrosaurus apertus \| \| \| \| |
|  |                                                                                |
|  | Spinops sternbergorum                                                          |
|  |                                                                                |
|  | Centrosaurus apertus                                                           |
|  |                                                                                |

|  | Spinops sternbergorum |
|  |                       |
|  | Centrosaurus apertus  |
|  |                       |

|  | Rubeosaurus ovatus        |
|  |                           |
|  | Styracosaurus albertensis |
|  |                           |

|  | Coronosaurus brinkmani                                                         |
|  |                                                                                |
|  | \| \| Spinops sternbergorum \| \| \| \| \| \| Centrosaurus apertus \| \| \| \| |
|  |                                                                                |
|  | Spinops sternbergorum                                                          |
|  |                                                                                |
|  | Centrosaurus apertus                                                           |
|  |                                                                                |

|  | Spinops sternbergorum |
|  |                       |
|  | Centrosaurus apertus  |
|  |                       |

|  | Pachyrhinosaurus canadensis                                                              |
|  |                                                                                          |
|  | \| \| Pachyrhinosaurus lakustai \| \| \| \| \| \| Pachyrhinosaurus perotorum \| \| \| \| |
|  |                                                                                          |
|  | Pachyrhinosaurus lakustai                                                                |
|  |                                                                                          |
|  | Pachyrhinosaurus perotorum                                                               |
|  |                                                                                          |

|  | Pachyrhinosaurus lakustai  |
|  |                            |
|  | Pachyrhinosaurus perotorum |
|  |                            |

|  | Pachyrhinosaurus canadensis                                                              |
|  |                                                                                          |
|  | \| \| Pachyrhinosaurus lakustai \| \| \| \| \| \| Pachyrhinosaurus perotorum \| \| \| \| |
|  |                                                                                          |
|  | Pachyrhinosaurus lakustai                                                                |
|  |                                                                                          |
|  | Pachyrhinosaurus perotorum                                                               |
|  |                                                                                          |

|  | Pachyrhinosaurus lakustai  |
|  |                            |
|  | Pachyrhinosaurus perotorum |
|  |                            |

|  | Pachyrhinosaurus canadensis                                                              |
|  |                                                                                          |
|  | \| \| Pachyrhinosaurus lakustai \| \| \| \| \| \| Pachyrhinosaurus perotorum \| \| \| \| |
|  |                                                                                          |
|  | Pachyrhinosaurus lakustai                                                                |
|  |                                                                                          |
|  | Pachyrhinosaurus perotorum                                                               |
|  |                                                                                          |

|  | Pachyrhinosaurus lakustai  |
|  |                            |
|  | Pachyrhinosaurus perotorum |
|  |                            |

|  | Pachyrhinosaurus canadensis                                                              |
|  |                                                                                          |
|  | \| \| Pachyrhinosaurus lakustai \| \| \| \| \| \| Pachyrhinosaurus perotorum \| \| \| \| |
|  |                                                                                          |
|  | Pachyrhinosaurus lakustai                                                                |
|  |                                                                                          |
|  | Pachyrhinosaurus perotorum                                                               |
|  |                                                                                          |

|  | Pachyrhinosaurus lakustai  |
|  |                            |
|  | Pachyrhinosaurus perotorum |
|  |                            |

|  | Avaceratops lammersi (ANSP 15800) |
|  |                                   |
|  | MOR 692                           |
|  |                                   |
|  | CMN 8804                          |
|  |                                   |
|  | Nasutoceratops titusi             |
|  |                                   |

|  | Sinoceratops zhuchengensis |
|  |                            |
|  | Wendiceratops pinhornensis |
|  |                            |

|  | Rubeosaurus ovatus        |
|  |                           |
|  | Styracosaurus albertensis |
|  |                           |

|  | Coronosaurus brinkmani                                                         |
|  |                                                                                |
|  | \| \| Spinops sternbergorum \| \| \| \| \| \| Centrosaurus apertus \| \| \| \| |
|  |                                                                                |
|  | Spinops sternbergorum                                                          |
|  |                                                                                |
|  | Centrosaurus apertus                                                           |
|  |                                                                                |

|  | Spinops sternbergorum |
|  |                       |
|  | Centrosaurus apertus  |
|  |                       |

|  | Rubeosaurus ovatus        |
|  |                           |
|  | Styracosaurus albertensis |
|  |                           |

|  | Coronosaurus brinkmani                                                         |
|  |                                                                                |
|  | \| \| Spinops sternbergorum \| \| \| \| \| \| Centrosaurus apertus \| \| \| \| |
|  |                                                                                |
|  | Spinops sternbergorum                                                          |
|  |                                                                                |
|  | Centrosaurus apertus                                                           |
|  |                                                                                |

|  | Spinops sternbergorum |
|  |                       |
|  | Centrosaurus apertus  |
|  |                       |

|  | Pachyrhinosaurus canadensis                                                              |
|  |                                                                                          |
|  | \| \| Pachyrhinosaurus lakustai \| \| \| \| \| \| Pachyrhinosaurus perotorum \| \| \| \| |
|  |                                                                                          |
|  | Pachyrhinosaurus lakustai                                                                |
|  |                                                                                          |
|  | Pachyrhinosaurus perotorum                                                               |
|  |                                                                                          |

|  | Pachyrhinosaurus lakustai  |
|  |                            |
|  | Pachyrhinosaurus perotorum |
|  |                            |

|  | Pachyrhinosaurus canadensis                                                              |
|  |                                                                                          |
|  | \| \| Pachyrhinosaurus lakustai \| \| \| \| \| \| Pachyrhinosaurus perotorum \| \| \| \| |
|  |                                                                                          |
|  | Pachyrhinosaurus lakustai                                                                |
|  |                                                                                          |
|  | Pachyrhinosaurus perotorum                                                               |
|  |                                                                                          |

|  | Pachyrhinosaurus lakustai  |
|  |                            |
|  | Pachyrhinosaurus perotorum |
|  |                            |

|  | Pachyrhinosaurus canadensis                                                              |
|  |                                                                                          |
|  | \| \| Pachyrhinosaurus lakustai \| \| \| \| \| \| Pachyrhinosaurus perotorum \| \| \| \| |
|  |                                                                                          |
|  | Pachyrhinosaurus lakustai                                                                |
|  |                                                                                          |
|  | Pachyrhinosaurus perotorum                                                               |
|  |                                                                                          |

|  | Pachyrhinosaurus lakustai  |
|  |                            |
|  | Pachyrhinosaurus perotorum |
|  |                            |

|  | Pachyrhinosaurus canadensis                                                              |
|  |                                                                                          |
|  | \| \| Pachyrhinosaurus lakustai \| \| \| \| \| \| Pachyrhinosaurus perotorum \| \| \| \| |
|  |                                                                                          |
|  | Pachyrhinosaurus lakustai                                                                |
|  |                                                                                          |
|  | Pachyrhinosaurus perotorum                                                               |
|  |                                                                                          |

|  | Pachyrhinosaurus lakustai  |
|  |                            |
|  | Pachyrhinosaurus perotorum |
|  |                            |

|  | Rubeosaurus ovatus        |
|  |                           |
|  | Styracosaurus albertensis |
|  |                           |

|  | Coronosaurus brinkmani                                                         |
|  |                                                                                |
|  | \| \| Spinops sternbergorum \| \| \| \| \| \| Centrosaurus apertus \| \| \| \| |
|  |                                                                                |
|  | Spinops sternbergorum                                                          |
|  |                                                                                |
|  | Centrosaurus apertus                                                           |
|  |                                                                                |

|  | Spinops sternbergorum |
|  |                       |
|  | Centrosaurus apertus  |
|  |                       |

|  | Rubeosaurus ovatus        |
|  |                           |
|  | Styracosaurus albertensis |
|  |                           |

|  | Coronosaurus brinkmani                                                         |
|  |                                                                                |
|  | \| \| Spinops sternbergorum \| \| \| \| \| \| Centrosaurus apertus \| \| \| \| |
|  |                                                                                |
|  | Spinops sternbergorum                                                          |
|  |                                                                                |
|  | Centrosaurus apertus                                                           |
|  |                                                                                |

|  | Spinops sternbergorum |
|  |                       |
|  | Centrosaurus apertus  |
|  |                       |

|  | Pachyrhinosaurus canadensis                                                              |
|  |                                                                                          |
|  | \| \| Pachyrhinosaurus lakustai \| \| \| \| \| \| Pachyrhinosaurus perotorum \| \| \| \| |
|  |                                                                                          |
|  | Pachyrhinosaurus lakustai                                                                |
|  |                                                                                          |
|  | Pachyrhinosaurus perotorum                                                               |
|  |                                                                                          |

|  | Pachyrhinosaurus lakustai  |
|  |                            |
|  | Pachyrhinosaurus perotorum |
|  |                            |

|  | Pachyrhinosaurus canadensis                                                              |
|  |                                                                                          |
|  | \| \| Pachyrhinosaurus lakustai \| \| \| \| \| \| Pachyrhinosaurus perotorum \| \| \| \| |
|  |                                                                                          |
|  | Pachyrhinosaurus lakustai                                                                |
|  |                                                                                          |
|  | Pachyrhinosaurus perotorum                                                               |
|  |                                                                                          |

|  | Pachyrhinosaurus lakustai  |
|  |                            |
|  | Pachyrhinosaurus perotorum |
|  |                            |

|  | Pachyrhinosaurus canadensis                                                              |
|  |                                                                                          |
|  | \| \| Pachyrhinosaurus lakustai \| \| \| \| \| \| Pachyrhinosaurus perotorum \| \| \| \| |
|  |                                                                                          |
|  | Pachyrhinosaurus lakustai                                                                |
|  |                                                                                          |
|  | Pachyrhinosaurus perotorum                                                               |
|  |                                                                                          |

|  | Pachyrhinosaurus lakustai  |
|  |                            |
|  | Pachyrhinosaurus perotorum |
|  |                            |

|  | Pachyrhinosaurus canadensis                                                              |
|  |                                                                                          |
|  | \| \| Pachyrhinosaurus lakustai \| \| \| \| \| \| Pachyrhinosaurus perotorum \| \| \| \| |
|  |                                                                                          |
|  | Pachyrhinosaurus lakustai                                                                |
|  |                                                                                          |
|  | Pachyrhinosaurus perotorum                                                               |
|  |                                                                                          |

|  | Pachyrhinosaurus lakustai  |
|  |                            |
|  | Pachyrhinosaurus perotorum |
|  |                            |

|  | Sinoceratops zhuchengensis |
|  |                            |
|  | Wendiceratops pinhornensis |
|  |                            |

|  | Rubeosaurus ovatus        |
|  |                           |
|  | Styracosaurus albertensis |
|  |                           |

|  | Coronosaurus brinkmani                                                         |
|  |                                                                                |
|  | \| \| Spinops sternbergorum \| \| \| \| \| \| Centrosaurus apertus \| \| \| \| |
|  |                                                                                |
|  | Spinops sternbergorum                                                          |
|  |                                                                                |
|  | Centrosaurus apertus                                                           |
|  |                                                                                |

|  | Spinops sternbergorum |
|  |                       |
|  | Centrosaurus apertus  |
|  |                       |

|  | Rubeosaurus ovatus        |
|  |                           |
|  | Styracosaurus albertensis |
|  |                           |

|  | Coronosaurus brinkmani                                                         |
|  |                                                                                |
|  | \| \| Spinops sternbergorum \| \| \| \| \| \| Centrosaurus apertus \| \| \| \| |
|  |                                                                                |
|  | Spinops sternbergorum                                                          |
|  |                                                                                |
|  | Centrosaurus apertus                                                           |
|  |                                                                                |

|  | Spinops sternbergorum |
|  |                       |
|  | Centrosaurus apertus  |
|  |                       |

|  | Pachyrhinosaurus canadensis                                                              |
|  |                                                                                          |
|  | \| \| Pachyrhinosaurus lakustai \| \| \| \| \| \| Pachyrhinosaurus perotorum \| \| \| \| |
|  |                                                                                          |
|  | Pachyrhinosaurus lakustai                                                                |
|  |                                                                                          |
|  | Pachyrhinosaurus perotorum                                                               |
|  |                                                                                          |

|  | Pachyrhinosaurus lakustai  |
|  |                            |
|  | Pachyrhinosaurus perotorum |
|  |                            |

|  | Pachyrhinosaurus canadensis                                                              |
|  |                                                                                          |
|  | \| \| Pachyrhinosaurus lakustai \| \| \| \| \| \| Pachyrhinosaurus perotorum \| \| \| \| |
|  |                                                                                          |
|  | Pachyrhinosaurus lakustai                                                                |
|  |                                                                                          |
|  | Pachyrhinosaurus perotorum                                                               |
|  |                                                                                          |

|  | Pachyrhinosaurus lakustai  |
|  |                            |
|  | Pachyrhinosaurus perotorum |
|  |                            |

|  | Pachyrhinosaurus canadensis                                                              |
|  |                                                                                          |
|  | \| \| Pachyrhinosaurus lakustai \| \| \| \| \| \| Pachyrhinosaurus perotorum \| \| \| \| |
|  |                                                                                          |
|  | Pachyrhinosaurus lakustai                                                                |
|  |                                                                                          |
|  | Pachyrhinosaurus perotorum                                                               |
|  |                                                                                          |

|  | Pachyrhinosaurus lakustai  |
|  |                            |
|  | Pachyrhinosaurus perotorum |
|  |                            |

|  | Pachyrhinosaurus canadensis                                                              |
|  |                                                                                          |
|  | \| \| Pachyrhinosaurus lakustai \| \| \| \| \| \| Pachyrhinosaurus perotorum \| \| \| \| |
|  |                                                                                          |
|  | Pachyrhinosaurus lakustai                                                                |
|  |                                                                                          |
|  | Pachyrhinosaurus perotorum                                                               |
|  |                                                                                          |

|  | Pachyrhinosaurus lakustai  |
|  |                            |
|  | Pachyrhinosaurus perotorum |
|  |                            |

|  | Rubeosaurus ovatus        |
|  |                           |
|  | Styracosaurus albertensis |
|  |                           |

|  | Coronosaurus brinkmani                                                         |
|  |                                                                                |
|  | \| \| Spinops sternbergorum \| \| \| \| \| \| Centrosaurus apertus \| \| \| \| |
|  |                                                                                |
|  | Spinops sternbergorum                                                          |
|  |                                                                                |
|  | Centrosaurus apertus                                                           |
|  |                                                                                |

|  | Spinops sternbergorum |
|  |                       |
|  | Centrosaurus apertus  |
|  |                       |

|  | Rubeosaurus ovatus        |
|  |                           |
|  | Styracosaurus albertensis |
|  |                           |

|  | Coronosaurus brinkmani                                                         |
|  |                                                                                |
|  | \| \| Spinops sternbergorum \| \| \| \| \| \| Centrosaurus apertus \| \| \| \| |
|  |                                                                                |
|  | Spinops sternbergorum                                                          |
|  |                                                                                |
|  | Centrosaurus apertus                                                           |
|  |                                                                                |

|  | Spinops sternbergorum |
|  |                       |
|  | Centrosaurus apertus  |
|  |                       |

|  | Pachyrhinosaurus canadensis                                                              |
|  |                                                                                          |
|  | \| \| Pachyrhinosaurus lakustai \| \| \| \| \| \| Pachyrhinosaurus perotorum \| \| \| \| |
|  |                                                                                          |
|  | Pachyrhinosaurus lakustai                                                                |
|  |                                                                                          |
|  | Pachyrhinosaurus perotorum                                                               |
|  |                                                                                          |

|  | Pachyrhinosaurus lakustai  |
|  |                            |
|  | Pachyrhinosaurus perotorum |
|  |                            |

|  | Pachyrhinosaurus canadensis                                                              |
|  |                                                                                          |
|  | \| \| Pachyrhinosaurus lakustai \| \| \| \| \| \| Pachyrhinosaurus perotorum \| \| \| \| |
|  |                                                                                          |
|  | Pachyrhinosaurus lakustai                                                                |
|  |                                                                                          |
|  | Pachyrhinosaurus perotorum                                                               |
|  |                                                                                          |

|  | Pachyrhinosaurus lakustai  |
|  |                            |
|  | Pachyrhinosaurus perotorum |
|  |                            |

|  | Pachyrhinosaurus canadensis                                                              |
|  |                                                                                          |
|  | \| \| Pachyrhinosaurus lakustai \| \| \| \| \| \| Pachyrhinosaurus perotorum \| \| \| \| |
|  |                                                                                          |
|  | Pachyrhinosaurus lakustai                                                                |
|  |                                                                                          |
|  | Pachyrhinosaurus perotorum                                                               |
|  |                                                                                          |

|  | Pachyrhinosaurus lakustai  |
|  |                            |
|  | Pachyrhinosaurus perotorum |
|  |                            |

|  | Pachyrhinosaurus canadensis                                                              |
|  |                                                                                          |
|  | \| \| Pachyrhinosaurus lakustai \| \| \| \| \| \| Pachyrhinosaurus perotorum \| \| \| \| |
|  |                                                                                          |
|  | Pachyrhinosaurus lakustai                                                                |
|  |                                                                                          |
|  | Pachyrhinosaurus perotorum                                                               |
|  |                                                                                          |

|  | Pachyrhinosaurus lakustai  |
|  |                            |
|  | Pachyrhinosaurus perotorum |
|  |                            |

|  | Sinoceratops zhuchengensis |
|  |                            |
|  | Wendiceratops pinhornensis |
|  |                            |

|  | Rubeosaurus ovatus        |
|  |                           |
|  | Styracosaurus albertensis |
|  |                           |

|  | Coronosaurus brinkmani                                                         |
|  |                                                                                |
|  | \| \| Spinops sternbergorum \| \| \| \| \| \| Centrosaurus apertus \| \| \| \| |
|  |                                                                                |
|  | Spinops sternbergorum                                                          |
|  |                                                                                |
|  | Centrosaurus apertus                                                           |
|  |                                                                                |

|  | Spinops sternbergorum |
|  |                       |
|  | Centrosaurus apertus  |
|  |                       |

|  | Rubeosaurus ovatus        |
|  |                           |
|  | Styracosaurus albertensis |
|  |                           |

|  | Coronosaurus brinkmani                                                         |
|  |                                                                                |
|  | \| \| Spinops sternbergorum \| \| \| \| \| \| Centrosaurus apertus \| \| \| \| |
|  |                                                                                |
|  | Spinops sternbergorum                                                          |
|  |                                                                                |
|  | Centrosaurus apertus                                                           |
|  |                                                                                |

|  | Spinops sternbergorum |
|  |                       |
|  | Centrosaurus apertus  |
|  |                       |

|  | Pachyrhinosaurus canadensis                                                              |
|  |                                                                                          |
|  | \| \| Pachyrhinosaurus lakustai \| \| \| \| \| \| Pachyrhinosaurus perotorum \| \| \| \| |
|  |                                                                                          |
|  | Pachyrhinosaurus lakustai                                                                |
|  |                                                                                          |
|  | Pachyrhinosaurus perotorum                                                               |
|  |                                                                                          |

|  | Pachyrhinosaurus lakustai  |
|  |                            |
|  | Pachyrhinosaurus perotorum |
|  |                            |

|  | Pachyrhinosaurus canadensis                                                              |
|  |                                                                                          |
|  | \| \| Pachyrhinosaurus lakustai \| \| \| \| \| \| Pachyrhinosaurus perotorum \| \| \| \| |
|  |                                                                                          |
|  | Pachyrhinosaurus lakustai                                                                |
|  |                                                                                          |
|  | Pachyrhinosaurus perotorum                                                               |
|  |                                                                                          |

|  | Pachyrhinosaurus lakustai  |
|  |                            |
|  | Pachyrhinosaurus perotorum |
|  |                            |

|  | Pachyrhinosaurus canadensis                                                              |
|  |                                                                                          |
|  | \| \| Pachyrhinosaurus lakustai \| \| \| \| \| \| Pachyrhinosaurus perotorum \| \| \| \| |
|  |                                                                                          |
|  | Pachyrhinosaurus lakustai                                                                |
|  |                                                                                          |
|  | Pachyrhinosaurus perotorum                                                               |
|  |                                                                                          |

|  | Pachyrhinosaurus lakustai  |
|  |                            |
|  | Pachyrhinosaurus perotorum |
|  |                            |

|  | Pachyrhinosaurus canadensis                                                              |
|  |                                                                                          |
|  | \| \| Pachyrhinosaurus lakustai \| \| \| \| \| \| Pachyrhinosaurus perotorum \| \| \| \| |
|  |                                                                                          |
|  | Pachyrhinosaurus lakustai                                                                |
|  |                                                                                          |
|  | Pachyrhinosaurus perotorum                                                               |
|  |                                                                                          |

|  | Pachyrhinosaurus lakustai  |
|  |                            |
|  | Pachyrhinosaurus perotorum |
|  |                            |

|  | Rubeosaurus ovatus        |
|  |                           |
|  | Styracosaurus albertensis |
|  |                           |

|  | Coronosaurus brinkmani                                                         |
|  |                                                                                |
|  | \| \| Spinops sternbergorum \| \| \| \| \| \| Centrosaurus apertus \| \| \| \| |
|  |                                                                                |
|  | Spinops sternbergorum                                                          |
|  |                                                                                |
|  | Centrosaurus apertus                                                           |
|  |                                                                                |

|  | Spinops sternbergorum |
|  |                       |
|  | Centrosaurus apertus  |
|  |                       |

|  | Rubeosaurus ovatus        |
|  |                           |
|  | Styracosaurus albertensis |
|  |                           |

|  | Coronosaurus brinkmani                                                         |
|  |                                                                                |
|  | \| \| Spinops sternbergorum \| \| \| \| \| \| Centrosaurus apertus \| \| \| \| |
|  |                                                                                |
|  | Spinops sternbergorum                                                          |
|  |                                                                                |
|  | Centrosaurus apertus                                                           |
|  |                                                                                |

|  | Spinops sternbergorum |
|  |                       |
|  | Centrosaurus apertus  |
|  |                       |

|  | Pachyrhinosaurus canadensis                                                              |
|  |                                                                                          |
|  | \| \| Pachyrhinosaurus lakustai \| \| \| \| \| \| Pachyrhinosaurus perotorum \| \| \| \| |
|  |                                                                                          |
|  | Pachyrhinosaurus lakustai                                                                |
|  |                                                                                          |
|  | Pachyrhinosaurus perotorum                                                               |
|  |                                                                                          |

|  | Pachyrhinosaurus lakustai  |
|  |                            |
|  | Pachyrhinosaurus perotorum |
|  |                            |

|  | Pachyrhinosaurus canadensis                                                              |
|  |                                                                                          |
|  | \| \| Pachyrhinosaurus lakustai \| \| \| \| \| \| Pachyrhinosaurus perotorum \| \| \| \| |
|  |                                                                                          |
|  | Pachyrhinosaurus lakustai                                                                |
|  |                                                                                          |
|  | Pachyrhinosaurus perotorum                                                               |
|  |                                                                                          |

|  | Pachyrhinosaurus lakustai  |
|  |                            |
|  | Pachyrhinosaurus perotorum |
|  |                            |

|  | Pachyrhinosaurus canadensis                                                              |
|  |                                                                                          |
|  | \| \| Pachyrhinosaurus lakustai \| \| \| \| \| \| Pachyrhinosaurus perotorum \| \| \| \| |
|  |                                                                                          |
|  | Pachyrhinosaurus lakustai                                                                |
|  |                                                                                          |
|  | Pachyrhinosaurus perotorum                                                               |
|  |                                                                                          |

|  | Pachyrhinosaurus lakustai  |
|  |                            |
|  | Pachyrhinosaurus perotorum |
|  |                            |

|  | Pachyrhinosaurus canadensis                                                              |
|  |                                                                                          |
|  | \| \| Pachyrhinosaurus lakustai \| \| \| \| \| \| Pachyrhinosaurus perotorum \| \| \| \| |
|  |                                                                                          |
|  | Pachyrhinosaurus lakustai                                                                |
|  |                                                                                          |
|  | Pachyrhinosaurus perotorum                                                               |
|  |                                                                                          |

|  | Pachyrhinosaurus lakustai  |
|  |                            |
|  | Pachyrhinosaurus perotorum |
|  |                            |

|  | Sinoceratops zhuchengensis |
|  |                            |
|  | Wendiceratops pinhornensis |
|  |                            |

|  | Rubeosaurus ovatus        |
|  |                           |
|  | Styracosaurus albertensis |
|  |                           |

|  | Coronosaurus brinkmani                                                         |
|  |                                                                                |
|  | \| \| Spinops sternbergorum \| \| \| \| \| \| Centrosaurus apertus \| \| \| \| |
|  |                                                                                |
|  | Spinops sternbergorum                                                          |
|  |                                                                                |
|  | Centrosaurus apertus                                                           |
|  |                                                                                |

|  | Spinops sternbergorum |
|  |                       |
|  | Centrosaurus apertus  |
|  |                       |

|  | Rubeosaurus ovatus        |
|  |                           |
|  | Styracosaurus albertensis |
|  |                           |

|  | Coronosaurus brinkmani                                                         |
|  |                                                                                |
|  | \| \| Spinops sternbergorum \| \| \| \| \| \| Centrosaurus apertus \| \| \| \| |
|  |                                                                                |
|  | Spinops sternbergorum                                                          |
|  |                                                                                |
|  | Centrosaurus apertus                                                           |
|  |                                                                                |

|  | Spinops sternbergorum |
|  |                       |
|  | Centrosaurus apertus  |
|  |                       |

|  | Pachyrhinosaurus canadensis                                                              |
|  |                                                                                          |
|  | \| \| Pachyrhinosaurus lakustai \| \| \| \| \| \| Pachyrhinosaurus perotorum \| \| \| \| |
|  |                                                                                          |
|  | Pachyrhinosaurus lakustai                                                                |
|  |                                                                                          |
|  | Pachyrhinosaurus perotorum                                                               |
|  |                                                                                          |

|  | Pachyrhinosaurus lakustai  |
|  |                            |
|  | Pachyrhinosaurus perotorum |
|  |                            |

|  | Pachyrhinosaurus canadensis                                                              |
|  |                                                                                          |
|  | \| \| Pachyrhinosaurus lakustai \| \| \| \| \| \| Pachyrhinosaurus perotorum \| \| \| \| |
|  |                                                                                          |
|  | Pachyrhinosaurus lakustai                                                                |
|  |                                                                                          |
|  | Pachyrhinosaurus perotorum                                                               |
|  |                                                                                          |

|  | Pachyrhinosaurus lakustai  |
|  |                            |
|  | Pachyrhinosaurus perotorum |
|  |                            |

|  | Pachyrhinosaurus canadensis                                                              |
|  |                                                                                          |
|  | \| \| Pachyrhinosaurus lakustai \| \| \| \| \| \| Pachyrhinosaurus perotorum \| \| \| \| |
|  |                                                                                          |
|  | Pachyrhinosaurus lakustai                                                                |
|  |                                                                                          |
|  | Pachyrhinosaurus perotorum                                                               |
|  |                                                                                          |

|  | Pachyrhinosaurus lakustai  |
|  |                            |
|  | Pachyrhinosaurus perotorum |
|  |                            |

|  | Pachyrhinosaurus canadensis                                                              |
|  |                                                                                          |
|  | \| \| Pachyrhinosaurus lakustai \| \| \| \| \| \| Pachyrhinosaurus perotorum \| \| \| \| |
|  |                                                                                          |
|  | Pachyrhinosaurus lakustai                                                                |
|  |                                                                                          |
|  | Pachyrhinosaurus perotorum                                                               |
|  |                                                                                          |

|  | Pachyrhinosaurus lakustai  |
|  |                            |
|  | Pachyrhinosaurus perotorum |
|  |                            |

|  | Rubeosaurus ovatus        |
|  |                           |
|  | Styracosaurus albertensis |
|  |                           |

|  | Coronosaurus brinkmani                                                         |
|  |                                                                                |
|  | \| \| Spinops sternbergorum \| \| \| \| \| \| Centrosaurus apertus \| \| \| \| |
|  |                                                                                |
|  | Spinops sternbergorum                                                          |
|  |                                                                                |
|  | Centrosaurus apertus                                                           |
|  |                                                                                |

|  | Spinops sternbergorum |
|  |                       |
|  | Centrosaurus apertus  |
|  |                       |

|  | Rubeosaurus ovatus        |
|  |                           |
|  | Styracosaurus albertensis |
|  |                           |

|  | Coronosaurus brinkmani                                                         |
|  |                                                                                |
|  | \| \| Spinops sternbergorum \| \| \| \| \| \| Centrosaurus apertus \| \| \| \| |
|  |                                                                                |
|  | Spinops sternbergorum                                                          |
|  |                                                                                |
|  | Centrosaurus apertus                                                           |
|  |                                                                                |

|  | Spinops sternbergorum |
|  |                       |
|  | Centrosaurus apertus  |
|  |                       |

|  | Pachyrhinosaurus canadensis                                                              |
|  |                                                                                          |
|  | \| \| Pachyrhinosaurus lakustai \| \| \| \| \| \| Pachyrhinosaurus perotorum \| \| \| \| |
|  |                                                                                          |
|  | Pachyrhinosaurus lakustai                                                                |
|  |                                                                                          |
|  | Pachyrhinosaurus perotorum                                                               |
|  |                                                                                          |

|  | Pachyrhinosaurus lakustai  |
|  |                            |
|  | Pachyrhinosaurus perotorum |
|  |                            |

|  | Pachyrhinosaurus canadensis                                                              |
|  |                                                                                          |
|  | \| \| Pachyrhinosaurus lakustai \| \| \| \| \| \| Pachyrhinosaurus perotorum \| \| \| \| |
|  |                                                                                          |
|  | Pachyrhinosaurus lakustai                                                                |
|  |                                                                                          |
|  | Pachyrhinosaurus perotorum                                                               |
|  |                                                                                          |

|  | Pachyrhinosaurus lakustai  |
|  |                            |
|  | Pachyrhinosaurus perotorum |
|  |                            |

|  | Pachyrhinosaurus canadensis                                                              |
|  |                                                                                          |
|  | \| \| Pachyrhinosaurus lakustai \| \| \| \| \| \| Pachyrhinosaurus perotorum \| \| \| \| |
|  |                                                                                          |
|  | Pachyrhinosaurus lakustai                                                                |
|  |                                                                                          |
|  | Pachyrhinosaurus perotorum                                                               |
|  |                                                                                          |

|  | Pachyrhinosaurus lakustai  |
|  |                            |
|  | Pachyrhinosaurus perotorum |
|  |                            |

|  | Pachyrhinosaurus canadensis                                                              |
|  |                                                                                          |
|  | \| \| Pachyrhinosaurus lakustai \| \| \| \| \| \| Pachyrhinosaurus perotorum \| \| \| \| |
|  |                                                                                          |
|  | Pachyrhinosaurus lakustai                                                                |
|  |                                                                                          |
|  | Pachyrhinosaurus perotorum                                                               |
|  |                                                                                          |

|  | Pachyrhinosaurus lakustai  |
|  |                            |
|  | Pachyrhinosaurus perotorum |
|  |                            |

|  | Avaceratops lammersi (ANSP 15800) |
|  |                                   |
|  | MOR 692                           |
|  |                                   |
|  | CMN 8804                          |
|  |                                   |
|  | Nasutoceratops titusi             |
|  |                                   |

|  | Sinoceratops zhuchengensis |
|  |                            |
|  | Wendiceratops pinhornensis |
|  |                            |

|  | Rubeosaurus ovatus        |
|  |                           |
|  | Styracosaurus albertensis |
|  |                           |

|  | Coronosaurus brinkmani                                                         |
|  |                                                                                |
|  | \| \| Spinops sternbergorum \| \| \| \| \| \| Centrosaurus apertus \| \| \| \| |
|  |                                                                                |
|  | Spinops sternbergorum                                                          |
|  |                                                                                |
|  | Centrosaurus apertus                                                           |
|  |                                                                                |

|  | Spinops sternbergorum |
|  |                       |
|  | Centrosaurus apertus  |
|  |                       |

|  | Rubeosaurus ovatus        |
|  |                           |
|  | Styracosaurus albertensis |
|  |                           |

|  | Coronosaurus brinkmani                                                         |
|  |                                                                                |
|  | \| \| Spinops sternbergorum \| \| \| \| \| \| Centrosaurus apertus \| \| \| \| |
|  |                                                                                |
|  | Spinops sternbergorum                                                          |
|  |                                                                                |
|  | Centrosaurus apertus                                                           |
|  |                                                                                |

|  | Spinops sternbergorum |
|  |                       |
|  | Centrosaurus apertus  |
|  |                       |

|  | Pachyrhinosaurus canadensis                                                              |
|  |                                                                                          |
|  | \| \| Pachyrhinosaurus lakustai \| \| \| \| \| \| Pachyrhinosaurus perotorum \| \| \| \| |
|  |                                                                                          |
|  | Pachyrhinosaurus lakustai                                                                |
|  |                                                                                          |
|  | Pachyrhinosaurus perotorum                                                               |
|  |                                                                                          |

|  | Pachyrhinosaurus lakustai  |
|  |                            |
|  | Pachyrhinosaurus perotorum |
|  |                            |

|  | Pachyrhinosaurus canadensis                                                              |
|  |                                                                                          |
|  | \| \| Pachyrhinosaurus lakustai \| \| \| \| \| \| Pachyrhinosaurus perotorum \| \| \| \| |
|  |                                                                                          |
|  | Pachyrhinosaurus lakustai                                                                |
|  |                                                                                          |
|  | Pachyrhinosaurus perotorum                                                               |
|  |                                                                                          |

|  | Pachyrhinosaurus lakustai  |
|  |                            |
|  | Pachyrhinosaurus perotorum |
|  |                            |

|  | Pachyrhinosaurus canadensis                                                              |
|  |                                                                                          |
|  | \| \| Pachyrhinosaurus lakustai \| \| \| \| \| \| Pachyrhinosaurus perotorum \| \| \| \| |
|  |                                                                                          |
|  | Pachyrhinosaurus lakustai                                                                |
|  |                                                                                          |
|  | Pachyrhinosaurus perotorum                                                               |
|  |                                                                                          |

|  | Pachyrhinosaurus lakustai  |
|  |                            |
|  | Pachyrhinosaurus perotorum |
|  |                            |

|  | Pachyrhinosaurus canadensis                                                              |
|  |                                                                                          |
|  | \| \| Pachyrhinosaurus lakustai \| \| \| \| \| \| Pachyrhinosaurus perotorum \| \| \| \| |
|  |                                                                                          |
|  | Pachyrhinosaurus lakustai                                                                |
|  |                                                                                          |
|  | Pachyrhinosaurus perotorum                                                               |
|  |                                                                                          |

|  | Pachyrhinosaurus lakustai  |
|  |                            |
|  | Pachyrhinosaurus perotorum |
|  |                            |

|  | Rubeosaurus ovatus        |
|  |                           |
|  | Styracosaurus albertensis |
|  |                           |

|  | Coronosaurus brinkmani                                                         |
|  |                                                                                |
|  | \| \| Spinops sternbergorum \| \| \| \| \| \| Centrosaurus apertus \| \| \| \| |
|  |                                                                                |
|  | Spinops sternbergorum                                                          |
|  |                                                                                |
|  | Centrosaurus apertus                                                           |
|  |                                                                                |

|  | Spinops sternbergorum |
|  |                       |
|  | Centrosaurus apertus  |
|  |                       |

|  | Rubeosaurus ovatus        |
|  |                           |
|  | Styracosaurus albertensis |
|  |                           |

|  | Coronosaurus brinkmani                                                         |
|  |                                                                                |
|  | \| \| Spinops sternbergorum \| \| \| \| \| \| Centrosaurus apertus \| \| \| \| |
|  |                                                                                |
|  | Spinops sternbergorum                                                          |
|  |                                                                                |
|  | Centrosaurus apertus                                                           |
|  |                                                                                |

|  | Spinops sternbergorum |
|  |                       |
|  | Centrosaurus apertus  |
|  |                       |

|  | Pachyrhinosaurus canadensis                                                              |
|  |                                                                                          |
|  | \| \| Pachyrhinosaurus lakustai \| \| \| \| \| \| Pachyrhinosaurus perotorum \| \| \| \| |
|  |                                                                                          |
|  | Pachyrhinosaurus lakustai                                                                |
|  |                                                                                          |
|  | Pachyrhinosaurus perotorum                                                               |
|  |                                                                                          |

|  | Pachyrhinosaurus lakustai  |
|  |                            |
|  | Pachyrhinosaurus perotorum |
|  |                            |

|  | Pachyrhinosaurus canadensis                                                              |
|  |                                                                                          |
|  | \| \| Pachyrhinosaurus lakustai \| \| \| \| \| \| Pachyrhinosaurus perotorum \| \| \| \| |
|  |                                                                                          |
|  | Pachyrhinosaurus lakustai                                                                |
|  |                                                                                          |
|  | Pachyrhinosaurus perotorum                                                               |
|  |                                                                                          |

|  | Pachyrhinosaurus lakustai  |
|  |                            |
|  | Pachyrhinosaurus perotorum |
|  |                            |

|  | Pachyrhinosaurus canadensis                                                              |
|  |                                                                                          |
|  | \| \| Pachyrhinosaurus lakustai \| \| \| \| \| \| Pachyrhinosaurus perotorum \| \| \| \| |
|  |                                                                                          |
|  | Pachyrhinosaurus lakustai                                                                |
|  |                                                                                          |
|  | Pachyrhinosaurus perotorum                                                               |
|  |                                                                                          |

|  | Pachyrhinosaurus lakustai  |
|  |                            |
|  | Pachyrhinosaurus perotorum |
|  |                            |

|  | Pachyrhinosaurus canadensis                                                              |
|  |                                                                                          |
|  | \| \| Pachyrhinosaurus lakustai \| \| \| \| \| \| Pachyrhinosaurus perotorum \| \| \| \| |
|  |                                                                                          |
|  | Pachyrhinosaurus lakustai                                                                |
|  |                                                                                          |
|  | Pachyrhinosaurus perotorum                                                               |
|  |                                                                                          |

|  | Pachyrhinosaurus lakustai  |
|  |                            |
|  | Pachyrhinosaurus perotorum |
|  |                            |

|  | Sinoceratops zhuchengensis |
|  |                            |
|  | Wendiceratops pinhornensis |
|  |                            |

|  | Rubeosaurus ovatus        |
|  |                           |
|  | Styracosaurus albertensis |
|  |                           |

|  | Coronosaurus brinkmani                                                         |
|  |                                                                                |
|  | \| \| Spinops sternbergorum \| \| \| \| \| \| Centrosaurus apertus \| \| \| \| |
|  |                                                                                |
|  | Spinops sternbergorum                                                          |
|  |                                                                                |
|  | Centrosaurus apertus                                                           |
|  |                                                                                |

|  | Spinops sternbergorum |
|  |                       |
|  | Centrosaurus apertus  |
|  |                       |

|  | Rubeosaurus ovatus        |
|  |                           |
|  | Styracosaurus albertensis |
|  |                           |

|  | Coronosaurus brinkmani                                                         |
|  |                                                                                |
|  | \| \| Spinops sternbergorum \| \| \| \| \| \| Centrosaurus apertus \| \| \| \| |
|  |                                                                                |
|  | Spinops sternbergorum                                                          |
|  |                                                                                |
|  | Centrosaurus apertus                                                           |
|  |                                                                                |

|  | Spinops sternbergorum |
|  |                       |
|  | Centrosaurus apertus  |
|  |                       |

|  | Pachyrhinosaurus canadensis                                                              |
|  |                                                                                          |
|  | \| \| Pachyrhinosaurus lakustai \| \| \| \| \| \| Pachyrhinosaurus perotorum \| \| \| \| |
|  |                                                                                          |
|  | Pachyrhinosaurus lakustai                                                                |
|  |                                                                                          |
|  | Pachyrhinosaurus perotorum                                                               |
|  |                                                                                          |

|  | Pachyrhinosaurus lakustai  |
|  |                            |
|  | Pachyrhinosaurus perotorum |
|  |                            |

|  | Pachyrhinosaurus canadensis                                                              |
|  |                                                                                          |
|  | \| \| Pachyrhinosaurus lakustai \| \| \| \| \| \| Pachyrhinosaurus perotorum \| \| \| \| |
|  |                                                                                          |
|  | Pachyrhinosaurus lakustai                                                                |
|  |                                                                                          |
|  | Pachyrhinosaurus perotorum                                                               |
|  |                                                                                          |

|  | Pachyrhinosaurus lakustai  |
|  |                            |
|  | Pachyrhinosaurus perotorum |
|  |                            |

|  | Pachyrhinosaurus canadensis                                                              |
|  |                                                                                          |
|  | \| \| Pachyrhinosaurus lakustai \| \| \| \| \| \| Pachyrhinosaurus perotorum \| \| \| \| |
|  |                                                                                          |
|  | Pachyrhinosaurus lakustai                                                                |
|  |                                                                                          |
|  | Pachyrhinosaurus perotorum                                                               |
|  |                                                                                          |

|  | Pachyrhinosaurus lakustai  |
|  |                            |
|  | Pachyrhinosaurus perotorum |
|  |                            |

|  | Pachyrhinosaurus canadensis                                                              |
|  |                                                                                          |
|  | \| \| Pachyrhinosaurus lakustai \| \| \| \| \| \| Pachyrhinosaurus perotorum \| \| \| \| |
|  |                                                                                          |
|  | Pachyrhinosaurus lakustai                                                                |
|  |                                                                                          |
|  | Pachyrhinosaurus perotorum                                                               |
|  |                                                                                          |

|  | Pachyrhinosaurus lakustai  |
|  |                            |
|  | Pachyrhinosaurus perotorum |
|  |                            |

|  | Rubeosaurus ovatus        |
|  |                           |
|  | Styracosaurus albertensis |
|  |                           |

|  | Coronosaurus brinkmani                                                         |
|  |                                                                                |
|  | \| \| Spinops sternbergorum \| \| \| \| \| \| Centrosaurus apertus \| \| \| \| |
|  |                                                                                |
|  | Spinops sternbergorum                                                          |
|  |                                                                                |
|  | Centrosaurus apertus                                                           |
|  |                                                                                |

|  | Spinops sternbergorum |
|  |                       |
|  | Centrosaurus apertus  |
|  |                       |

|  | Rubeosaurus ovatus        |
|  |                           |
|  | Styracosaurus albertensis |
|  |                           |

|  | Coronosaurus brinkmani                                                         |
|  |                                                                                |
|  | \| \| Spinops sternbergorum \| \| \| \| \| \| Centrosaurus apertus \| \| \| \| |
|  |                                                                                |
|  | Spinops sternbergorum                                                          |
|  |                                                                                |
|  | Centrosaurus apertus                                                           |
|  |                                                                                |

|  | Spinops sternbergorum |
|  |                       |
|  | Centrosaurus apertus  |
|  |                       |

|  | Pachyrhinosaurus canadensis                                                              |
|  |                                                                                          |
|  | \| \| Pachyrhinosaurus lakustai \| \| \| \| \| \| Pachyrhinosaurus perotorum \| \| \| \| |
|  |                                                                                          |
|  | Pachyrhinosaurus lakustai                                                                |
|  |                                                                                          |
|  | Pachyrhinosaurus perotorum                                                               |
|  |                                                                                          |

|  | Pachyrhinosaurus lakustai  |
|  |                            |
|  | Pachyrhinosaurus perotorum |
|  |                            |

|  | Pachyrhinosaurus canadensis                                                              |
|  |                                                                                          |
|  | \| \| Pachyrhinosaurus lakustai \| \| \| \| \| \| Pachyrhinosaurus perotorum \| \| \| \| |
|  |                                                                                          |
|  | Pachyrhinosaurus lakustai                                                                |
|  |                                                                                          |
|  | Pachyrhinosaurus perotorum                                                               |
|  |                                                                                          |

|  | Pachyrhinosaurus lakustai  |
|  |                            |
|  | Pachyrhinosaurus perotorum |
|  |                            |

|  | Pachyrhinosaurus canadensis                                                              |
|  |                                                                                          |
|  | \| \| Pachyrhinosaurus lakustai \| \| \| \| \| \| Pachyrhinosaurus perotorum \| \| \| \| |
|  |                                                                                          |
|  | Pachyrhinosaurus lakustai                                                                |
|  |                                                                                          |
|  | Pachyrhinosaurus perotorum                                                               |
|  |                                                                                          |

|  | Pachyrhinosaurus lakustai  |
|  |                            |
|  | Pachyrhinosaurus perotorum |
|  |                            |

|  | Pachyrhinosaurus canadensis                                                              |
|  |                                                                                          |
|  | \| \| Pachyrhinosaurus lakustai \| \| \| \| \| \| Pachyrhinosaurus perotorum \| \| \| \| |
|  |                                                                                          |
|  | Pachyrhinosaurus lakustai                                                                |
|  |                                                                                          |
|  | Pachyrhinosaurus perotorum                                                               |
|  |                                                                                          |

|  | Pachyrhinosaurus lakustai  |
|  |                            |
|  | Pachyrhinosaurus perotorum |
|  |                            |

|  | Sinoceratops zhuchengensis |
|  |                            |
|  | Wendiceratops pinhornensis |
|  |                            |

|  | Rubeosaurus ovatus        |
|  |                           |
|  | Styracosaurus albertensis |
|  |                           |

|  | Coronosaurus brinkmani                                                         |
|  |                                                                                |
|  | \| \| Spinops sternbergorum \| \| \| \| \| \| Centrosaurus apertus \| \| \| \| |
|  |                                                                                |
|  | Spinops sternbergorum                                                          |
|  |                                                                                |
|  | Centrosaurus apertus                                                           |
|  |                                                                                |

|  | Spinops sternbergorum |
|  |                       |
|  | Centrosaurus apertus  |
|  |                       |

|  | Rubeosaurus ovatus        |
|  |                           |
|  | Styracosaurus albertensis |
|  |                           |

|  | Coronosaurus brinkmani                                                         |
|  |                                                                                |
|  | \| \| Spinops sternbergorum \| \| \| \| \| \| Centrosaurus apertus \| \| \| \| |
|  |                                                                                |
|  | Spinops sternbergorum                                                          |
|  |                                                                                |
|  | Centrosaurus apertus                                                           |
|  |                                                                                |

|  | Spinops sternbergorum |
|  |                       |
|  | Centrosaurus apertus  |
|  |                       |

|  | Pachyrhinosaurus canadensis                                                              |
|  |                                                                                          |
|  | \| \| Pachyrhinosaurus lakustai \| \| \| \| \| \| Pachyrhinosaurus perotorum \| \| \| \| |
|  |                                                                                          |
|  | Pachyrhinosaurus lakustai                                                                |
|  |                                                                                          |
|  | Pachyrhinosaurus perotorum                                                               |
|  |                                                                                          |

|  | Pachyrhinosaurus lakustai  |
|  |                            |
|  | Pachyrhinosaurus perotorum |
|  |                            |

|  | Pachyrhinosaurus canadensis                                                              |
|  |                                                                                          |
|  | \| \| Pachyrhinosaurus lakustai \| \| \| \| \| \| Pachyrhinosaurus perotorum \| \| \| \| |
|  |                                                                                          |
|  | Pachyrhinosaurus lakustai                                                                |
|  |                                                                                          |
|  | Pachyrhinosaurus perotorum                                                               |
|  |                                                                                          |

|  | Pachyrhinosaurus lakustai  |
|  |                            |
|  | Pachyrhinosaurus perotorum |
|  |                            |

|  | Pachyrhinosaurus canadensis                                                              |
|  |                                                                                          |
|  | \| \| Pachyrhinosaurus lakustai \| \| \| \| \| \| Pachyrhinosaurus perotorum \| \| \| \| |
|  |                                                                                          |
|  | Pachyrhinosaurus lakustai                                                                |
|  |                                                                                          |
|  | Pachyrhinosaurus perotorum                                                               |
|  |                                                                                          |

|  | Pachyrhinosaurus lakustai  |
|  |                            |
|  | Pachyrhinosaurus perotorum |
|  |                            |

|  | Pachyrhinosaurus canadensis                                                              |
|  |                                                                                          |
|  | \| \| Pachyrhinosaurus lakustai \| \| \| \| \| \| Pachyrhinosaurus perotorum \| \| \| \| |
|  |                                                                                          |
|  | Pachyrhinosaurus lakustai                                                                |
|  |                                                                                          |
|  | Pachyrhinosaurus perotorum                                                               |
|  |                                                                                          |

|  | Pachyrhinosaurus lakustai  |
|  |                            |
|  | Pachyrhinosaurus perotorum |
|  |                            |

|  | Rubeosaurus ovatus        |
|  |                           |
|  | Styracosaurus albertensis |
|  |                           |

|  | Coronosaurus brinkmani                                                         |
|  |                                                                                |
|  | \| \| Spinops sternbergorum \| \| \| \| \| \| Centrosaurus apertus \| \| \| \| |
|  |                                                                                |
|  | Spinops sternbergorum                                                          |
|  |                                                                                |
|  | Centrosaurus apertus                                                           |
|  |                                                                                |

|  | Spinops sternbergorum |
|  |                       |
|  | Centrosaurus apertus  |
|  |                       |

|  | Rubeosaurus ovatus        |
|  |                           |
|  | Styracosaurus albertensis |
|  |                           |

|  | Coronosaurus brinkmani                                                         |
|  |                                                                                |
|  | \| \| Spinops sternbergorum \| \| \| \| \| \| Centrosaurus apertus \| \| \| \| |
|  |                                                                                |
|  | Spinops sternbergorum                                                          |
|  |                                                                                |
|  | Centrosaurus apertus                                                           |
|  |                                                                                |

|  | Spinops sternbergorum |
|  |                       |
|  | Centrosaurus apertus  |
|  |                       |

|  | Pachyrhinosaurus canadensis                                                              |
|  |                                                                                          |
|  | \| \| Pachyrhinosaurus lakustai \| \| \| \| \| \| Pachyrhinosaurus perotorum \| \| \| \| |
|  |                                                                                          |
|  | Pachyrhinosaurus lakustai                                                                |
|  |                                                                                          |
|  | Pachyrhinosaurus perotorum                                                               |
|  |                                                                                          |

|  | Pachyrhinosaurus lakustai  |
|  |                            |
|  | Pachyrhinosaurus perotorum |
|  |                            |

|  | Pachyrhinosaurus canadensis                                                              |
|  |                                                                                          |
|  | \| \| Pachyrhinosaurus lakustai \| \| \| \| \| \| Pachyrhinosaurus perotorum \| \| \| \| |
|  |                                                                                          |
|  | Pachyrhinosaurus lakustai                                                                |
|  |                                                                                          |
|  | Pachyrhinosaurus perotorum                                                               |
|  |                                                                                          |

|  | Pachyrhinosaurus lakustai  |
|  |                            |
|  | Pachyrhinosaurus perotorum |
|  |                            |

|  | Pachyrhinosaurus canadensis                                                              |
|  |                                                                                          |
|  | \| \| Pachyrhinosaurus lakustai \| \| \| \| \| \| Pachyrhinosaurus perotorum \| \| \| \| |
|  |                                                                                          |
|  | Pachyrhinosaurus lakustai                                                                |
|  |                                                                                          |
|  | Pachyrhinosaurus perotorum                                                               |
|  |                                                                                          |

|  | Pachyrhinosaurus lakustai  |
|  |                            |
|  | Pachyrhinosaurus perotorum |
|  |                            |

|  | Pachyrhinosaurus canadensis                                                              |
|  |                                                                                          |
|  | \| \| Pachyrhinosaurus lakustai \| \| \| \| \| \| Pachyrhinosaurus perotorum \| \| \| \| |
|  |                                                                                          |
|  | Pachyrhinosaurus lakustai                                                                |
|  |                                                                                          |
|  | Pachyrhinosaurus perotorum                                                               |
|  |                                                                                          |

|  | Pachyrhinosaurus lakustai  |
|  |                            |
|  | Pachyrhinosaurus perotorum |
|  |                            |

|  | Sinoceratops zhuchengensis |
|  |                            |
|  | Wendiceratops pinhornensis |
|  |                            |

|  | Rubeosaurus ovatus        |
|  |                           |
|  | Styracosaurus albertensis |
|  |                           |

|  | Coronosaurus brinkmani                                                         |
|  |                                                                                |
|  | \| \| Spinops sternbergorum \| \| \| \| \| \| Centrosaurus apertus \| \| \| \| |
|  |                                                                                |
|  | Spinops sternbergorum                                                          |
|  |                                                                                |
|  | Centrosaurus apertus                                                           |
|  |                                                                                |

|  | Spinops sternbergorum |
|  |                       |
|  | Centrosaurus apertus  |
|  |                       |

|  | Rubeosaurus ovatus        |
|  |                           |
|  | Styracosaurus albertensis |
|  |                           |

|  | Coronosaurus brinkmani                                                         |
|  |                                                                                |
|  | \| \| Spinops sternbergorum \| \| \| \| \| \| Centrosaurus apertus \| \| \| \| |
|  |                                                                                |
|  | Spinops sternbergorum                                                          |
|  |                                                                                |
|  | Centrosaurus apertus                                                           |
|  |                                                                                |

|  | Spinops sternbergorum |
|  |                       |
|  | Centrosaurus apertus  |
|  |                       |

|  | Pachyrhinosaurus canadensis                                                              |
|  |                                                                                          |
|  | \| \| Pachyrhinosaurus lakustai \| \| \| \| \| \| Pachyrhinosaurus perotorum \| \| \| \| |
|  |                                                                                          |
|  | Pachyrhinosaurus lakustai                                                                |
|  |                                                                                          |
|  | Pachyrhinosaurus perotorum                                                               |
|  |                                                                                          |

|  | Pachyrhinosaurus lakustai  |
|  |                            |
|  | Pachyrhinosaurus perotorum |
|  |                            |

|  | Pachyrhinosaurus canadensis                                                              |
|  |                                                                                          |
|  | \| \| Pachyrhinosaurus lakustai \| \| \| \| \| \| Pachyrhinosaurus perotorum \| \| \| \| |
|  |                                                                                          |
|  | Pachyrhinosaurus lakustai                                                                |
|  |                                                                                          |
|  | Pachyrhinosaurus perotorum                                                               |
|  |                                                                                          |

|  | Pachyrhinosaurus lakustai  |
|  |                            |
|  | Pachyrhinosaurus perotorum |
|  |                            |

|  | Pachyrhinosaurus canadensis                                                              |
|  |                                                                                          |
|  | \| \| Pachyrhinosaurus lakustai \| \| \| \| \| \| Pachyrhinosaurus perotorum \| \| \| \| |
|  |                                                                                          |
|  | Pachyrhinosaurus lakustai                                                                |
|  |                                                                                          |
|  | Pachyrhinosaurus perotorum                                                               |
|  |                                                                                          |

|  | Pachyrhinosaurus lakustai  |
|  |                            |
|  | Pachyrhinosaurus perotorum |
|  |                            |

|  | Pachyrhinosaurus canadensis                                                              |
|  |                                                                                          |
|  | \| \| Pachyrhinosaurus lakustai \| \| \| \| \| \| Pachyrhinosaurus perotorum \| \| \| \| |
|  |                                                                                          |
|  | Pachyrhinosaurus lakustai                                                                |
|  |                                                                                          |
|  | Pachyrhinosaurus perotorum                                                               |
|  |                                                                                          |

|  | Pachyrhinosaurus lakustai  |
|  |                            |
|  | Pachyrhinosaurus perotorum |
|  |                            |

|  | Rubeosaurus ovatus        |
|  |                           |
|  | Styracosaurus albertensis |
|  |                           |

|  | Coronosaurus brinkmani                                                         |
|  |                                                                                |
|  | \| \| Spinops sternbergorum \| \| \| \| \| \| Centrosaurus apertus \| \| \| \| |
|  |                                                                                |
|  | Spinops sternbergorum                                                          |
|  |                                                                                |
|  | Centrosaurus apertus                                                           |
|  |                                                                                |

|  | Spinops sternbergorum |
|  |                       |
|  | Centrosaurus apertus  |
|  |                       |

|  | Rubeosaurus ovatus        |
|  |                           |
|  | Styracosaurus albertensis |
|  |                           |

|  | Coronosaurus brinkmani                                                         |
|  |                                                                                |
|  | \| \| Spinops sternbergorum \| \| \| \| \| \| Centrosaurus apertus \| \| \| \| |
|  |                                                                                |
|  | Spinops sternbergorum                                                          |
|  |                                                                                |
|  | Centrosaurus apertus                                                           |
|  |                                                                                |

|  | Spinops sternbergorum |
|  |                       |
|  | Centrosaurus apertus  |
|  |                       |

|  | Pachyrhinosaurus canadensis                                                              |
|  |                                                                                          |
|  | \| \| Pachyrhinosaurus lakustai \| \| \| \| \| \| Pachyrhinosaurus perotorum \| \| \| \| |
|  |                                                                                          |
|  | Pachyrhinosaurus lakustai                                                                |
|  |                                                                                          |
|  | Pachyrhinosaurus perotorum                                                               |
|  |                                                                                          |

|  | Pachyrhinosaurus lakustai  |
|  |                            |
|  | Pachyrhinosaurus perotorum |
|  |                            |

|  | Pachyrhinosaurus canadensis                                                              |
|  |                                                                                          |
|  | \| \| Pachyrhinosaurus lakustai \| \| \| \| \| \| Pachyrhinosaurus perotorum \| \| \| \| |
|  |                                                                                          |
|  | Pachyrhinosaurus lakustai                                                                |
|  |                                                                                          |
|  | Pachyrhinosaurus perotorum                                                               |
|  |                                                                                          |

|  | Pachyrhinosaurus lakustai  |
|  |                            |
|  | Pachyrhinosaurus perotorum |
|  |                            |

|  | Pachyrhinosaurus canadensis                                                              |
|  |                                                                                          |
|  | \| \| Pachyrhinosaurus lakustai \| \| \| \| \| \| Pachyrhinosaurus perotorum \| \| \| \| |
|  |                                                                                          |
|  | Pachyrhinosaurus lakustai                                                                |
|  |                                                                                          |
|  | Pachyrhinosaurus perotorum                                                               |
|  |                                                                                          |

|  | Pachyrhinosaurus lakustai  |
|  |                            |
|  | Pachyrhinosaurus perotorum |
|  |                            |

|  | Pachyrhinosaurus canadensis                                                              |
|  |                                                                                          |
|  | \| \| Pachyrhinosaurus lakustai \| \| \| \| \| \| Pachyrhinosaurus perotorum \| \| \| \| |
|  |                                                                                          |
|  | Pachyrhinosaurus lakustai                                                                |
|  |                                                                                          |
|  | Pachyrhinosaurus perotorum                                                               |
|  |                                                                                          |

|  | Pachyrhinosaurus lakustai  |
|  |                            |
|  | Pachyrhinosaurus perotorum |
|  |                            |

## Paleobiologia

### Paleoekologia

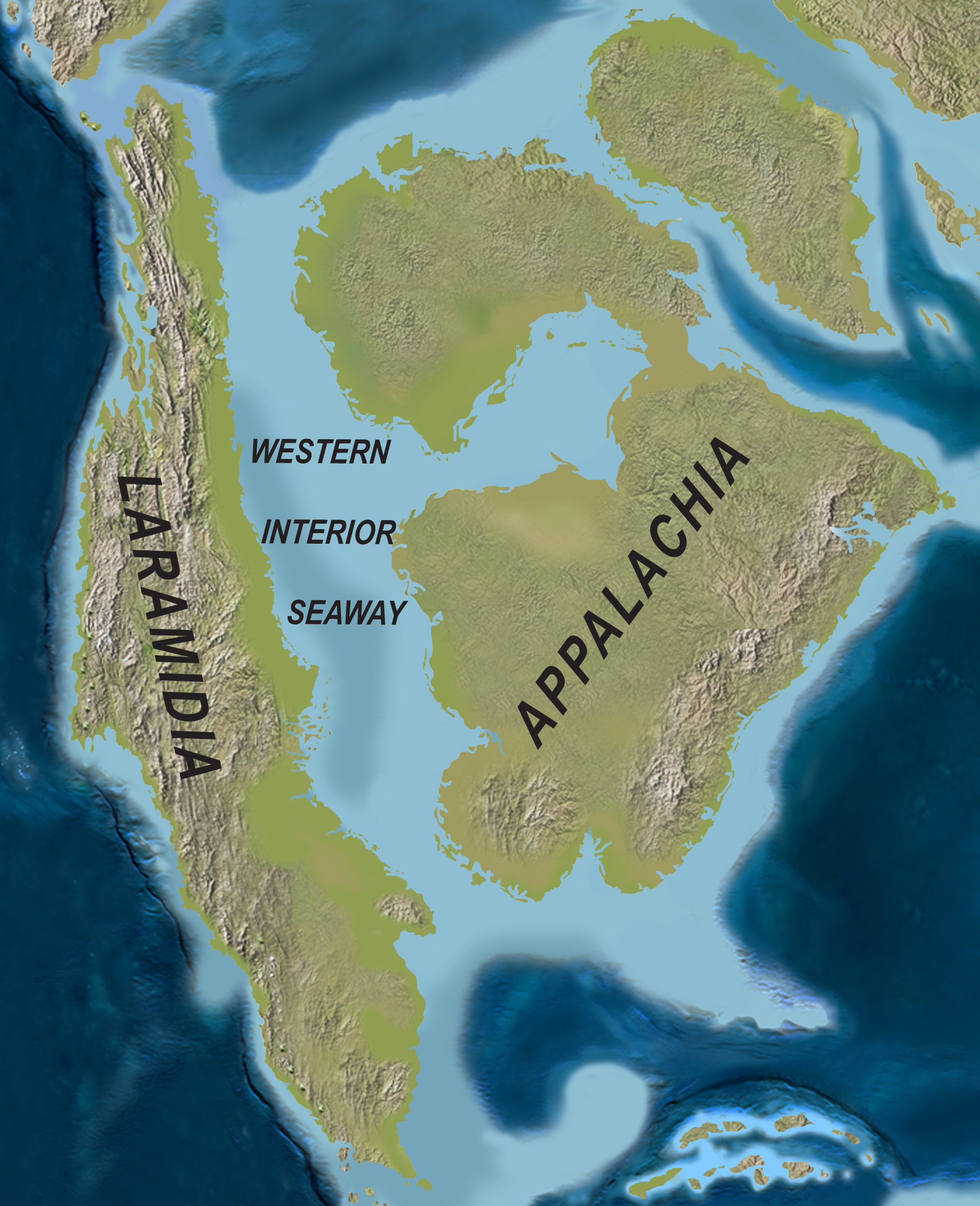
Laramidia, gdzie żył achelozaur, była w kampanie odrębnym subkontynentem

Achelousaurus znany jest z formacji Two Medicine, zbudowanej z zachowanych osadów datowanych na późnokredowy kampan, między 83 a 74 milionami lat temu. Okazy achelozaura znajdywano na najwyższych poziomach formacji, prawdopodobnie bliżej końcowego jej ograniczenia czasowego, a więc 74 milionów lat przed naszą erą.
Formacja Two Medicine reprezentuje klimat półsuchy. Jej warstwy odłożyły się na wschodnim wybrzeżu wyspowego kontynentu Laramidii, zachodu Ameryki Północnej przedzielonej Morzem Środkowego Zachodu. Na zachodzie wzbijał się w niebo wysoki łańcuch górski, wśród wiatrów przeważały wiejące z zachodu. Prowadziło to razem do powstania cienia opadowego, ograniczającego roczne opady deszczu. Deszcz padał głównie latem, kiedy to burze konwekcyjne zalewały ziemię. Klimat charakteryzował się więc znaczną sezonowością, z długą porą suchą i krótką deszczową. Roślinność była rzadka i niezbyt zróżnicowana. W takich warunkach dinozaury rogate były zależne od starorzeczy, dostarczających im wody i pokarmu. Główne cieki wodne wysychały wcześniej, zanikając podczas ciężkich suszy, kiedy zwierzęta tłoczyły się wokół ostatnich pozostałych zbiorników wodnych. Tak powstały cmentarzyska. Brązowa gleba kopalna, w której znaleziono szczątki ceratopsów, mieszanina gliny i zwęglonych szczątków roślinnych, przypomina współczesne sezonowo wysychające bagna. Otaczająca roślinność mogła składać się z mierzących 25 m wysokości paproci drzewiastych. Achelousaurus zjadał znacznie mniejsze rośliny. Badanie z 2013 ustaliło, że ceratopsy Laramidii ograniczały się do roślinności nieprzekraczającej wysokości 1 m.
Bardziej lub mniej lub współczesne achelozaurowi rodzaje dinozaurów to prozaurolof, Scolosaurus, hipakrozaur, einiozaur i niepewnej klasyfikacji tyranozauryd. Jak dowiodły ślady zębów na kościach ceratopsów Landslide Butte Field Area, ich mięsem żywiły się duże teropody. Rogers zasugerował tu albertozaura.
Dokładny skład fauny, wśród której żył achelozaur, nie jest pewny, jako że jego skamieniałości nie odkrywano w bezpośrednim związku z innymi taksonami. Jego pośrednia pozycja w anagenezie wskazuje, że dzielił siedlisko z formami znajdowanymi mniej więcej w środku bądź od koniec czasu tworzenia się jego formacji geologicznej. Horner założył, że jak w przypadku ceratopsów, znalazł pozostałości taksonów przejściowych wśród innych grup dinozaurów formacji Two Medicine. Należy do nich forma przejściowa między lambeozaurem i hipakrozaurem. W 1994 nadał jej nazwę Hypacrosaurus stebingeri. Obecnie Hypacrosaurus stebingeri nie jest już dłużej traktowany jako forma ewoluująca przez anagenezę, albowiem zidentyfikowano autapomorfie tego gatunku. Horner widział pewne czaszki pachycefalozaurów jako oznaki taksonu pośredniego między stegocerasem i pachycefalozaurem. Nie przypisano ich zgodnie do nowego rodzaju. W końcu Horner sądził, że obecny był takson pośredni między daspletozaurem a tyranozaurem. W 2017 tyranozaurydowe pozostałości z formacji Two Medicine określone zostały jako nowy gatunek daspletozaura: Daspletosaurus horneri. Praca z 2017 uznała za możliwe, że D. horneri był bezpośrednim potomkiem D. torosus powstałym przez anagenezę, odrzucając zarazem tezę, by D. horneri miał być przodkiem tyranozaura.

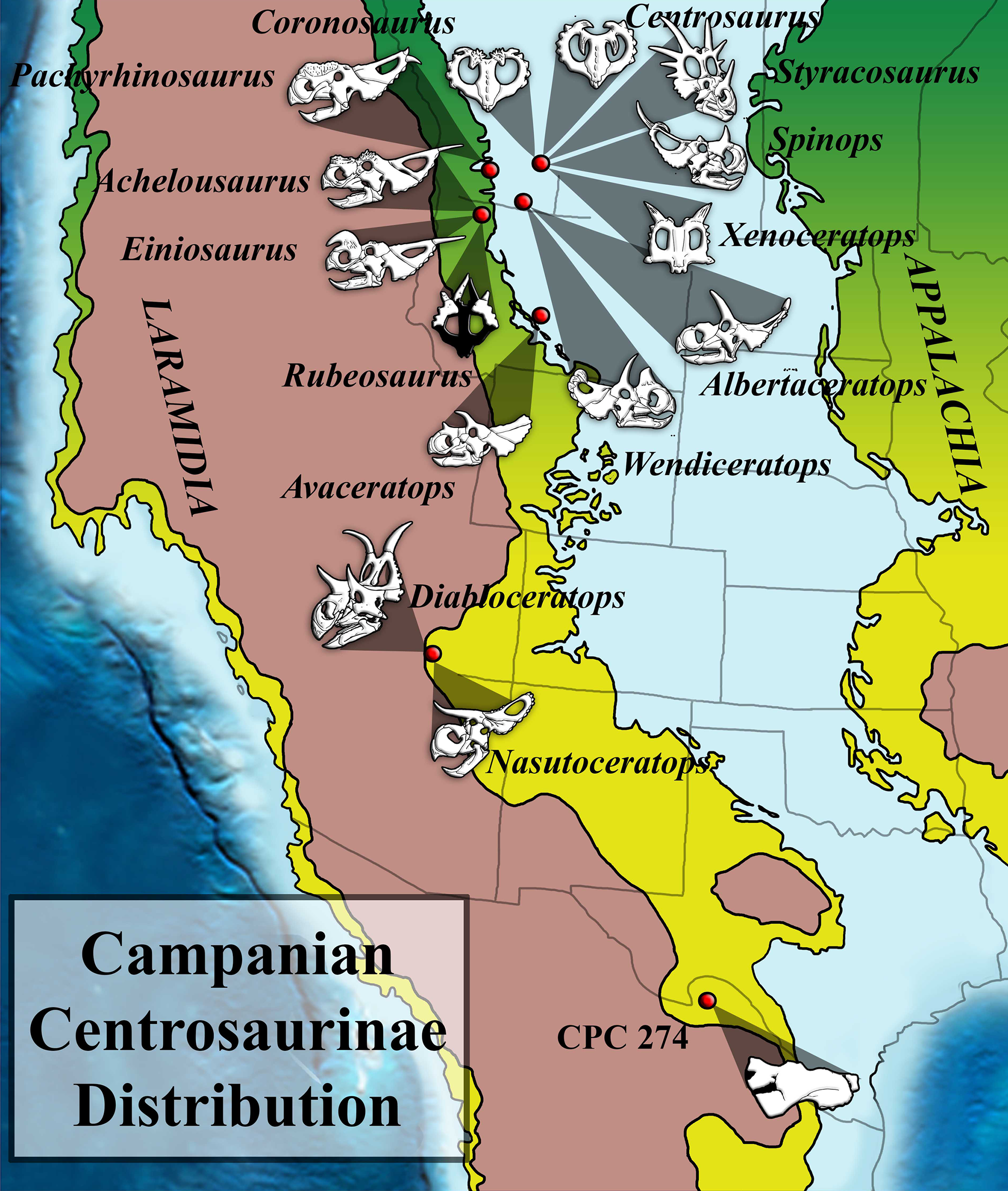
Biogeografia centrozaurynów w kampanie

Do ceratopsów z formacji Two Medicine zaliczają się też Einiosaurus i Rubeosaurus. W dodatku pozostałości innych nieokreślonych, jak też wątpliwych centrozaurynów, jak Brachyceratops, również znane z tej samej formacji, reprezentować mogą młodsze formy trzech pewnych rodzajów, jednak nie można tego wykazać. Podczas gdy Horner założył odrębność czasową Einiosaurus i Achelousaurus, w 2010 Donald M. Henderson uznał możliwość, że przynajmniej ich potomkowie bądź przodkowie zachodzili na siebie zakresami swego występowania, byli sympatryczni, wobec czego konkurowali o pokarm, nim zaszło rozdzielenie nisz ekologicznych. Czaszka achelozaura była ponad dwukrotnie mocniejsza od einiozaurzej, biorąc pod uwagę oporność na moment zginający i skręcanie. Może to oznaczać różnice w diecie jako wyraz unikania współzawodnictwa. Siła zgryzu achelozaura, mierzona jako wytrzymałość na rozciąganie, wynosiła 30,5 N/m² w rzędzie zębów szczękowych i 18 N/m² w dziobie.
Nieokreślony okaz TMP 2002.76.1 z formacji Dinosaur Park mógłby należeć do achelozaura, co czyniłoby rodzaj najstarszym stratygraficznie taksonem pachyrinozaurów. Achelousaurus byłby też wtedy jedynym kampańskim ceratopsydem znanym z więcej niż jednej formacji geologicznej. Oba zwierzęta występują zaraz poniżej morskich łupków ilastych formacji Bearpaw, ale z powodu różnic podłużnych TMP 2002.76.1 jest o około 500 000 lat starszy od skamieniałości achelozaura z formacji Two Medicine Formation.

### Funkcja zdobień czaszek

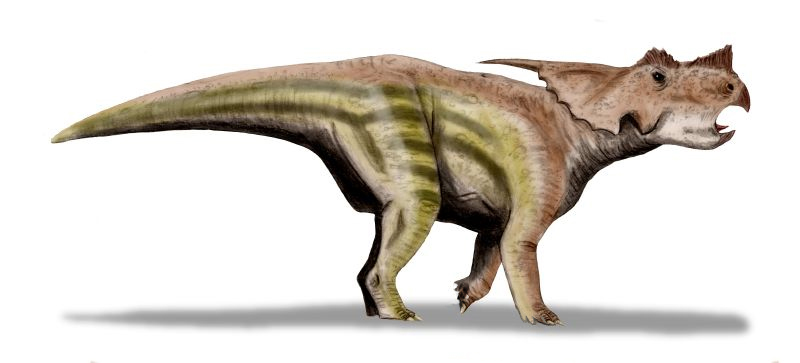
Wedle Hornera guzy noszone przez achelozaura były na pokaz

W 1995 Sampson zauważył, że wcześniejsze badania widziały w rogach i kryzach dinozaurów rogatych środki osobniczej autoprezentacji i walki a cechy te miały w związku z powyższym powstać w efekcie doboru płciowego. Podobnie w 1997 Horner doszedł do wniosku, że takowe ornamenty służy samcom do ustalania dominacji i dlatego też samice preferowały lepiej wyposażonych partnerów, których potomstwo odziedziczyły ich cechy, w tym bogatą ornamentację, co dawało przewagę rozrodczą. Dodson myślał, że u Centrosaurinae w ogólności wartość pokazowa kryzy została zredukowana w porównaniu ze zdobieniami na nosie i nad oczami. Sampson w 1995 odrzucił możliwość, jakoby różnice w ornamentacji czaszek między Einiosaurus i Achelousaurus miały odzwierciedlać dymorfizm płciowy, podając 3 argumenty. Po pierwsze liczne cmentarzyska einiozaura nie zawierały żadnych okazów z guzami, co byłoby oczekiwane, gdyby występowały u jednej z płci. Po drugie Einiosaurus i Achelousaurus znajdowane są w warstwach różnego wieku. Po trzecie w końcu w przypadku dymorfizmu płciowego zazwyczaj tylko przedstawiciele jednej z płci wykazują wyszukane drugorzędowe cechy płciowe. Jednak zarówno u achelozaura, jak i u einiozaura, wykształciły się odrębne zbiory takowych cech.
Hieronymus doszedł w 2009 do wniosku, że guzy nosowe i brwiowe służyły do przepychania się albo taranowania głowy lub boków rywala. Struktura kości wskazuje na pokrywającą guzy kostne warstwę keratyny, tworzącej zrogowaciałe poduszki jak u współczesnych piżmowołów. Sugeruje to walki o dominację podobne do toczonych przez członków podrodziny koziorożców. U tych ostatnich zaobserwowano przemianę ewolucyjną, podczas której pierwotnie proste rogi stały się silniej zbudowane, usztywnione, coraz bardziej skręcając ku dołowi. Ewolucja rogów brwiowych w guzy u centrozaurynów mogła w podobny sposób odzwierciedlać zmianę techniki walki, od zderzeń pod wysokoenergetyczne przepychanie się głowami. Jest to jednak zachowanie kosztowne i ryzykowne. Oponenci angażują się w nie jedynie po wizualnej ocenie sił rywala. Z tej przyczyny Hieronymus uznał za nieprawdopodobne, by guzy służyły tylko rozpoznawaniu się gatunków, to zapewniały już wrodzone gatunkowo-specyficzne rytuały pokazów poprzedzające prawdziwą, już nie rytualną, walkę. Guzy wyewoluowały, zapewniając możliwość prawdziwej walki w ramach selekcji społecznej, w której rywale walczą ze sobą o ograniczone zasoby, jak partner, pożywienie, czy teren rozrodu.
Wcześniej sugerowano, że fuzja pierwszych trzech kręgów szyjnych, obserwowana np. u dorosłego okazu MOR 571, mogła stanowić wyraz paleopatologii, choćby objaw spondyloartropatii. Jednak w 1997 pojawił się wniosek, że z większym prawdopodobieństwem chodzi o cechę rozwijającą się normalnie w ontogenezie. Zrastające się ze sobą kręgi określa się mianem „syncervical”, razem wspierają one ciężką głowę. Wszystkie 3 znane okazy mają syncervical z trzech kręgów. Cechę tę mógł achelozaur odziedziczyć po swym mniejszym przodku używającym sztywnej szyi do kopania jam lub zdobywania żywności.

### Zachowania społeczne
Często twierdzono, że ceratopsy prowadziły stadny tryb życia, opierając się o duże liczby zwierząt tego samego gatunku znajdywanych w cmentarzyskach. W 2010 Hunt i Farke zwrócili uwagę, że stanowi to prawdę dla centrozaurynów. Horner przypuścił, że dinozaury rogate z Landslide Butte żyły w stadach zabitych przez suszę lub chorobę. Dodson doszedł do wniosku, że fakt jednogatunkowych cmentarzysk achelozaura potwierdza obecność stad.

### Metabolizm
Długo dyskutowano na temat termoregulacji nieptasich dinozaurów, skupiając się na kwestii ich ekto- bądź endotermii. Ptaki i ssaki są stałocieplne, same tworzą ciepło swojego ciała i mają wysokie tempo metabolizmu, podczas gdy współczesne gady są zmiennocieplne, pobierają ciepło z otoczenia. Praca z 1996 opisuje badania izotopów tlenu z fosforanów kości zwierząt formacji Two Medicine, w tym także młodocianego achelozaura MOR 591. Wartość δ18O fosforanów kręgowców zależy od δ18O ich wody ustrojowej i temperatury w czasie odkładania kości, co umożliwia pomiar fluktuacji temperatury osobnika. W badaniu przeanalizowano sezonową zmienność w temperaturze ciała i różnice w różnych okolicach kośćca, by ustalić, czy dinozaur utrzymywał stałą temperaturę ciała przez cały rok. Waranowate stanowiące punkt odniesienia wykazują różnice izotopowe zgodne z prezentowaną zmiennocieplnością. Zmienność nieptasich dinozaurów, w tym achelozaura, wskazywała na stałocieplność. Ich tempo metabolizmu nie dorównywało współczesnym ptakom czy ssakom, ich stałocieplność była więc pośrednia.

## Bibliography
- K. S. Brink, D. K. Zelenitsky, D. C. Evans: Cranial Morphology and Variation in Hypacrosaurus stebingeri (Ornithischia: Hadrosauridae). W: D. A. Eberth, D. C. Evans: Hadrosaurs. Indiana University Press, 2015. ISBN 978-0253013859.
- Thomas D. Carr, David J. Varricchio, Jayc C. Sedlmayr, Eric M. Roberts i inni. A new tyrannosaur with evidence for anagenesis and crocodile-like facial sensory system. „Scientific Reports”. 7, s. 44942, 2017. DOI: 10.1038/srep44942.
- P. J. Currie, W. Jr Langston, D. H. Tanke: New Horned Dinosaur from an Upper Cretaceous Bone Bed in Alberta. Ottawa, Ontario: NRC Research Press, 2008, s. 1–108. DOI: 10.1139/9780660198194. ISBN 978-0-660-19819-4.
- P. Dodson, C. A. Forster, S. D. Sampson: Ceratopsidae. W: D. B. Weishampel, P. Dodson, H. Osmólska: The Dinosauria. Wyd. 2. Berkeley: University of California Press, 2004, s. 494–513. ISBN 978-0520254084.
- J. R. Horner, E. Dobb: Dinosaur Lives: Unearthing an Evolutionary Saga. San Diego, New York, London: Hartcourt Brace & Company, 1997.
- L. Maiorino: Macroevolutionary pattern in Ceratopsian Dinosaurs (Dinosauria: Ornithischia) and biomechanics: an integrated approach by means of geometric morphometrics and finite element analysis. Università degli studi Roma Tre, 2015. Doctoral Thesis.
- A. T. McDonald, A. A. Farke. A subadult specimen of Rubeosaurus ovatus (Dinosauria: Ceratopsidae), with observations on other Ceratopsids from the Two Medicine Formation. „PLoS ONE”. 6 (8), s. e22710, 2011. DOI: 10.1371/journal.pone.0022710. PMID: 21853043. Bibcode: 2011PLoSO...622710M.
- R. R. Rogers: Taphonomy of three monospecific dinosaur bone beds in the Late Cretaceous Two Medicine Formation, northwestern Montana: Evidence for dinosaur mass mortality related to episodic drought. University of Montana, 1989. Master Thesis.
- M. J. Ryan, R. Holmes, A. P. Russell. A revision of the late campanian centrosaurine ceratopsid genus Styracosaurus from the Western Interior of North America. „Journal of Vertebrate Paleontology”. 27 (4), s. 944–962, 2007. DOI: 10.1671/0272-4634(2007)27[944:AROTLC]2.0.CO;2.
- M. J. Ryan, B. J. Chinnery-Allgeier, D. A. Eberth: New Perspectives on Horned Dinosaurs: The Royal Tyrrell Museum Ceratopsian Symposium. Indiana University Press, 2010. ISBN 978-0253353580.
  - T. L. Ford: A Ceratopsian Compendium. W: M. J. Ryan, B. J. Chinnery-Allgeier, D. A. Eberth: New Perspectives on Horned Dinosaurs: The Royal Tyrrell Museum Ceratopsian Symposium. Indiana University Press, 2010. ISBN 978-0253353580.
  - D. M. Henderson: Skull shapes as indicators of niche partitioning by sympatric chasmosaurine and centrosaurine dinosaurs. W: M. J. Ryan, B. J. Chinnery-Allgeier, D. A. Eberth: New Perspectives on Horned Dinosaurs: The Royal Tyrrell Museum Ceratopsian Symposium. Indiana University Press, 2010, s. 293–307. ISBN 978-0253353580.
  - R. Hunt, A. Farke: Behavioral interpretations from ceratopsid bonebeds. W: M. J. Ryan, B. J. Chinnery-Allgeier, D. A. Eberth: New Perspectives on Horned Dinosaurs: The Royal Tyrrell Museum Ceratopsian Symposium. Indiana University Press, 2010, s. 447–455. ISBN 978-0253353580.
  - A. T. McDonald, J. R. Horner: New Material of "Styracosaurus" ovatus from the Two Medicine Formation of Montana. W: M. J. Ryan, B. J. Chinnery-Allgeier, D. A. Eberth: New Perspectives on Horned Dinosaurs: The Royal Tyrrell Museum Ceratopsian Symposium. Indiana University Press, 2010, s. 156–168. ISBN 978-0253353580.
  - M. J. Ryan, D. A. Eberth, D. B. Brinkman: A New Pachyrhinosaurus-Like Ceratopsid from the Upper Dinosaur Park Formation (Late Campanian) of Southern Alberta, Canada. W: M. J. Ryan, B. J. Chinnery-Allgeier, D. A. Eberth: New Perspectives on Horned Dinosaurs: The Royal Tyrrell Museum Ceratopsian Symposium. Indiana University Press, 2010, s. 141–155. ISBN 978-0253353580.
  - S. D. Sampson, M. A. Loewen: Unraveling a radiation: a review of the diversity, stratigraphic distribution, biogeography, and evolution of horned dinosaurs. (Ornithischia: Ceratopsidae). W: M. J. Ryan, B. J. Chinnery-Allgeier, D. A. Eberth: New Perspectives on Horned Dinosaurs: The Royal Tyrrell Museum Ceratopsian Symposium. Indiana University Press, 2010, s. 405–427. ISBN 978-0253353580.
- C. S. VanBuren: The Function and Evolution of the Syncervical in Ceratopsian Dinosaurs with a Review of Cervical Fusion in Tetrapods. University of Toronto, 2013.